# Artes decorativas
Se denomina artes decorativas a todas aquellas actividades relacionadas con el arte o la artesanía destinadas a producir objetos con una finalidad a la vez utilitaria y ornamental. Son por lo general obras realizadas con una elaboración industrial o artesanal pero persiguiendo una cierta finalidad estética. El concepto es sinónimo de las llamadas artes aplicadas o artes industriales, también llamadas a veces artes menores en contraposición a las artes mayores o bellas artes. En cierto sentido, las artes decorativas es un término aplicado preferentemente a las artes industriales, así como a la pintura y la escultura, cuando su objetivo no es el de generar una obra única y diferenciada, sino que buscan una finalidad decorativa y ornamental, con una producción generalmente seriada.
Las artes decorativas incluyen procedimientos y técnicas como la cerámica, el mosaico, la ebanistería, la orfebrería, la glíptica, el esmalte, la taracea, la metalistería, el textil, la tapicería, la corioplastia o la vidriería. También a menudo engloba las artes gráficas (grabado) y la miniatura, así como algunas obras de arquitectura, pintura y escultura destinadas a la ornamentación y concebidas en serie, no como obras individuales.
Las artes decorativas han estado presentes en mayor o menor medida en todos los períodos de la historia del arte en general, bien por solitario o bien en conjunción con otras artes, especialmente la arquitectura. En muchos casos han marcado de forma determinante algún período histórico, como el arte bizantino, el islámico o el gótico, de tal forma que no sería posible valorarlo adecuadamente sin la presencia de este tipo de realizaciones. En otros casos, especialmente el de culturas nómadas, es el único tipo de realización artística llevado a cabo por estos pueblos, como es el caso de los escitas o de los pueblos germánicos que invadieron el Imperio romano. En muchas culturas las artes decorativas han tenido un estatus similar al resto de las artes, como es el caso de la cerámica griega o la laca china. Cabe también valorar la estrecha relación entre las artes decorativas y la cultura popular, que a menudo ha tenido en este medio su principal vía de expresión.

## Concepto

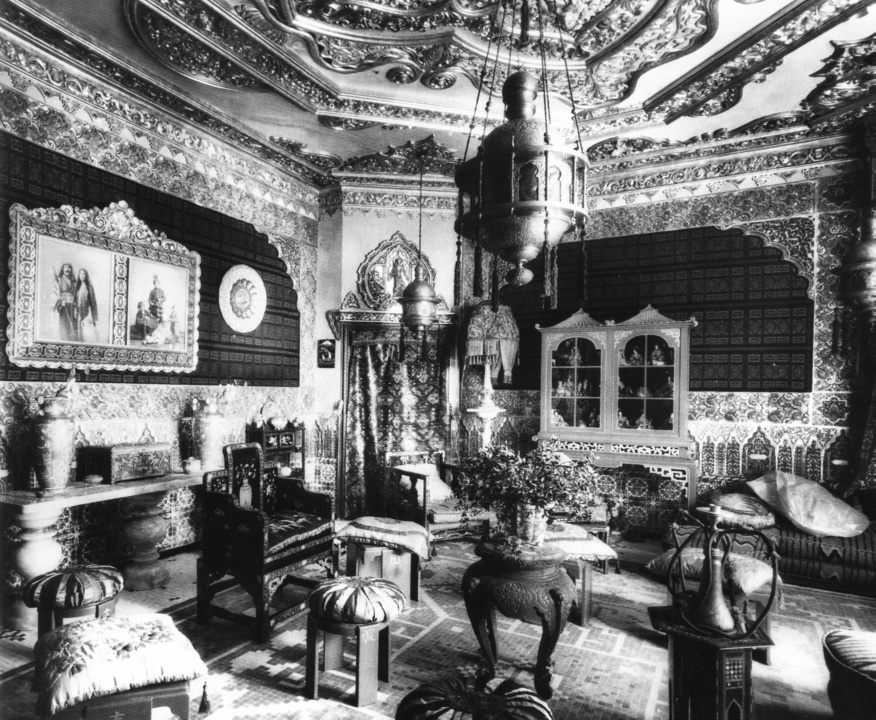
Interior de estilo modernista de la casa Vicens (Barcelona, 1883-1888), de Antoni Gaudí

Este tipo de técnicas entra dentro del concepto de arte (del latín ars, artis, y este del griego τέχνη téchnē), una manifestación creativa del ser humano entendida generalmente como cualquier actividad o producto realizado con una finalidad estética y comunicativa, mediante la cual se expresan ideas, emociones o, en general, una visión del mundo, a través de diversos recursos y materiales. El arte es un componente de la cultura, que refleja en su concepción los sustratos económicos y sociales, así como la transmisión de ideas y valores inherentes a cualquier cultura humana a lo largo del espacio y el tiempo.
La clasificación del arte ha tenido una evolución paralela al concepto mismo de arte: durante la antigüedad clásica se consideraba arte todo tipo de habilidad manual y destreza, de tipo racional y sujeta a reglas, por lo que entraban en esa denominación tanto las actuales bellas artes como la artesanía y las ciencias. En el siglo II Galeno dividió el arte en artes liberales y artes vulgares, según si tenían un origen intelectual o manual. En el Renacimiento empezó a considerarse que la arquitectura, la pintura y la escultura eran actividades que requerían no solo oficio y destreza, sino también un tipo de concepción intelectual que las hacían superiores a otros tipos de manualidades. En 1746, Charles Batteux estableció en Las bellas artes reducidas a un único principio la concepción actual de bellas artes, donde incluyó la pintura, la escultura, la música, la poesía y la danza, mientras que mantuvo el término «artes mecánicas» para el resto de actividades artísticas, y señaló como actividades entre ambas categorías la arquitectura. Con el tiempo esta lista sufrió variaciones y, a fecha de hoy, no está del todo cerrada, pero en general sentó una base comúnmente aceptada.
Los términos «artes decorativas», «artes aplicadas», «artes industriales» o «artes menores» surgieron por oposición a las «bellas artes» o «artes mayores», aunque a menudo la frontera no está del todo clara. En general, dentro de las artes plásticas la función decorativa se considera secundaria: así, si la pintura tiene por sí sola una autonomía como obra de arte, en su aplicación a un objeto pierde esa singularidad para cumplir una función subordinada, la de embellecer ese objeto. Si la pintura puede representar una visión del mundo en la libertad conceptual del artista, la pintura decorativa se moverá en un círculo cerrado de temas y motivos.

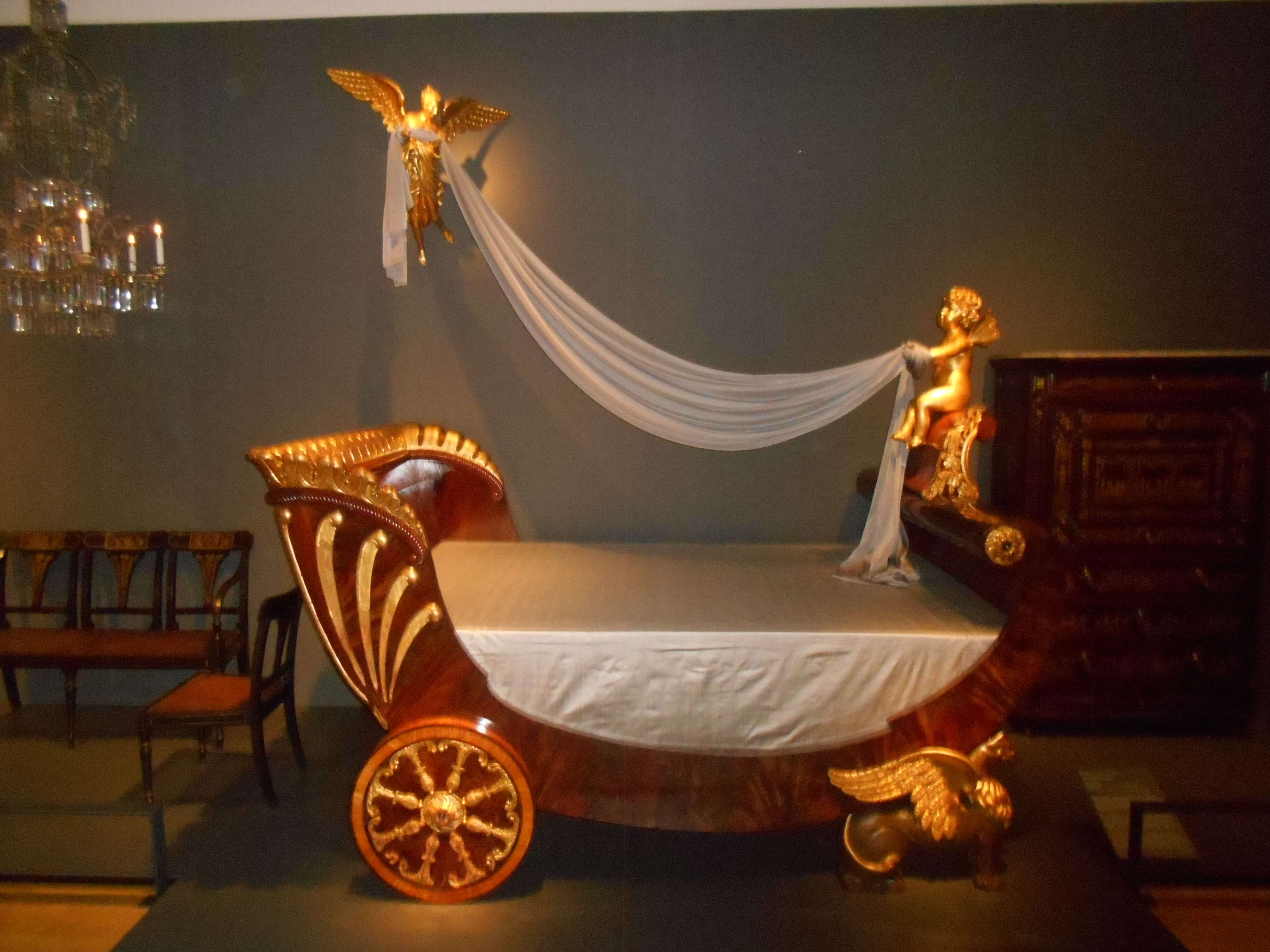
Cama con forma de carro triunfal a la romana (c. 1804-1830), caoba, chapa de palma de caoba, limonero de Ceilán, pino, roble y madera dorada y pintada, Museo del Diseño de Barcelona

Probablemente la separación entre artes mayores y menores vino de la distinción por parte de la crítica de arte de lo «bello» y lo «útil»: a lo primero se le concedió una categoría más elevada, pues parecía dirigirse más directamente al intelecto y/o el espíritu, mientras que lo segundo tenía una finalidad más práctica y mundana. Esta distinción no dejaba de ser subjetiva, puesto que una actividad como la arquitectura, englobada en las artes mayores, es ciertamente útil, mientras que muchas artes menores, aun siendo útiles, pueden ser bellas.
Aunque las artes decorativas eran consideradas como un arte menor, desde el siglo XVIII adquirieron cierta autonomía y, desde entonces, se empezó a valorar más su aspecto estético frente al utilitario y numerosas de sus producciones fueron valoradas como obras de arte con una singularidad propia. Sin embargo, las artes decorativas aplicadas a la industria —más propiamente llamadas hoy día «artes industriales»— se fueron separando de este concepto, por cuanto en este tipo de objetos la decoración es por lo general algo secundario; así, la estética funcionalista tendió a valorar más los objetos por su utilidad, rechazando una decoración a menudo sobreañadida.
El término «artes decorativas» se forjó en el tercer tercio del siglo XIX, principalmente como sustitución del término «artes menores», que resultaba peyorativo. En la génesis de las artes decorativas o industriales están indefectiblemente unidos la practicidad y la estética. Así, la producción de objetos englobados en este término debe tener en cuenta la finalidad del producto (enseres, vestidos, utensilios, mobiliario) tanto como su aspecto formal. Así, no entrarían en esta categoría un objeto utilitario que sea posteriormente decorado o, por el contrario, otro de aspecto artístico que no cumpla una función práctica. Pese a todo, a menudo se han considerado artes decorativas productos con una simple función ornamental, pero producidos en serie, con lo que se alejarían del concepto de obra única del arte con mayúsculas.
Un factor decisivo en la nueva concienciación de las artes decorativas fue la publicación entre 1860 y 1863 del libro Der Stil in den technischen und tectonischen künsten der praktische Aestetik, de Gottfried Semper, donde prestaba una especial atención a las artes decorativas dentro de la historia del arte. Esta obra influyó en el historiador formalista Alois Riegl, quien en sus análisis de la historia del arte en función del estilo incluyó igualmente las artes decorativas. Para Riegl, quien fue conservador del Museo de Artes Decorativas de Viena, las técnicas usadas en la producción artística marcaban la evolución de las formas artísticas.

### Terminología

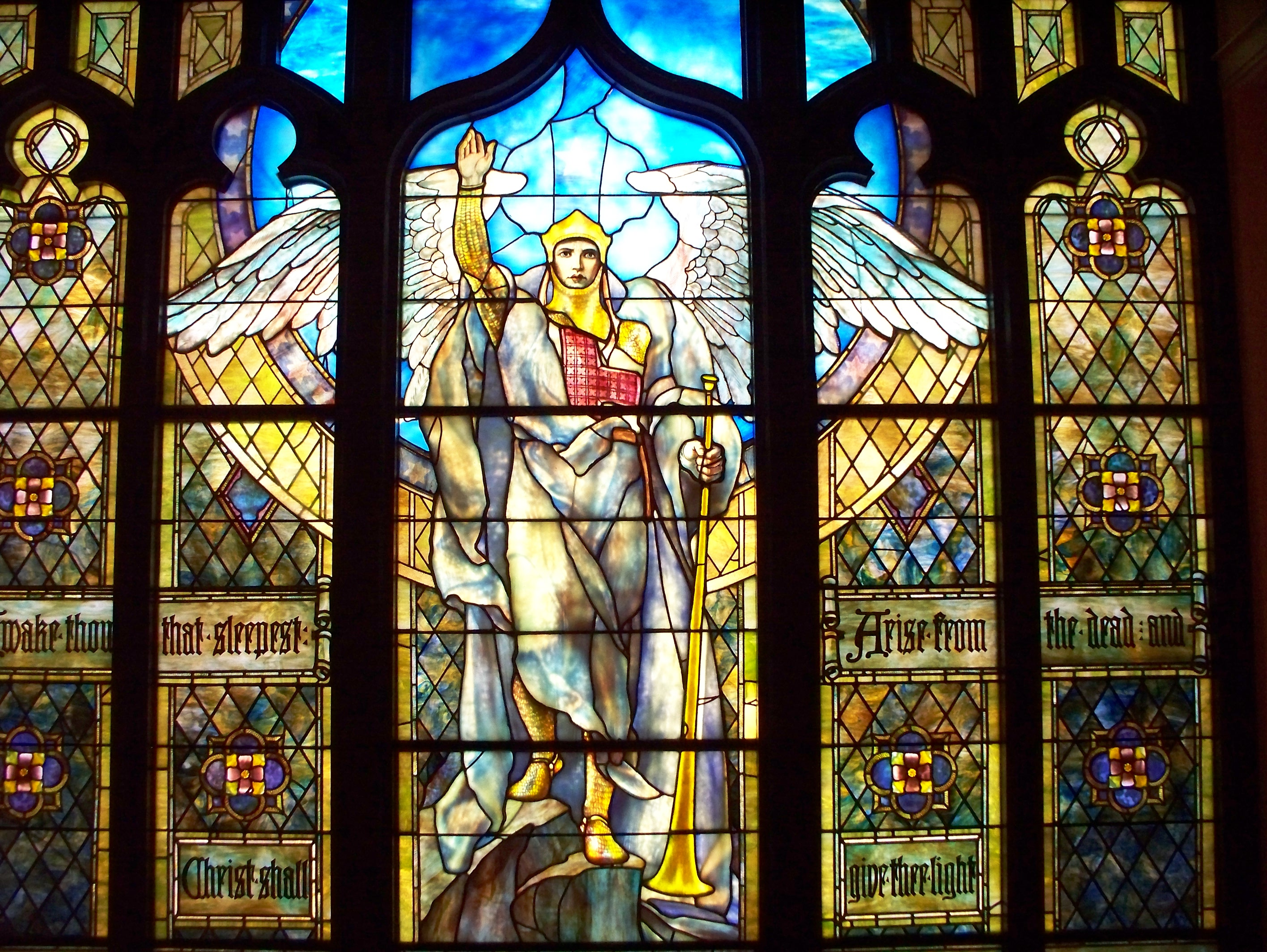
El ángel de la Resurrección (1904), vidriera de Louis Comfort Tiffany, First Presbyterian Church, Indianápolis

A las artes relacionadas con la decoración se les ha aplicado a lo largo de la historia numerosos términos más o menos sinónimos, que si bien pueden tener algunas diferencias de matiz en general expresan el mismo concepto:
- Artes decorativas: el término incide en la finalidad decorativa de este tipo de artes, por cuanto su finalidad es la de ornamentar un espacio determinado, motivo este por el que se las considera especialmente ligadas a la arquitectura. En general se considera el término más adecuado y que otorga una mayor dignidad, prueba de ello es que la mayoría de museos dedicados a este tipo de obras suelen denominarse Museos de Artes Decorativas.[16]
- Artes menores: surgió en confrontación con la idea de artes mayores o bellas artes (arquitectura, escultura y pintura), si bien resulta peyorativo y marca unas fronteras que no son reales, ya que la pintura y la escultura pueden ser consideradas en ciertos casos como artes decorativas.[17]
- Artes útiles o utilitarias: este término pone énfasis en el aspecto práctico de este tipo de realizaciones, lo que minusvalora su componente estético, al tiempo que cabría discutir si la utilidad de algunas bellas artes como la arquitectura las rebajaría a este nivel.[18]
- Artes funcionales: de forma análoga al anterior, se incide en el aspecto funcional de estas obras, lo que origina un debate similar, al que se puede añadir si las artes mayores no tienen también una función.[19]
- Artes aplicadas: este término proviene de la relación entre este tipo de disciplinas artísticas y su producción de tipo artesanal o industrial, ya que por lo general son creadas mediante diversas técnicas y procedimientos especializados que necesitan una formación profesional o semiprofesional. Así, la mayoría de escuelas donde se aprenden estos oficios suelen denominarse Escuelas de Artes Aplicadas (o de Oficios Artísticos).[20]
- Artes auxiliares: se incide aquí en el aspecto secundario de este tipo de disciplinas por cuanto sus producciones están destinadas a decorar las obras «mayores», preferentemente espacios arquitectónicos. Nuevamente es un término peyorativo y que no engloba todas estas realizaciones, que en muchos casos pueden tener una autonomía por sí mismas.[16]
- Artesanía, oficios artísticos: en esta acepción se incide en el aspecto productivo de estas obras en cuanto a la profesionalidad de sus artífices, en la consideración de ser objetos hechos a mano, sin un proceso de fabricación mecánico. Buena parte de este concepto viene del movimiento Arts and Crafts (Artes y Oficios), surgido en el Reino Unido en el siglo XIX.[21]
- Artes manuales: término poco empleado en general, incide en la manualidad de este tipo de obras, lo que excluye su producción mecánica en muchos casos.[21]
- Artes industriales: en contraposición al anterior, se expresa aquí el proceso de mecanización y de producción fabril de muchas de estas obras, especialmente desde la Revolución Industrial. Cabría discutir aquí si este tipo de fabricación se hace en menoscabo del proceso creador del artista o es simplemente una herramienta que ayuda en su realización. Quizá propiamente solo sea aplicable a aquellas obras producidas en serie.[22]
- Artes suntuarias: el término suntuario significa «perteneciente o relativo al lujo»,[23] por lo que se aplica preferentemente a aquellas artes decorativas realizadas con materiales preciosos (oro, plata, joyas).

### Factores determinantes

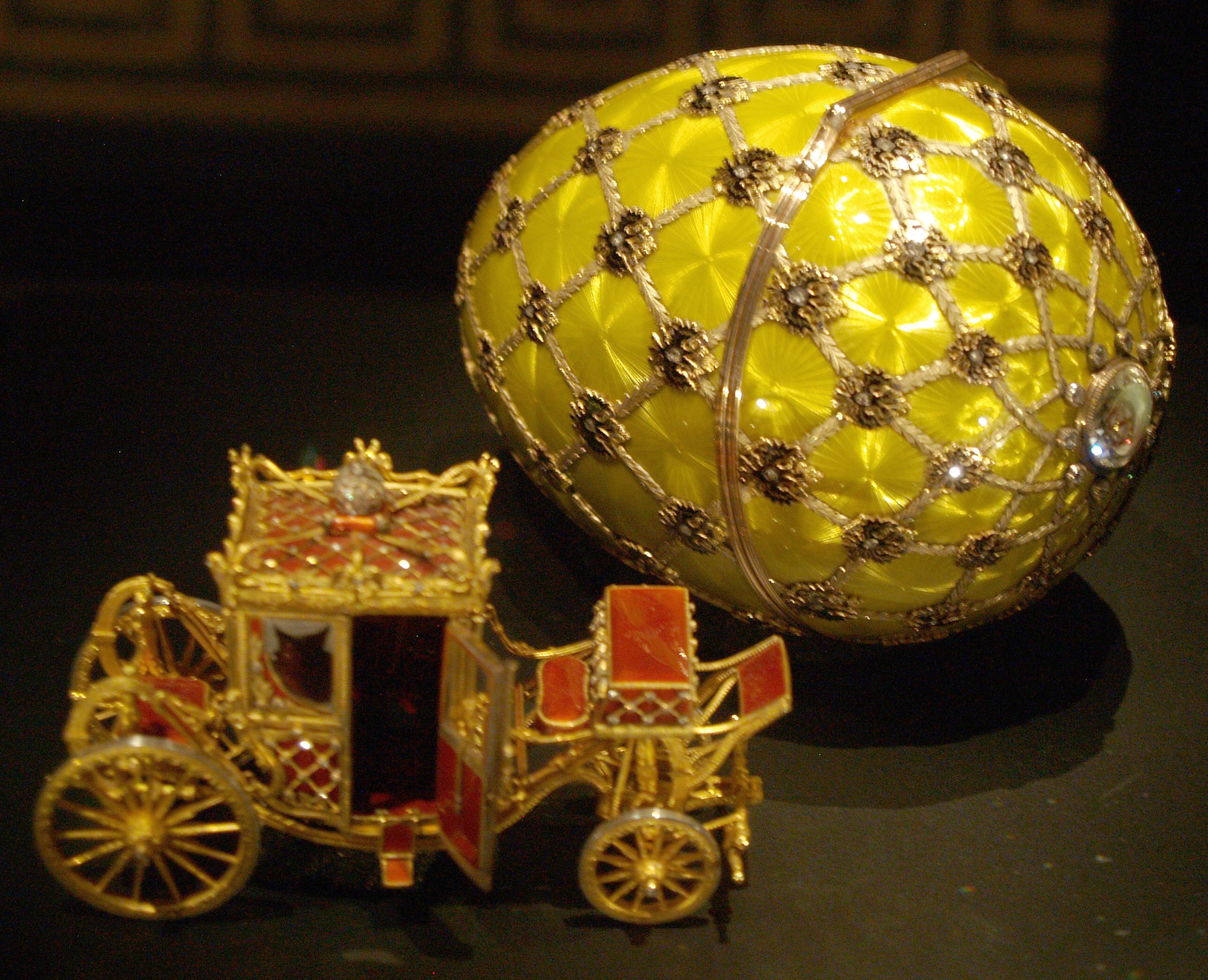
Huevo de la Coronación imperial (1897), de Peter Carl Fabergé, Museo Fabergé, San Petersburgo

En la génesis de las obras de arte decorativas intervienen diversos factores. El primero a tener en cuenta es su artífice y la consideración del mismo como artesano o como artista. Dejando aparte el hecho de que muchos artistas (pintores, escultores) han realizado este tipo de obras como complemento a su actividad principal, la mayoría de artífices que trabajan en este terreno lo hacen como oficio, tras unos años de aprendizaje en un taller, gremio o escuela. Así, por lo general, se les considera artesanos, aunque hay que tener en cuenta diversos matices: decía Horst Waldemar Janson que un artista es un «creador» y un artesano un «hacedor»; sin embargo, muchos hacedores ejercen también de creadores cuando realizan sus propios diseños o introducen novedades técnicas o estilísticas en sus obras. De igual forma, muchos artistas realizan sus obras partiendo de técnicas o estilos introducidos por otros anteriormente, sin un ejercicio de innovación, tan solo de imitación —como se ha reprochado a menudo al arte academicista—. Aun así, por regla general el artífice de artes decorativas está encorsetado por las reglas, técnicas y materiales de su oficio, dentro del cual puede moverse con restricciones. Ello conlleva, según Dino Formaggio, que las obras de arte decorativas expresen cierta «impersonalidad», por cuanto la impronta del que las realiza no es perceptible en la mayoría de casos, al tiempo que son fruto de una determinada «sociabilidad», al ser productos provenientes del trabajo colectivo derivado de la tradición y el oficio.
De entre estos artífices se suelen considerar tres tipos (según René Huyghe): «artesanos de tradición», que ejercen su oficio con unos conocimientos transmitidos por generaciones —generalmente dentro de una misma familia—, con innovaciones y aportaciones individuales pero dentro de una misma línea (aquí se engloban la mayoría de artífices hasta el siglo XIX); «artesanos de arte», los que no proceden de una tradición sino que ejercen esta actividad de forma voluntaria y con una formación propia (generalmente ya en el siglo XX); y «artesanos ejecutantes», que designaría a aquellos operarios que se limitan a ejercer su oficio, sin mediar ningún acto creador.

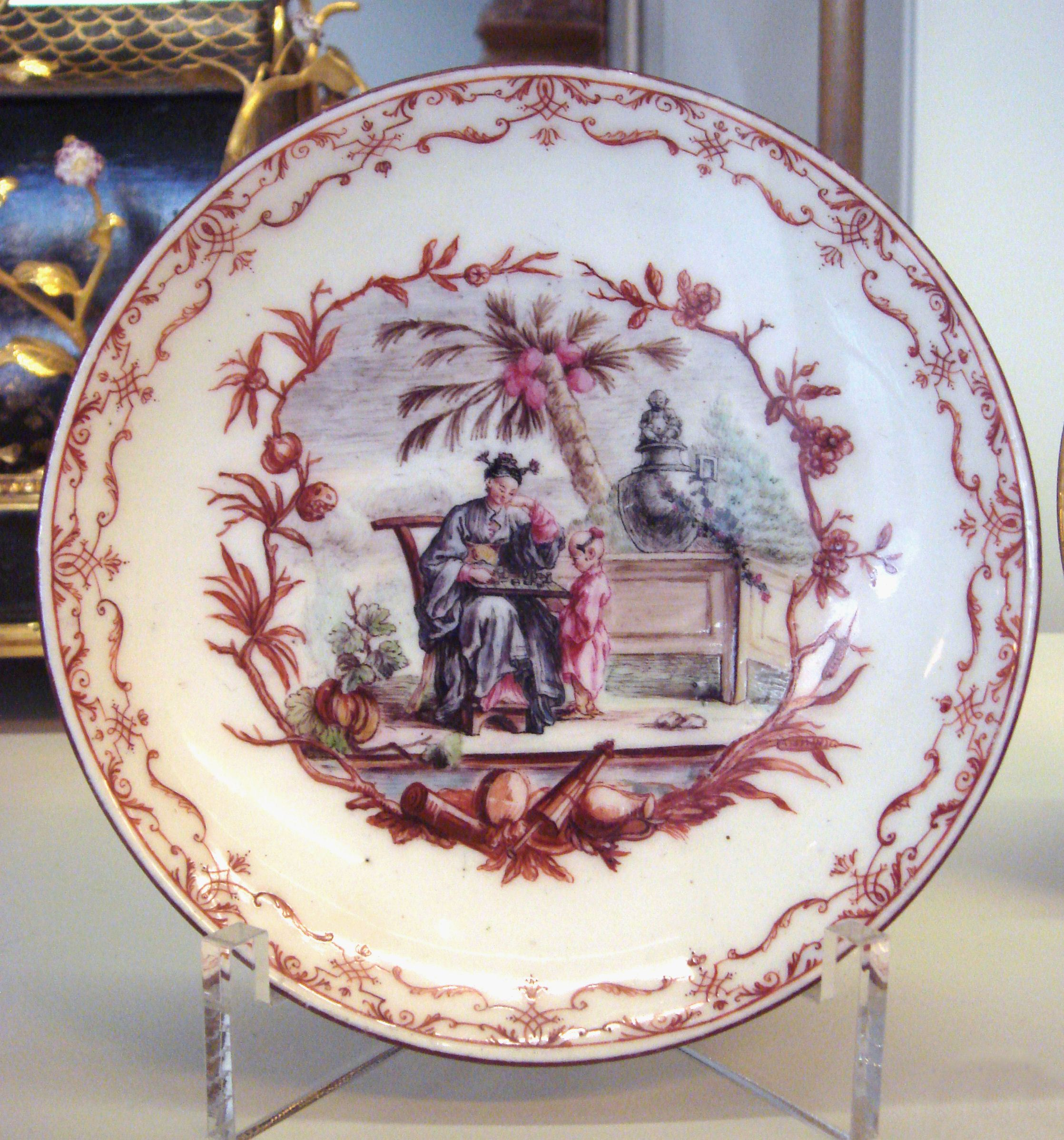
Plato de porcelana de Vincennes (1749-1753), Museo de las Artes Decorativas de París

Otros elementos a tener en cuenta son:
- Tipo de obras: un primer factor a tener en cuenta es la función y destino de la obra, si es religiosa o laica, culta o popular, si es para un domicilio, una empresa, un palacio o cualquier otra finalidad.[29]
- Técnicas y materiales: cada disciplina artística cuenta con unas determinadas técnicas y materiales de confección, los cuales deben ser considerados para el resultado final en función del objeto que se desee crear. Muchos de estos elementos son determinantes de una época o estilo determinados, por lo que ayudan a su estudio y clasificación.[30]
- Forma: la forma marca el ritmo de volúmenes y proporciones de un determinado espacio, especialmente en piezas exentas. Por otro lado, la forma expresa la función del objeto y sus características temporales, por lo que es un reflejo del estilo y el marco histórico y social en el que ha sido creado.[31]
- Sistema decorativo: establece el tipo de motivo ornamental de una pieza y la forma en que ese motivo encaja dentro de la composición de la misma. Los tres principales motivos ornamentales son: geométrico, epigráfico y naturalista (vegetal, animal, humano o paisajístico), que pueden presentarse tanto aislados como combinados entre ellos. En función de su composición se generan diversos lenguajes expresivos, como el naturalista, si se inspira en la realidad de la naturaleza visible; o el estilizado, si hace una reinterpretación subjetiva de la realidad. También dentro de la composición debe tenerse en cuenta si la ornamentación se ciñe a un determinado espacio de la obra o la cubre por completo (el llamado horror vacui). Dentro de este espacio los motivos ornamentales pueden hacerse por repetición, por alternancia, en forma simétrica o por inversión.[32]

- Motivos geométricos: entre los principales se encuentran el punto, la línea, el zigzag, la banda quebrada, la lacería, el meandro, el cuadrado, el losange, el ajedrezado, el triángulo, el hexágono, el octógono, la sinusoide, la espiral, el círculo y semicírculo, la elipse, etc.
- Motivos arquitectónicos: cordón, listel, toro, bocel, escocia, gallón, cartela, etc.
- Motivos naturalistas: proceden sobre todo de la flora, la fauna, el ser humano, los seres fantásticos y mitológicos, los elementos astronómicos, el paisaje y objetos de todo tipo.
- Motivos complejos: son básicamente la escritura y los símbolos, así como los motivos heráldicos.

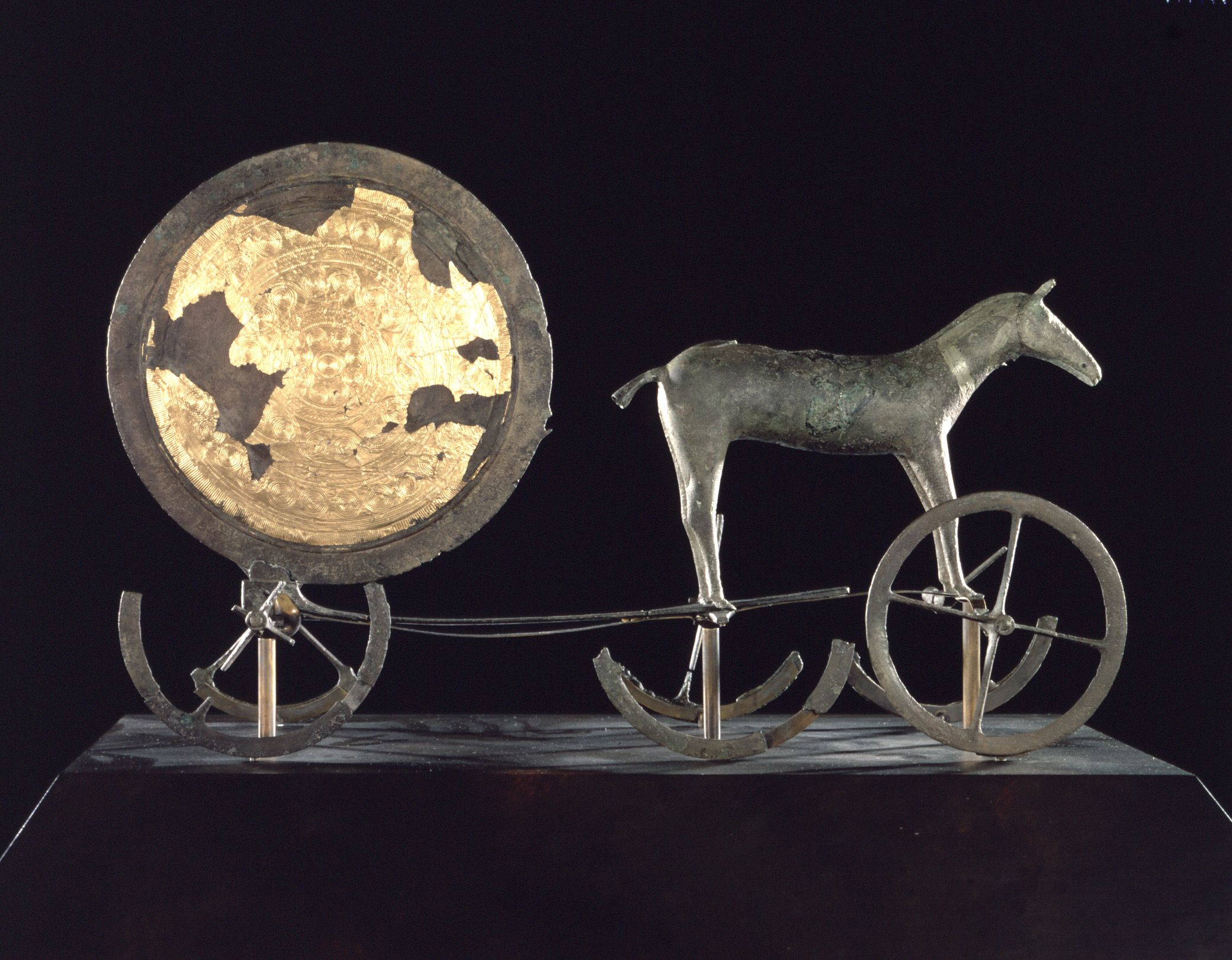
Carro solar de Trundholm (c. 1300 a. C.), de bronce y oro, Museo Nacional de Dinamarca, Copenhague

- Color y luz: en el aspecto estético y formal de la obra de arte decorativa son determinantes el color y la luz, que influyen en la forma del objeto, en el material y en diversas cualidades como la solidez, la refracción, la transparencia u opacidad, el reflejo, la textura, el relieve o los juegos de luces y sombras. También, aparte de sus cualidades físicas, pueden expresar un determinado simbolismo, ya que a menudo los colores se asocian a determinados conceptos religiosos o culturales, mientras que la luz se asocia a menudo con la divinidad y la revelación.[37]
- Ritmo y equilibrio: las artes decorativas tienen como finalidad la ornamentación de un espacio, lo que generalmente se consigue con la conjunción de diversos elementos. Por ello, un factor a tener en cuenta es la armonía entre todas las piezas de un determinado espacio, el equilibrio de conjunto y el ritmo espacial en que se circunscriben. Esta armonización de elementos expresa por otro lado conceptos inherentes a una determinada época, como la moda o el estilo, las costumbres o el pensamiento de una sociedad.[38]
- Relación espacial: la mayoría de obras de arte decorativas (menos las exentas) están pensadas para un determinado espacio, lo que influye en su concepción y realización. En la valoración de este tipo de obras debe considerarse si se encuentran en su emplazamiento original o no; una de estas obras expuesta en un museo puede ser valorada por sus cualidades intrínsecas, pero al perder su función original pierden parte de su significado.[39]
- Economía, sociedad y moda: toda obra de arte es reflejo de un momento histórico y social determinado, lo que supone un condicionante en su génesis productiva. En la elaboración de estos objetos pueden ser determinantes los factores económicos que marquen su productividad, los condicionantes sociales que determinen su función o los aspectos de moda y estilo que condicionen su forma y aspecto. Estos condicionantes externos se unen a otros internos, como la técnica, para determinar el proceso productivo de estas realizaciones.[40]
- Influencias entre las artes: las distintas modalidades artísticas —tanto mayores como menores— se influyen entre sí, al igual que los artistas. Estas influencias se transmiten igualmente en el tiempo, lo que se denota en la sucesión de períodos de marcado acento clasicista con otros de gusto barroco. Generalmente se ha percibido más el influjo de las artes mayores sobre las menores, pero en ocasiones también ha sucedido al contrario, como la influencia de las artes decorativas islámicas en la escultura románica española, del grabado en la pintura del Barroco o de la decoración rococó en la arquitectura del siglo XVIII en Francia y Alemania.[41]

## Clasificación y técnicas

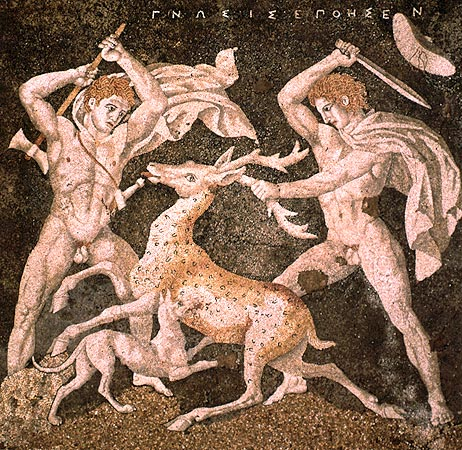
La caza del ciervo, mosaico de la casa del Rapto de Helena (Pella, Macedonia),

### Como sistema de revestimiento arquitectónico
- Mosaico y taracea: el mosaico es la técnica de confeccionar imágenes mediante el embutido de piedras duras, bien en el suelo o bien en la pared. Cuando está colocado a modo de pavimento recibe el término griego de lithóstroton: el revestimiento es aplicado sobre cal, arena u otros materiales como piedras, guijarros, losas de mármol, etc. Existen varios tipos: opus lapilli, pequeños guijarros de colores naturales, que por sí mismos componen el dibujo; opus tessellatum, formado por teselas, piezas de forma cuadrada de dos centímetros, con las que se elabora la composición, generalmente de tipo geométrico; opus vermiculatum, igualmente elaborado con teselas, pero de diferentes contornos, pudiendo formar así diversos trazados; opus sectile, formado por losas de mármol de forma irregular. El mosaico propiamente dicho, también llamado opus musivum, es la misma técnica pero aplicada a la decoración mural: se realiza con teselas de pasta vítrea, aplicadas sobre la pared preparada con varias capas de mortero, elaborando figuras y dibujos. La taracea es una técnica similar a las anteriores, puede ser pavimental o parietal, o incluso se puede aplicar a muebles u otros objetos. Consiste en incrustar sobre una superficie compacta finas losas de piedra y mármol de color, cortadas y encajadas formando imágenes o composiciones diversas. También puede realizarse en madera (intarsia), siendo una técnica frecuente en ebanistería. En Carpi, en el siglo XVII, surgió también una taracea en escayola. Otra variante es el embutido de piedras duras.[42]
- Vidriería: se realiza sobre cristales engarzados en madera, yeso, oro o plomo, los cuales se van encajando con láminas de plomo, estañándolos, con una capa de masilla (blanco pintor con aceite de linaza). Las vidrieras antiguas tienen grisallas, óxido férrico líquido, aplicado para dibujar con precisión detalles pequeños; hacia 1340 se sustituyó por el óxido de plata y, a partir de aquí, ya no se hacen cristales de colores, sino que se colorea sobre cristal blanco. El proceso de fabricación es por fases: elaboración de un boceto en cartón, corte de los vidrios, pintura de los mismos, cocción y unión por emplomado.[43]
- Azulejería: el azulejo es una baldosa de cerámica vidriada que se usa como revestimiento de suelos y paredes. Al igual que los ladrillos esmaltados, tiene su origen en el Oriente Próximo. En España, en el siglo XV, surgió la variante del alicatado, con tres tipos: cuerda seca, cuenca o arista. Ese mismo siglo, en Italia, se inició la producción de losas de mayólica, sobre todo en Nápoles y Faenza, cuyas composiciones pictóricas tuvieron luego gran éxito en España y Portugal, así como México y Perú.[44]
- Estuco y yesería: el estuco se elabora con pasta de cal (o yeso blanco), polvo de mármol, arena lavada y caseína, en distintas proporciones según la época y el lugar. Sus dos principales aplicaciones son como revestimiento o como decoración, con distintos grosores, generalmente más compactos para el primer caso y más finos y maleables para el segundo. Por su parte, el yeso es un sulfato de cal hidratado, que mezclado con agua forma una pasta de color blanco, que puede usarse tanto para la construcción como para escultura y relieves. La principal diferencia entre ambos es que el yeso, al no tener polvo de mármol, es más frágil y de menor calidad, aunque su valor decorativo es similar.[45]

### Como revestimiento polivalente y elemento de compartimentación espacial

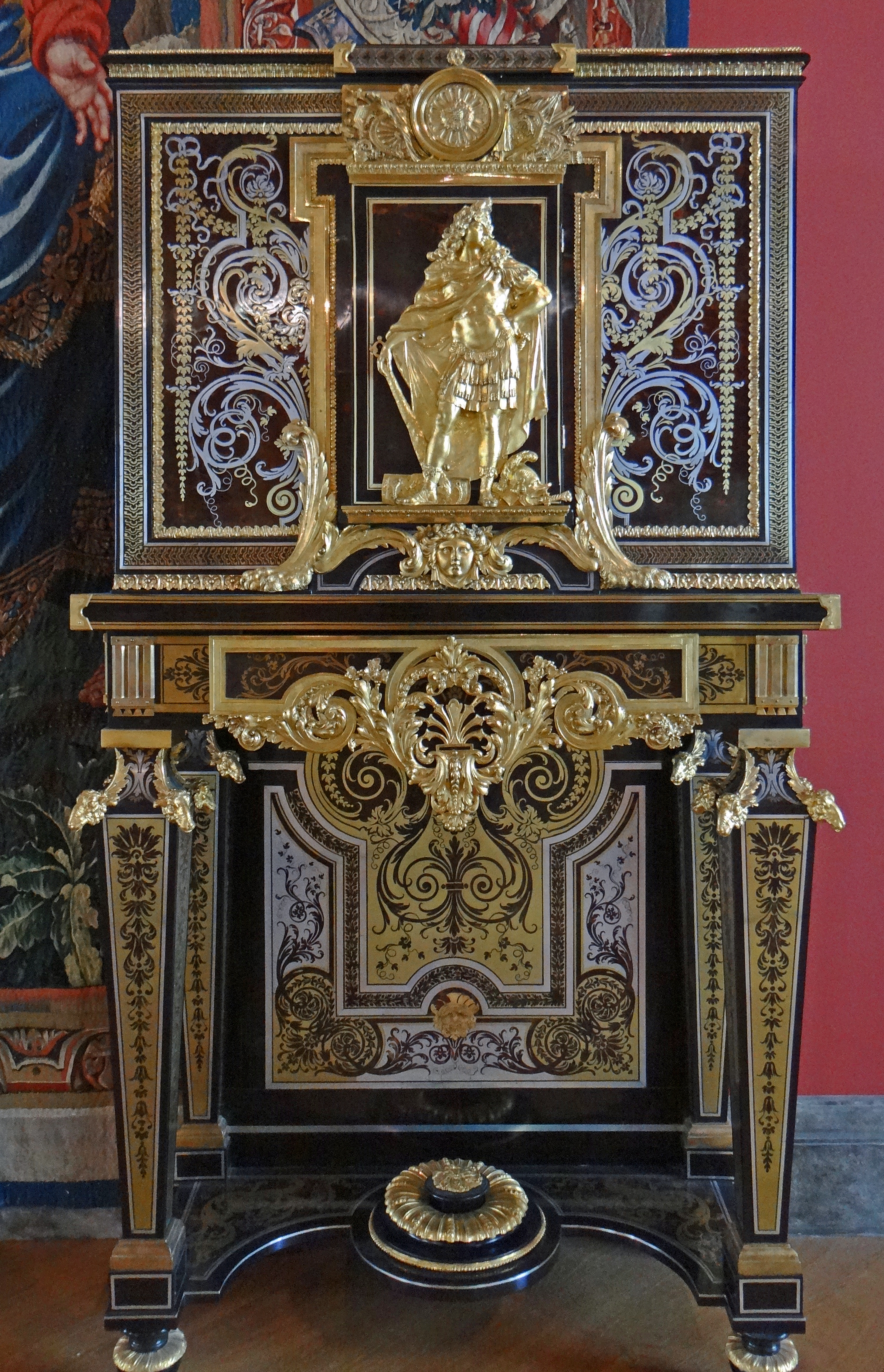
Gabinete de madera de nogal, marco de roble, chapa de ébano, marquetería de concha, latón y estaño, y bronce dorado, obra de André-Charles Boulle (c. 1690-1710), Museo del Louvre, París

- Carpintería y ebanistería: las artes de la madera se utilizan tanto como revestimiento dentro de la arquitectura (artesonados, puertas, ventanas, balcones, balaustres) —incluyendo arquitecturas provisionales como capelardentes y retablos— como en elementos transportables (mobiliario). Las dos principales técnicas son el tallado y el torneado: el primero se realiza con instrumentos punzantes como el buril —en alto, medio, bajo o huecorrelieve—, o bien en ornamentación incisa; el segundo supone un proceso de manipulación mecánica más elaborado. En cuanto a la ornamentación, existen diversos procedimientos: intarsia, similar a la taracea pero en madera; incrustación (o marquetería), un tipo igualmente de taracea pero más superficial, hecho con cola (en estos casos las piezas añadidas pueden ser de otro tipo de madera u otros materiales, predominantemente marfil, hueso, nácar o metal); chapado, consistente en usar una base de madera basta y superponerle otra más fina de mayor calidad; lacado, aplicación de la técnica de la laca a la madera; policromado, superposición de maderas de distintos colores para crear efectos cromáticos; dorado, combinación de madera y pan de oro; esgrafiado, combinación de dorado y policromado; pirograbado, consistente en quemar la madera con un metal incandescente; encorado, madera forrada de cuero; y ensayalado, madera forrada de tela.[46]
- Metalistería: el metal (hierro, cobre, bronce) se puede usar en solitario o chapado sobre madera, generalmente en elementos de cierre como puertas, rejas y verjas. El bronce se suele fundir y verter en moldes. El trabajo con hierro (limonita, pirita o magnetita) se denomina forja: se reduce con calor, del que sale una pasta al rojo con la que se hacen lingotes. Hay tres clases: hierro colado, con mucho carbono, sílice, azufre y manganeso, no sirve para forjar, solo para fundir en molde; hierro dulce o forjado, con menos carbono, es más maleable y dúctil, se puede forjar, pero es blando y desafilable; y acero, con manganeso, tungsteno, cobalto y wolframio, es más duro, para instrumentos cortantes. El modelado se realiza sin añadir ni quitar material, sino que existen diversas técnicas alternativas: estirar, ensanchar, hendir, curvar, recalcar, etc. También se le pueden dar efectos de dorado y policromado.[47]

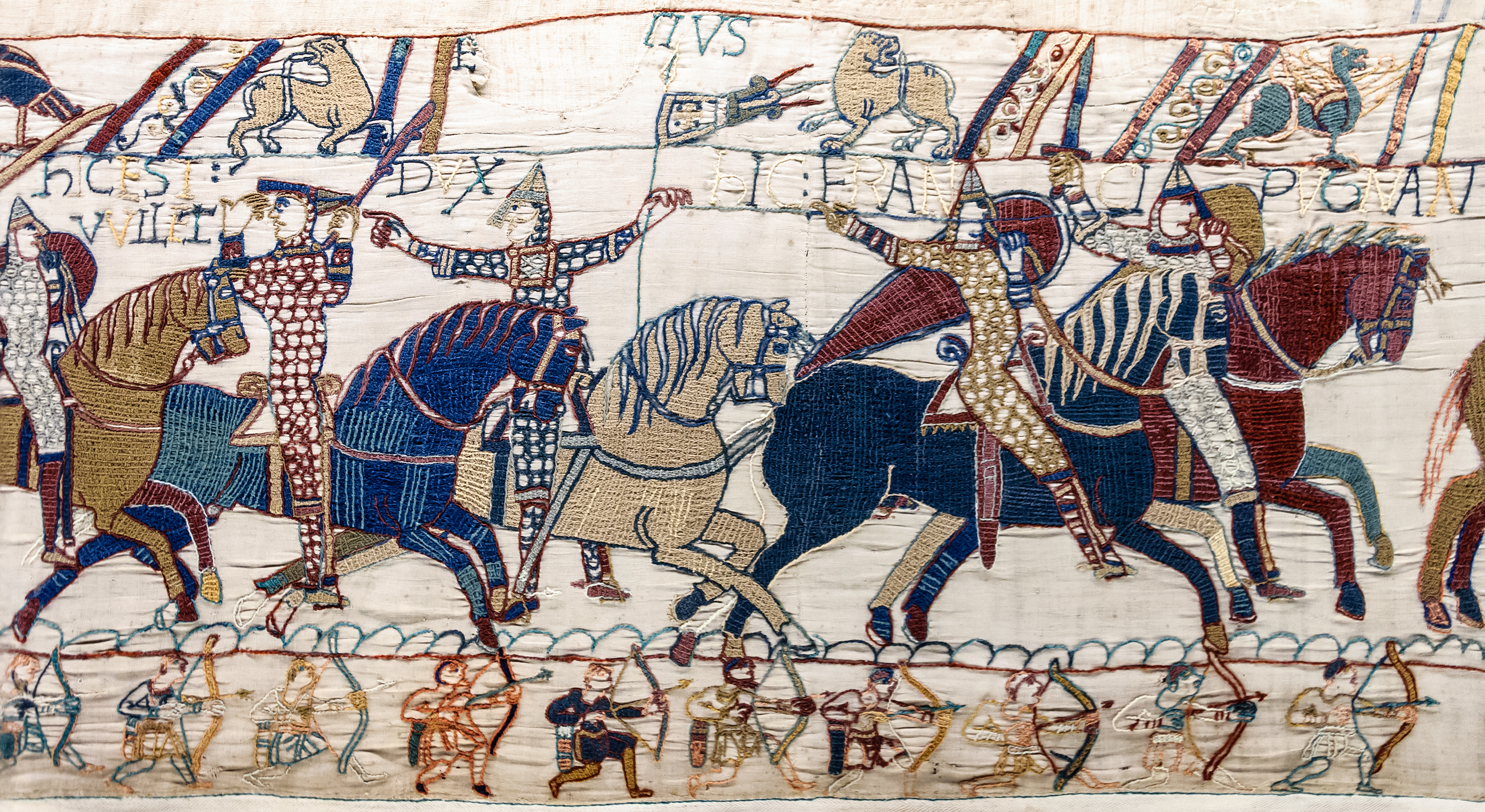
La Batalla de Hastings (c. 1066-1082), escena del tapiz de Bayeux, Museo del Tapiz de Bayeux, Bayeux, Francia

- Artes textiles: se manifiestan principalmente en tejidos y bordados. Un tejido es una obra de telar compuesta por varios hilos dispuestos en trama y urdimbre. Los telares pueden ser móviles (o «de cintura») o fijos (vertical u horizontal). Según la multiplicidad o el entrelazamiento de los hilos se obtienen distintos tipos de tejidos, como el tafetán, sarga, satén, seda, terciopelo, etc. Estas telas pueden ser naturales o estampadas, aplicando tintes sobre el tejido. En cuanto a tipologías, las más usadas en artes decorativas son las alfombras y los tapices y, en menor medida, los encajes. Los bordados son labores en relieve realizados con aguja sobre tejidos ya confeccionados.[48]
- Corioplastia: el trabajo del cuero tiene dos modalidades principales: el cordobán, cuero de cabra o macho cabrío curtido, aparecido en Córdoba en época andalusí, utilizado como complemento para el mobiliario; y el guadamecí, piel de carnero curtida y labrada, y posteriormente policromada, dorada o plateada, usada como ornamento de retablos, doseles y altares o como revestimiento de muros, cortinas o muebles, a veces incluso como alfombras. Hay diversas técnicas para el trabajo del cuero: grabado, repujado, rebajado, cincelado, tallado, estampado, ferreteado, recortado, etc. Sobre el cuero se pueden añadir bordados, láminas de oro, plata o estaño, o aplicaciones de herrajes o clavos, y se puede policromar con productos minerales (potasa) o químicos (anilinas), o bien con pintura al óleo o al temple.[49] Otras modalidades son el tafilete, piel de cabra bruñida más fina que el cordobán, empleada preferentemente en encuadernación; y el marroquí, piel de oveja usada sobre todo en tapicería de muebles.[50]

### Artes decorativas exentas

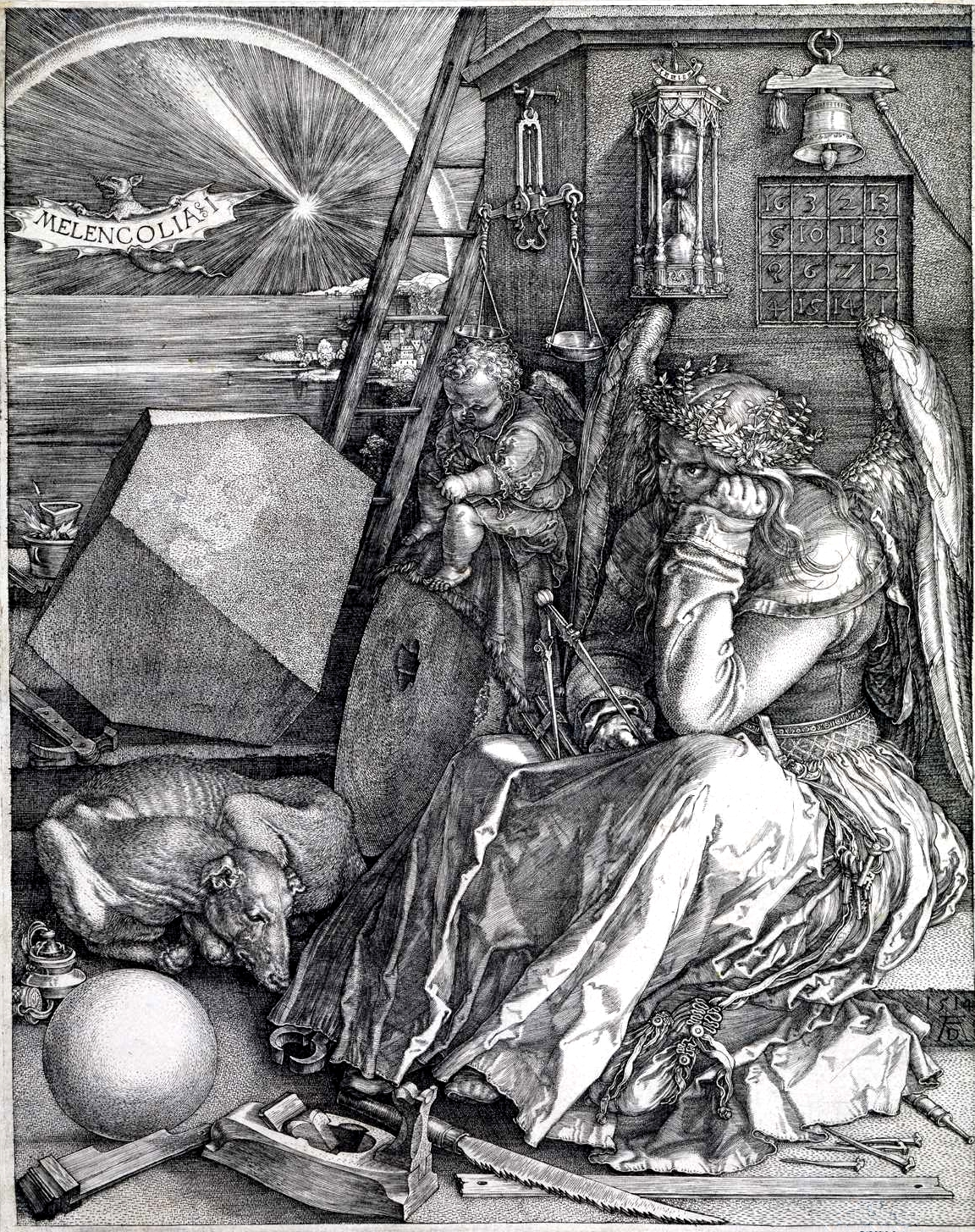
Melancolía I (1514), grabado de Alberto Durero, Galería Nacional de Arte de Karlsruhe

- Miniatura: es un tipo de pintura de pequeñas dimensiones realizada sobre papel, pergamino o vitela, aunque puede ser sobre otros soportes. La técnica más corriente es la aguada, pigmentos disueltos en agua de goma u otros aglutinantes (goma arábiga, clara de huevo, miel). Su soporte más habitual es en libros, por lo general ilustraciones que acompañan al texto escrito.[51]
- Grabado: es una estampa obtenida mediante una plancha o matriz. Hay distintas técnicas:
  - Calcografía: grabado sobre cobre realizado en hueco, en diversas técnicas: aguafuerte, técnica de grabado consistente en tratar las partes de la plancha de metal no protegidas por un barniz con «agua fuerte» (ácido nítrico diluido en agua); aguatinta, técnica proveniente de una plancha de metal cubierta con resina, que una vez calentada se adhiere a la superficie de la plancha, dibujando posteriormente sobre esta superficie con un tipo de tinta especial, llamada aguatinta; grabado a buril, se realiza sobre plancha de cobre, con un buril, con el que se perfila el dibujo, rellenando los surcos con tinta; grabado a punta seca, en esta técnica la plancha se trabaja directamente con una punta de acero, diamante o rubí, sin recurrir a barnices ni ácidos, con lo que se obtiene unas líneas ásperas llamadas «rebabas», diferentes según la presión y el ángulo de incisión, que a diferencia del buril no corta el metal, sino que lo araña; grabado a media tinta (mezzotinto), se trabaja la plancha con un rascador de varias puntas (rocker o berceau), obteniendo un graneado uniforme por entrecruzamiento de líneas, con lo que se distinguen tonos claros y oscuros.
  - Xilografía: grabado en madera (generalmente cerezo o boj), realizado sobre un boceto calcado sobre la plancha de madera y tallado con cuchillo, gubia, formón o buril, vaciando de madera los blancos y dejando en relieve los negros; a continuación, se entinta con un rodillo y se estampa, bien a mano o bien con el tórculo.
  - Linograbado: técnica de grabado en relieve similar a la xilografía, pero utilizando linóleo en vez de madera.
  - Litografía: es un grabado sobre piedra caliza, que se hace tratando la superficie con un lápiz de materia grasa para delimitar el dibujo y realizando el grabado según dos procedimientos: bañando con ácido, para corroer la parte no engrasada y dejar el dibujo en relieve; o aplicando dos clases de tinta acuosa y grasa, fijándose la primera en el fondo y cubriendo la segunda las líneas dibujadas a lápiz. Fue inventado por Aloys Senefelder en 1796.
  - Serigrafía: técnica por la cual se obtienen impresiones filtrando los colores por una trama de seda —o, actualmente, nailon—, recubriendo con cola las partes que no deben filtrarse para impermeabilizarlas. Fue inventado en China.[52]

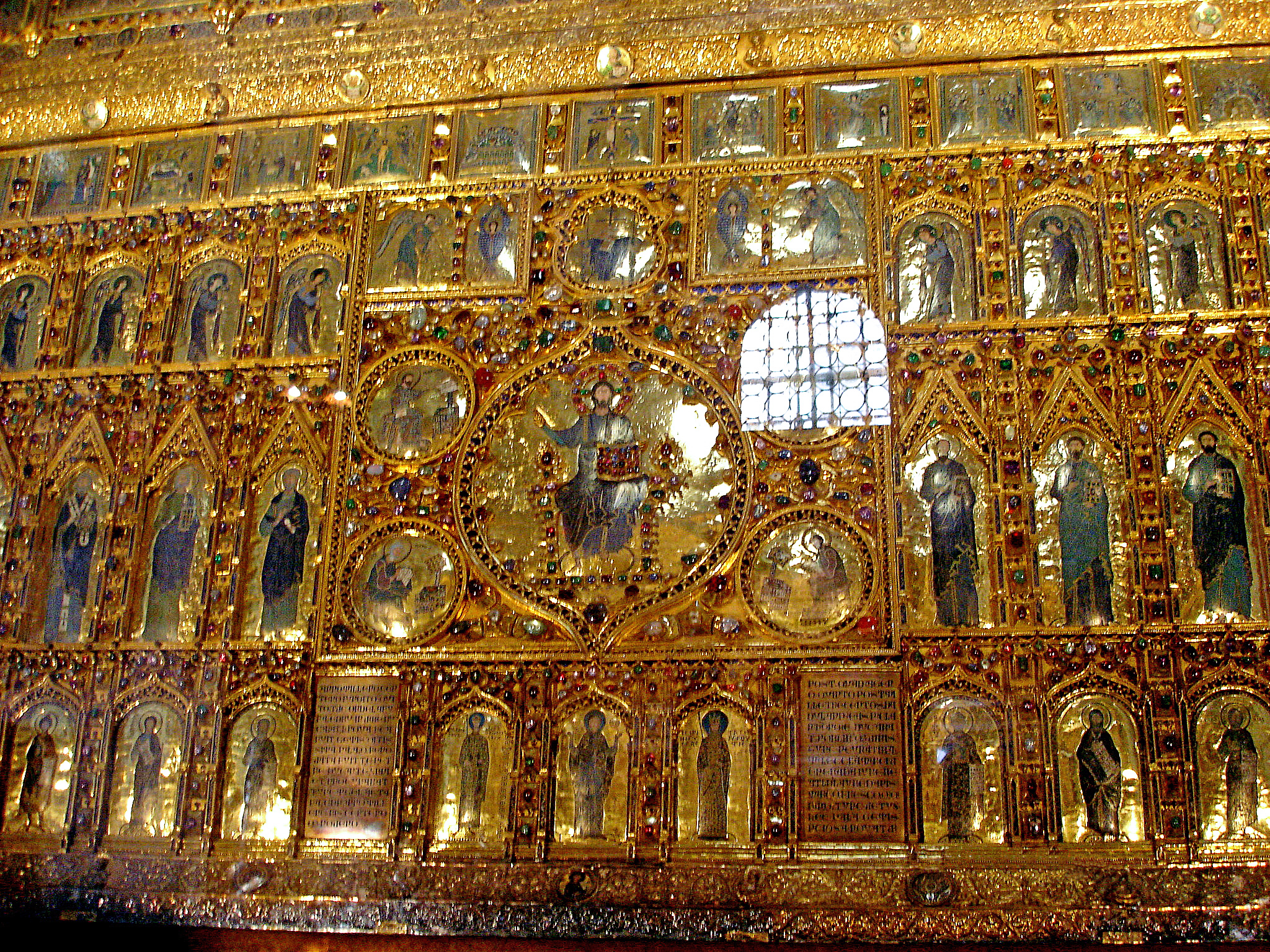
Pala de oro (976), uno de los mejores exponentes de la orfebrería bizantina, Basílica de San Marcos de Venecia

- Orfebrería: es el arte de confeccionar objetos decorativos con metales nobles o piedras preciosas, como el oro, plata, diamante, perla, ámbar, coral, etc. Hay diversas técnicas y modalidades:
  - Camafeo: es el tallado de figuras en relieve sobre piedras duras estratificadas, como el ágata, la sardónica, el coral y la concha, que por lo general poseen capas de diversos colores, lo que proporciona unos intensos contrastes cromáticos.
  - Cincelado: consiste en trabajar el metal precioso con un cincel, realizando decoraciones ahuecadas o trabajos de acabado, con cinceles de distintas formas y grosores.
  - Damasquinado (o ataujía): sobre un soporte metálico se traza el dibujo con punta fina, luego se hace una incisión con buriles y escalpelos y, por último, se aplica una filigrana de metales de diverso color.
  - Filigrana: se practica con hilos de metal precioso, con los que se elabora la pieza trenzando o enroscando los hilos, hasta obtener la forma deseada.
  - Fusión: son los trabajos ejecutados a molde, elaborados de dos formas: «fusión permanente», realizada con un molde bivalvo, con la forma ya trabajada, de piedra o terracota; «a la cera perdida», donde se modela el objeto en cera, al que se aplica un embudo con respiraderos, cubriéndose de creta, que una vez seca se calienta hasta que expulse la cera, llenándose luego del metal fundido.
  - Granulado: es un procedimiento por el que se obtienen minúsculas esferas de oro con las que se elaboran dibujos o decoraciones geométricas.
  - Nielado: consiste en grabar un dibujo sobre una lámina de metal —generalmente plata—, rellenando los surcos con el nielado, una aleación de plata, cobre y plomo, con azufre y bórax, que produce una mezcla negra y brillante.
  - Opus interrasile: técnica de origen romano que consiste en realizar pequeñas incisiones en las láminas de metal precioso, realizando una función de calado que da a la obra un aspecto de encaje.
  - Repujado: es la decoración en relieve realizada sobre planchas de oro, plata o cobre, trabajando el revés de la plancha con martillo y cincel.[53]
- Vidrio y esmalte: existen diversos tipos de vidrio: «vidrio sódico» (el más básico, a partir de sílice), cristal (sílice y óxido de plomo o potasio), «vidrio calcedonio» (sílice y óxidos metálicos) y «vidrio lácteo» (sílice, bióxido de manganeso y óxido de estaño). La principal técnica para trabajarlo es el soplado, donde se le puede dar cualquier forma y espesor. En cuanto a la decoración, puede ser pintada, esgrafiada, tallada, con pinzas, en filigrana, etc. El esmalte es una pasta de vidrio (sílice, cal, potasa, plomo y minio), sobre soporte de metal, trabajado según diversas técnicas: cloisonné, pequeños filamentos de oro o cobre, con los que se dibuja la figura sobre el soporte, para separar el esmalte en tabiques; champlevé, que se hace rebajando el soporte en alvéolos y ahuecando el material en concavidades, rellenadas con el esmalte; ajouré, superficie de oro donde se recortan las formas con sierras o limas, rellenando con esmalte la parte eliminada.[54]

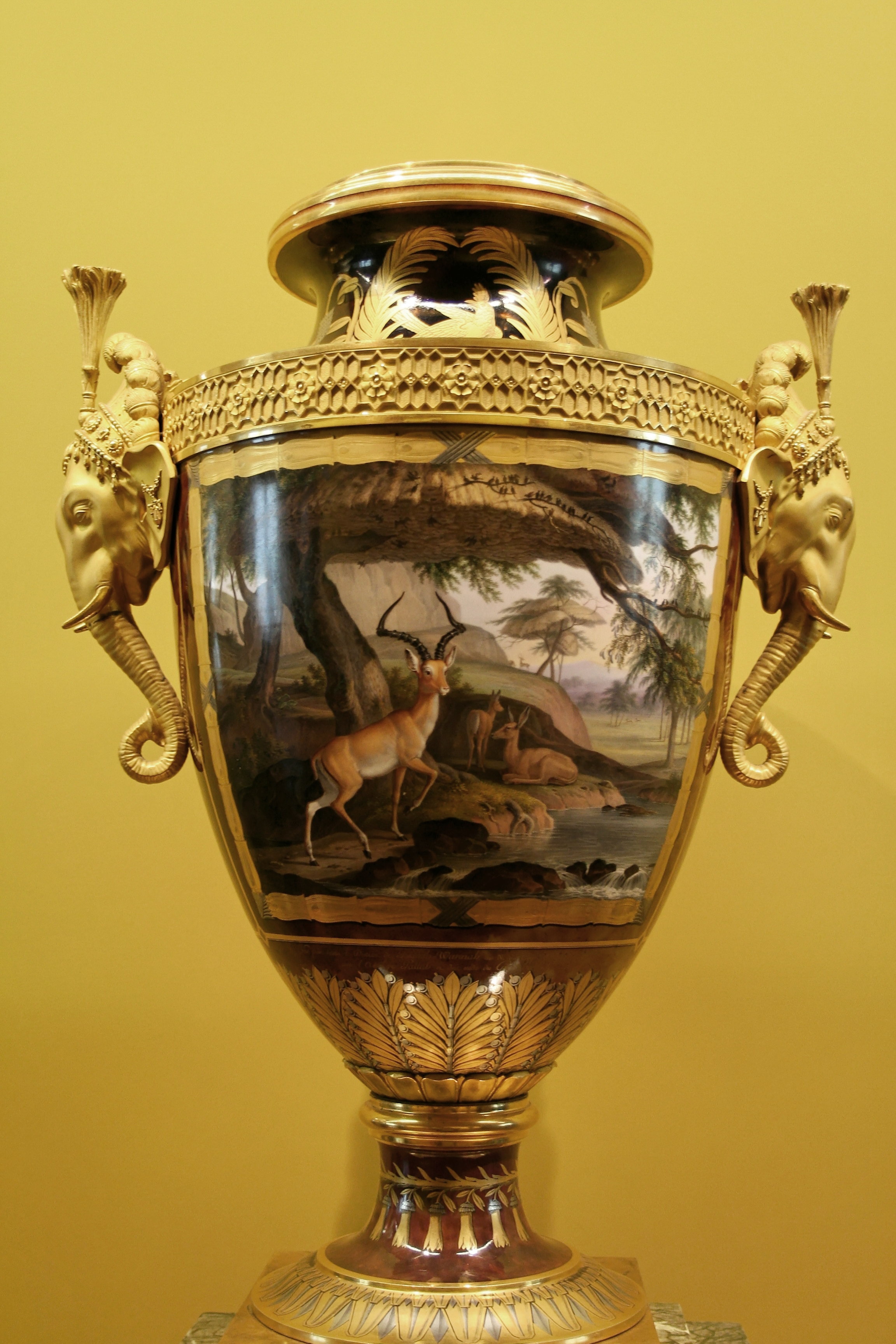
Porcelana de Sèvres: Vaso Clodion, ofrecido por Luis XVIII a su hermano, futuro Carlos X (1817)

- Cerámica: se realiza con arcilla, en cuatro clases: barro cocido poroso rojo-amarillento (alfarería, terracota, bizcocho); barro cocido poroso blanco (loza); barro cocido no poroso gris, pardo o marrón (gres); barro cocido compacto no poroso blanco medio transparente (porcelana). Otras variantes son la mayólica y la fayenza, ambas de loza estannífera: el primer término se emplea sobre todo en Italia y el segundo en el resto de Europa. Se puede elaborar de forma manual o mecánica —con torno—, después se cuece en el horno —a temperaturas entre 400 y 1300 °C, según el tipo—, y se decora con esmalte o pintura.[55] La decoración puede ser: excisa, aplicaciones en relieve hechas con barro; incisa, un dibujo trazado sobre el barro aún tierno; con moldes, aplicados sobre la superficie blanda del barro; pulimentación, efectuada sobre el barro cocido; esgrafiado, aplicación de varios colores que luego son rasgados según el efecto deseado; y jaspeado, mezcla de varios colorantes con una grasa, creando vetas en la cerámica.[56]
- Laca: es un barniz brillante, espeso y sólido, que se extrae de resinas minerales o vegetales y procedente del Lejano Oriente. Este barniz se aplica sobre objetos de diversos materiales: madera, metal, cerámica, papel o cuero. La técnica del lacado se inicia con una primera aplicación de laca basta, que se va cubriendo de varias capas de laca fina, la última de las cuales será de la tonalidad deseada; a continuación se hace la decoración, que puede ser de pintura con pincel, por tallado o incisión, con incrustación de otros materiales, o pulverizando oro o plata; por último, se hace un lacado final con varias capas de laca traslúcida.[57]

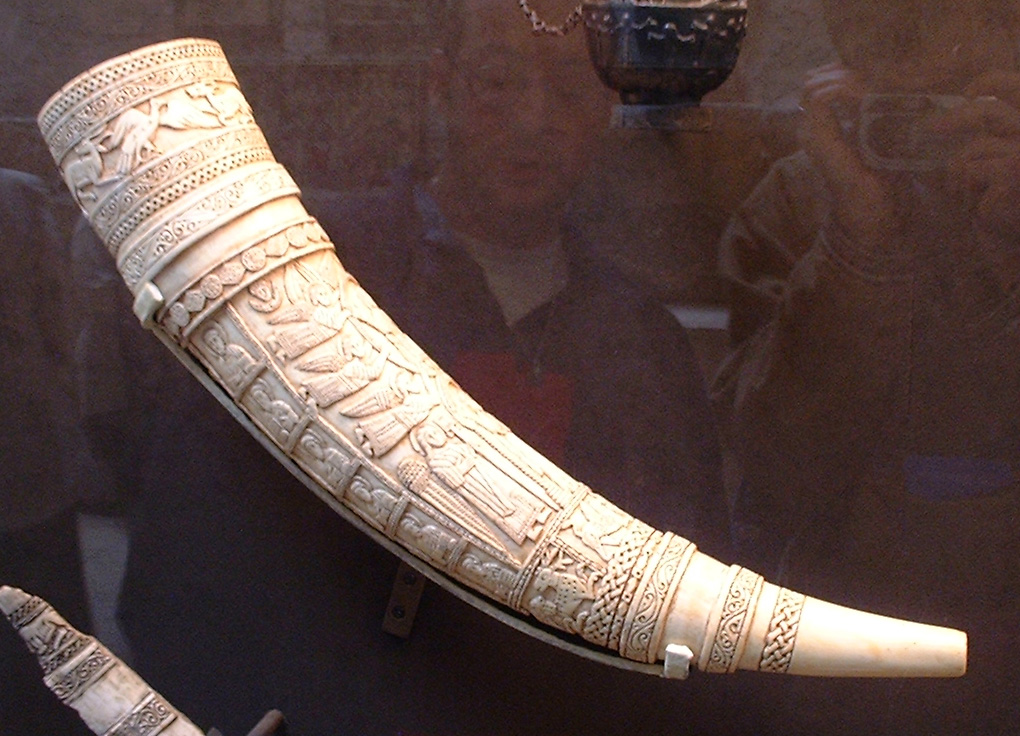
Olifante de Saint-Arnoul de Metz, tallado en marfil del del sur de Italia

- Eboraria: es el trabajo del marfil, que se obtiene de los cuernos de elefante. Se puede aplicar en taracea y, como obra individual, en marfiles tallados, calados y pintados. La talla comienza con el corte del colmillo en piezas o «botes», con los que se da forma al objeto y posteriormente se decora y, a veces, se policroma. El calado es similar al anterior, con una técnica más depurada que imita la talla calada de la madera. Los pintados solían ser placas de marfil sobre un armazón de madera, sobre la que se aplicaban pigmentos con pincel.[58]
- Azabachería: el azabache es una sustancia fósil, una variedad del lignito, de color negro y superficie brillante. Generalmente son piezas pequeñas, que se trabajan con lima y torno, en relieve o tallado, con una fase final de pulimentado. A menudo van unidas a otras obras de escultura u orfebrería, siendo bastante frecuente en artes suntuarias.[59]
- Plumería: las plumas son estructuras queratinosas de la piel de las aves. Por lo general, se unen a otros soportes —generalmente tejidos— cosiéndolas, pegándolas o ensamblándolas. Su principal uso se dio en la América precolombina.[60]
- Cestería: una de las artesanías más antiguas del mundo es la de recipientes de fibras vegetales trabadas entre sí. La técnica más antigua es la cestería en espiral, elaborada con juncos, pajas o fibras retorcidas en forma de cuerda y arrolladas en espiral dándoles la forma deseada, generalmente esférica u ovoidal. Otra técnica es la del trenzado, que se hace enrollando pleitas largas cosidas con fibras. En tercer lugar, el entretejido se consigue entretejiendo las fibras sobre una armazón de mimbres.[61]
- Abanico: este instrumento para darse aire ha sido frecuentemente objeto de decoración y, en ocasiones, ha sido colocado en interiores de casas como objeto decorativo. Pueden ser rígidos, pero la mayoría son plegables. Por lo general se componen de una superficie desplegable (país) de tela, papel, gasa, encaje o cabritilla, con unas varillas (guías) de madera, marfil, nácar, laca o concha; las dos varillas de los extremos se llaman palas. La parte descubierta de las varillas (fuentes) puede decorarse con calados, doraduras u otras técnicas.[62]
- Glíptica: es el arte de tallar piedras preciosas o semipreciosas para la confección de sellos, monedas o medallas. Generalmente se hace en camafeo o en entalle, y en ocasiones en bulto redondo, por lo general en piezas de pequeño tamaño. El trabajo de estas piezas se realiza con abrasivos y muelas de cabeza roma o afilada.[63]
- Encuadernación: las cubiertas de un libro tienen la función principal de conservar su contenido de agentes externos, si bien a menudo han sido objeto de ornamentación. La unión de los pliegues se puede hacer con costura, encolado u otros procedimientos. Las cubiertas pueden ser de papiro, madera, piel, cuero (dorado, cincelado o gofrado), cartón piedra u otros materiales, a veces con aplicaciones de esmalte, orfebrería o eboraria.[64]
- Relojería: este instrumento para medir el tiempo ha sido a menudo objeto de ornamentación y, con el tiempo, ha ido evolucionando tanto en tecnología como estilísticamente. Existen numerosos tipos de relojes: de sol, de agua (clepsidra), de arena, anular, bracket, cartel, de abuelo, de banjo, de caja alta, de carroza, de globo, de linterna, de pedestal, esqueleto, parlamentario, regulador, etc.[65]
- Juguetería: los juguetes cumplen en primer lugar la función práctica para la que son creados, los juegos infantiles, pero en ocasión han sido utilizados como objetos ornamentales en la decoración interior. Construidos en numerosas tipologías y materiales, su función utilitaria ha sido un inconveniente en muchas ocasiones para su conservación, motivo por el cual es también difícil establecer una evolución histórica. Algunas de las modalidades más usadas en decoración han sido las muñecas y casas de muñecas, los autómatas, los títeres y marionetas, los soldaditos de plomo, los caballos de balancín, las cometas, las reproducciones de armas, trenes y automóviles, etc.[66]

## Historia

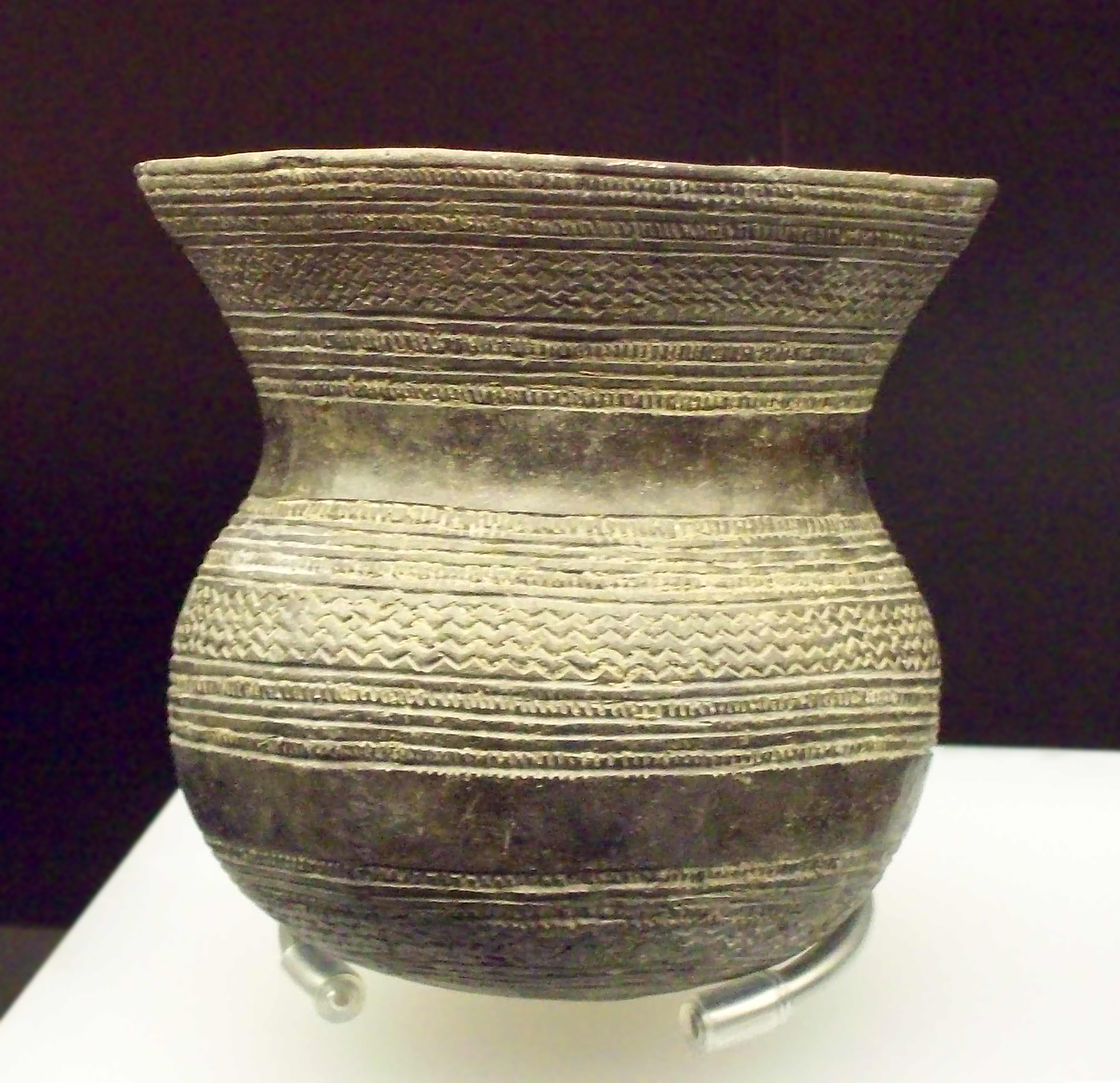
Vaso campaniforme de Ciempozuelos, de arcilla negra pulimentada con una capa de barro fino y decorada con motivos geométricos incisos rellenos de pasta blanca, Museo Arqueológico Nacional, Madrid

### Prehistoria
El arte prehistórico es el desarrollado por el ser humano primitivo desde la Edad de Piedra (Paleolítico superior, Mesolítico y Neolítico) hasta la Edad de los Metales, períodos donde surgieron las primeras manifestaciones que se pueden considerar como artísticas por parte del ser humano. En el neolítico comenzó la producción de piezas de artesanía, ya que las obras manufacturadas solían tener una incipiente decoración, si bien no había una conciencia plena de elaboración de productos artísticos. Las primeras manifestaciones que se podrían considerar artes decorativas serían algunas incipientes decoraciones arquitectónicas y las primeras obras de cerámica, así como el arte textil. Destacó la llamada cerámica cardial, decorada con impresiones de conchas (cardium), presente en diversos puntos de Europa occidental y oriental.
El neolítico dio paso a la Edad de los Metales, pues la utilización de elementos como el cobre, el bronce y el hierro supuso una gran transformación material para estas antiguas sociedades. La metalurgia del bronce apareció en Anatolia, desde donde pasó a Chipre y Creta y, posteriormente, el resto de Europa. La mayoría de sus realizaciones eran de arte mobiliar, preferentemente joyas y armas, decoradas con motivos geométricos abstractos. En cerámica surgieron los vasos campaniformes. En la Edad del Hierro destacaron las culturas de Hallstatt (Austria) y La Tène (Suiza), vinculadas a los pueblos celtas.

### Arte antiguo

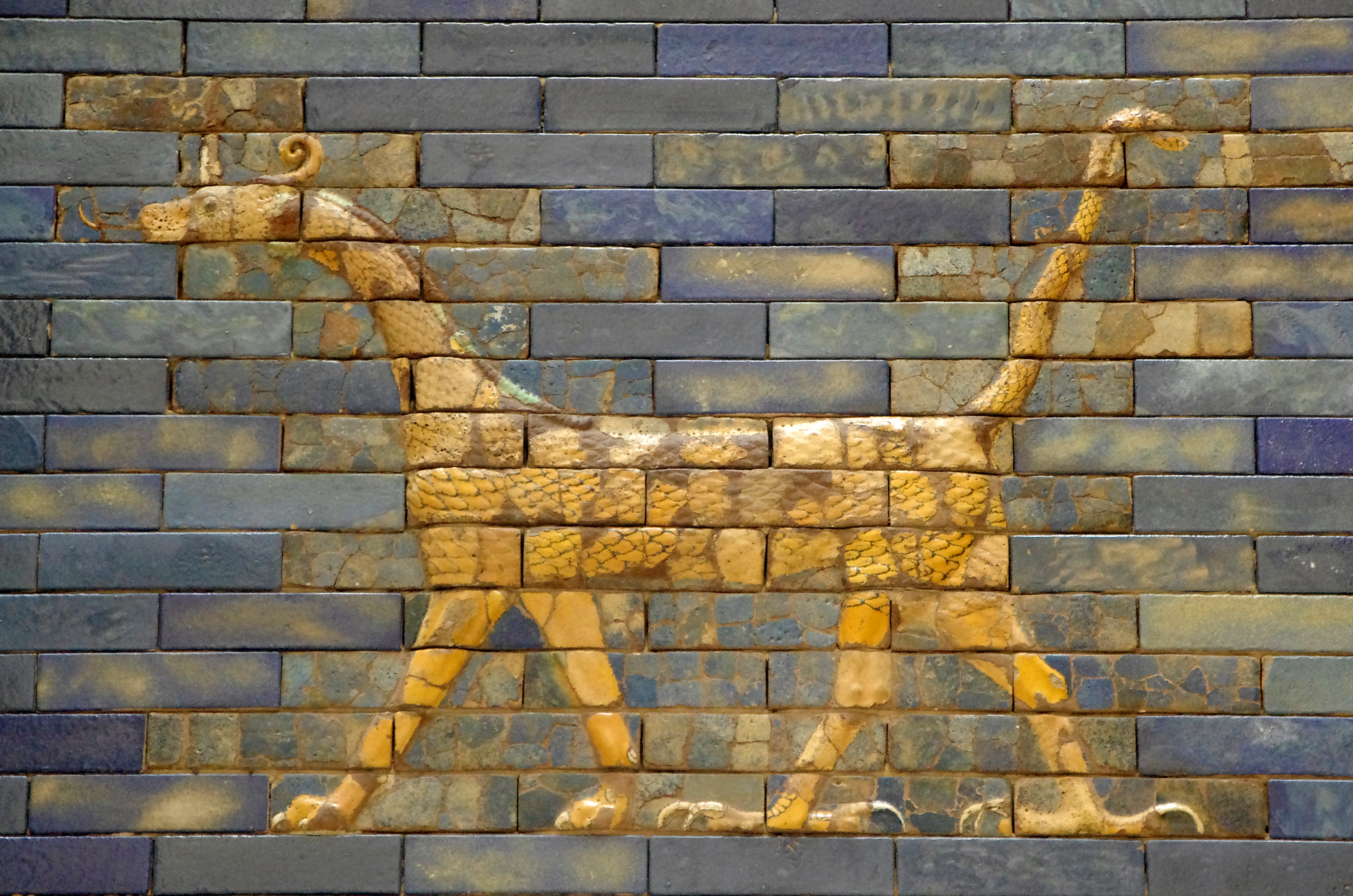
Cerámica esmaltada de la puerta de Istar, que representa un animal fantástico con cabeza de serpiente y patas de león y águila, Museo de Pérgamo, Berlín

Puede llamarse así a las creaciones artísticas de la primera etapa de la historia, iniciadas con la invención de la escritura, en las que destacan las grandes civilizaciones del Próximo Oriente: Egipto y Mesopotamia. También englobaría las primeras manifestaciones artísticas de la mayoría de pueblos y civilizaciones de todos los continentes. En esta época aparecieron las primeras grandes ciudades, principalmente en cuatro zonas delimitadas por grandes ríos: el Nilo, el Tigris y el Éufrates, el Indo y el río Amarillo.

#### Mesopotamia
El arte mesopotámico se desarrolló en la zona comprendida entre los ríos Tigris y Éufrates (actuales Siria e Irak), donde desde el milenio IV a. C. se sucedieron diversas culturas como los sumerios, acadios, amorritas, asirios, caldeos, etc. En Mesopotamia la carencia de piedra llevó a la construcción con ladrillo y adobe, materiales pobres que requerían un revestimiento si se quería construir un edificio más o menos estético, lo que se lograba con apliques cerámicos que decoraban templos y palacios. Aquí se inventaron las primeras herramientas de alfarería, como el torno y el horno de dos cámaras, cerca del 3400 a. C. También destacaron en orfebrería (tesoros de las tumbas reales de Ur), glíptica y metal (puertas de Balawat).

#### Egipto

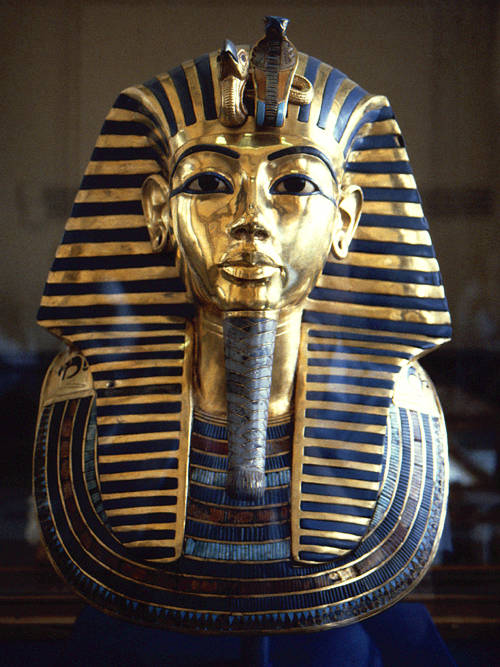
Máscara funeraria de Tutankamón (c. 1354-1340 a. C.), Museo Egipcio de El Cairo

En Egipto surgió una de las primeras grandes civilizaciones, con obras de arte elaboradas y complejas que suponen ya una especialización profesional por parte del artista/artesano. Con un sistema político fuertemente centralizado y jerarquizado, su arte era intensamente religioso y simbólico. Iniciado alrededor del 3000 a. C., el arte egipcio perduró hasta la conquista de Alejandro Magno, si bien su influencia persistió en el arte copto y bizantino.
Una de sus mayores manifestaciones dentro del marco arquitectónico fue la pintura y el relieve policromado, que decoraba tanto interiores como exteriores de edificios, como se percibe en el palacio de Tell el-Amarna (dinastía XVIII). Los egipcios lograron grandes avances técnicos, especialmente en orfebrería, como en el batido del oro, el cincelado, el grabado a buril, el granulado y la incrustación. Destacan especialmente las joyas encontradas en la tumba de Tutankamón (dinastía XVIII), como su máscara funeraria, de oro batido con incrustaciones de pasta de vidrio y lapislázuli, cuarzo y feldespato. La ebanistería era de maderas importadas (ébano, cedro y ciprés), recubiertas a menudo de oro o marfil. En piedra destacan las paletas de esquisto con formas de animales o los vasos de caliza, basalto o alabastro. La cerámica se dio en dos vertientes: alfarería, realizada con torno desde el 3200 a. C. y loza fina, empleada como revestimiento arquitectónico. La metalurgia egipcia se centró en el cobre y el bronce, ya que el hierro no se usó hasta época grecorromana. El tejido se centró en el lino, tanto en el vestido como en tapices y alfombras.

### Arte clásico

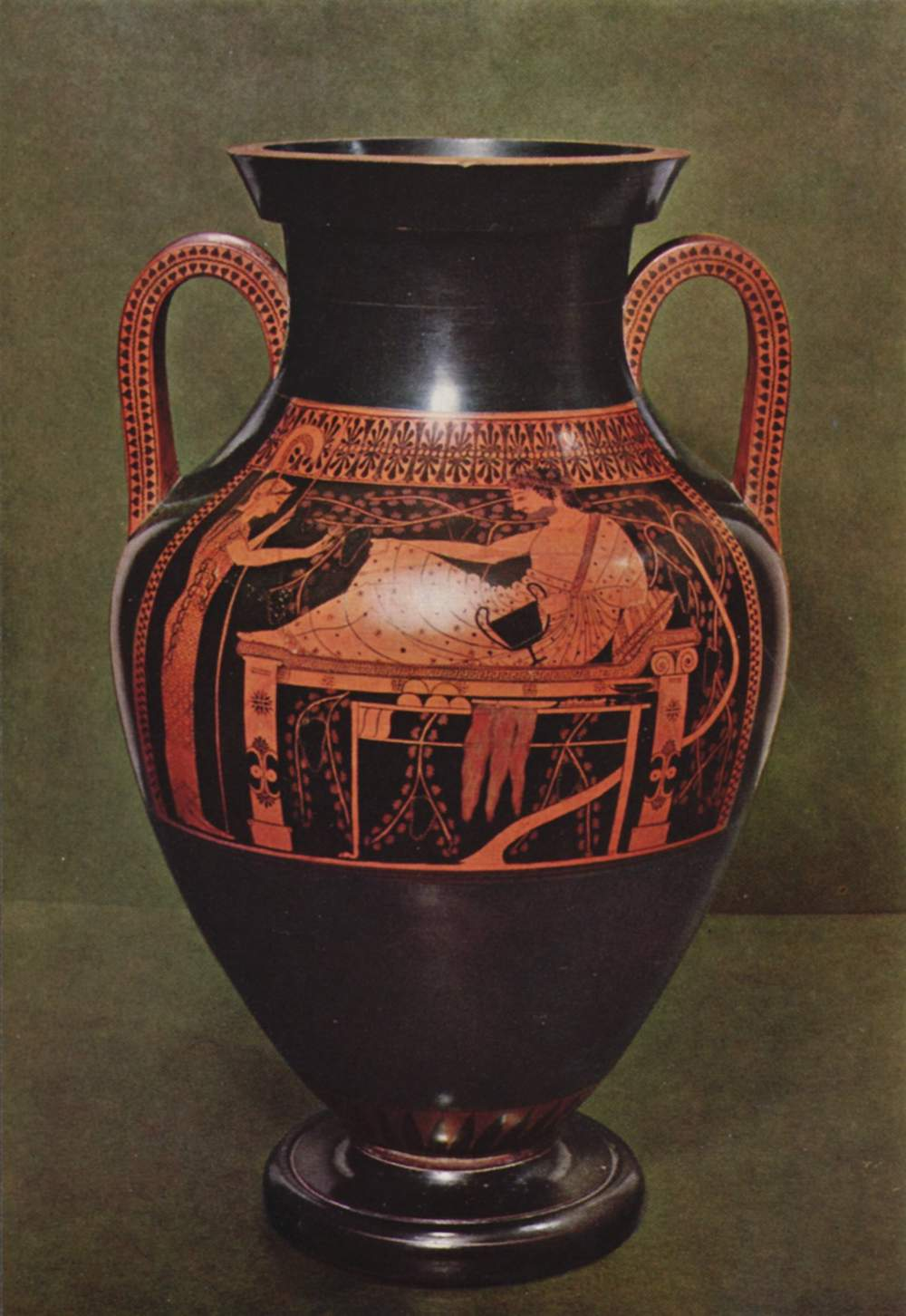
Heracles en reposo, ánfora del pintor de Andócides, c. 520 a. C., Staatliche Antikensammlung de Múnich

Se denomina arte clásico al arte desarrollado en las antiguas Grecia y Roma, cuyos adelantos tanto científicos como materiales y de orden estético aportaron a la historia del arte un estilo basado en la naturaleza y en el ser humano, donde preponderaba la armonía y el equilibrio, la racionalidad de las formas y los volúmenes, y un sentido de imitación (mímesis) de la naturaleza que sentaron las bases del arte occidental, de tal forma que la recurrencia a las formas clásicas ha sido constante a lo largo de la historia en la civilización occidental.

#### Grecia
En Grecia se desarrollaron las principales manifestaciones artísticas que han marcado la evolución del arte occidental. Tras unos inicios donde destacaron las culturas minoica y micénica, el arte griego se desarrolló en tres periodos: arcaico, clásico y helenístico. Las artes decorativas adquirieron por primera vez una autonomía propia, desvinculada del marco arquitectónico que condicionaba las realizaciones egipcias o mesopotámicas.
En el arte minoico cabe destacar la cerámica, en dos etapas: la de Kamarés (siglos xix-xviii a. C.) y la «cerámica de los segundos palacios» (c. 1500 a. C.). En el arte micénico se produjeron obras de orfebrería de gran valor artístico, como los vasos y las máscaras funerarias de oro hallados en los círculos de tumbas de Micenas.
Del arte griego propiamente dicho destaca la cerámica decorada con imágenes pictóricas, generalmente alusivas a la mitología griega pero también a escenas históricas o incluso de la vida diaria, de la que hay dos variantes principales: de figuras negras sobre fondo rojo y de figuras rojas sobre fondo negro. Menos usada fue la técnica de fondo blanco, aparecida en Atenas en el siglo VI a. C. Los griegos destacaron también en orfebrería, vidrio y mosaico, con innovaciones técnicas como el camafeo, aparecido en Alejandría en el siglo II a. C., o el vidrio soplado, que surgió en la misma ciudad en el siglo I a. C.

#### Roma

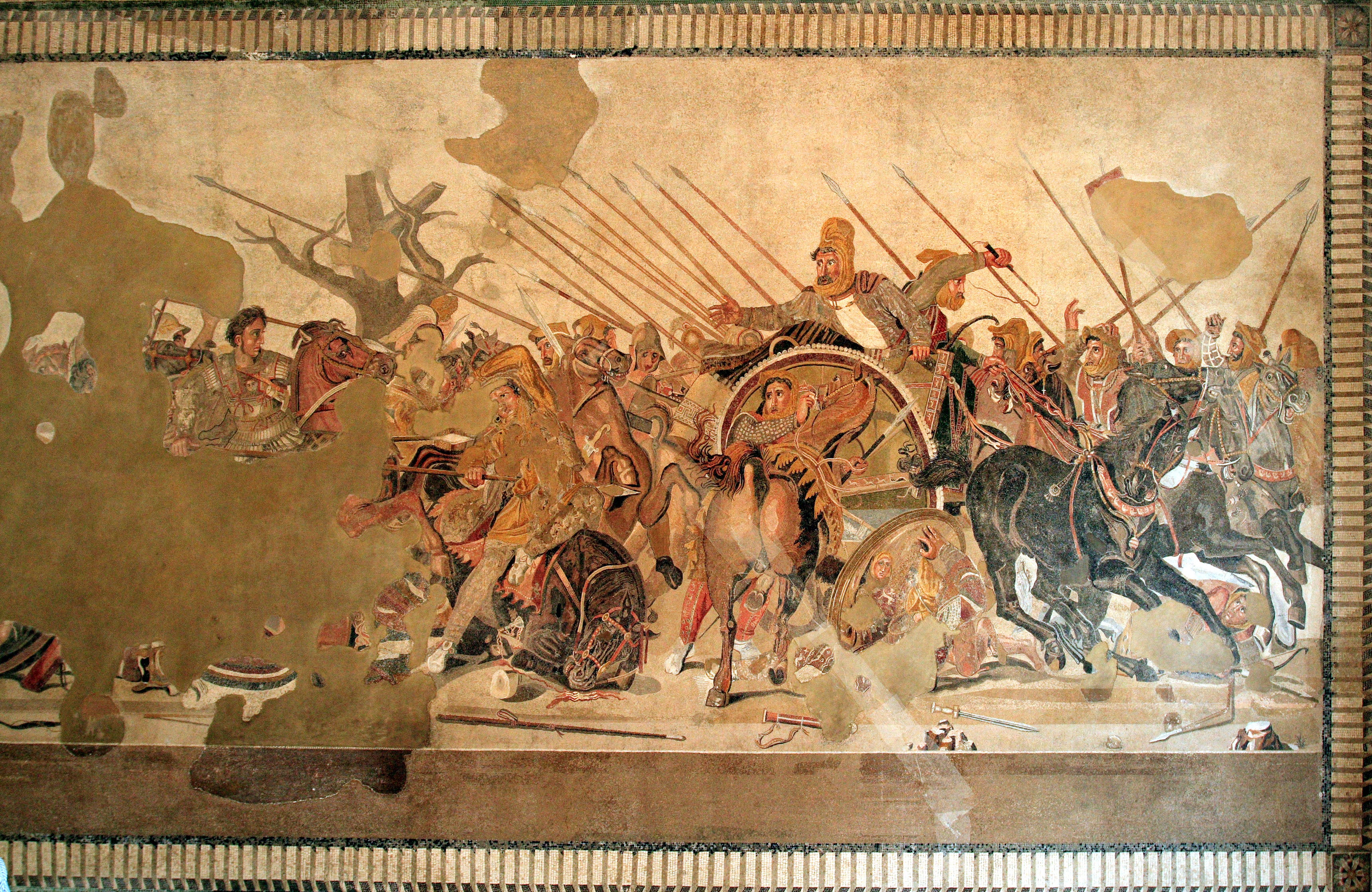
Mosaico de la Batalla de Isos (c.), Museo Arqueológico Nacional de Nápoles

Con un claro precedente en el arte etrusco, el arte romano recibió una gran influencia del arte griego. Gracias a la expansión del Imperio romano, el arte clásico grecorromano llegó a casi todos los rincones de Europa, norte de África y Próximo Oriente, y sentó la base evolutiva del futuro arte desarrollado en estas zonas.
Entre las artes decorativas romanas destaca el mosaico, elaborado generalmente en opus sectile, opus vermiculatum u opus tessellatum. También destacó la terra sigillata, un tipo de cerámica roja decorada con estampación o mediante relieves hechos a molde. En el seno de la arquitectura tuvo también gran importancia la pintura ornamental, como se evidenció tras el hallazgo de los restos de Pompeya. También fue corriente el uso del estuco, una técnica en la que se consiguió un alto grado de refinamiento en el modelado de figuras y enmarques. En el vidrio se generalizó la técnica del soplado, con variantes como el soplado en moldes, y se obtuvo el vidrio transparente. Uno de los mejores exponentes es el vaso Portland (siglo I). La orfebrería destacó por su suntuosidad, con gusto por los contrastes cromáticos, en piezas de gran valor y pericia técnica destinadas solo a las élites con gran poder adquisitivo. En mobiliario destaca el triclinium —de origen etrusco—, lecho donde los romanos se recostaban a comer. Los muebles más usados eran: sillas de respaldo inclinado (cathedra), escabeles de sección redonda con patas de tijera (sella) y armarios con estantes interiores cerrados por dos batientes. En el textil destacó el uso de la seda, importada de China, que a menudo se decoraba con dibujos de hilos de oro (aurum phrygium).

### Arte medieval

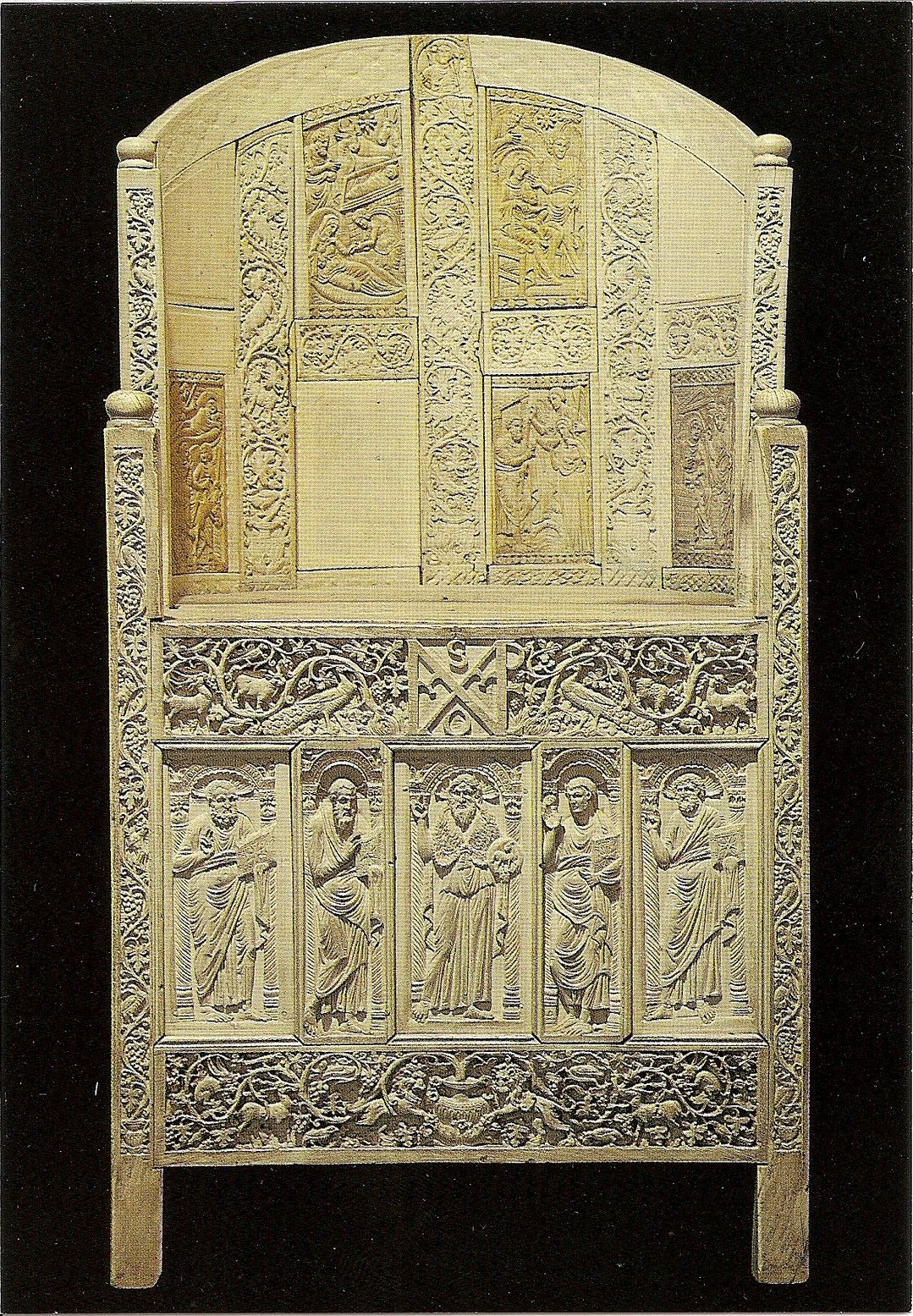
Cátedra de Maximiano (c. 547), Museo Arzobispal de Rávena

La caída del Imperio romano de Occidente marcó el inicio en Europa de la Edad Media, etapa de cierta decadencia política y social, pues la fragmentación del imperio en pequeños estados y la dominación social de la nueva aristocracia militar supuso la feudalización de todos los territorios anteriormente administrados por la burocracia imperial. Las nuevas culturas dominantes —de origen germánico— reinterpretaron el arte clásico, mientras que la nueva religión, el cristianismo, impregnó la mayor parte de la producción artística medieval.

#### Arte paleocristiano
Es el arte de los primeros tiempos del cristianismo, surgido en el seno del Imperio romano, primero en la clandestinidad y posteriormente de forma oficial, tras la adopción del cristianismo por el emperador Constantino I el año 313. Se desarrolló notablemente el mosaico, como el de la Pastoral celeste en el Mausoleo de Gala Placidia (siglo V). También destacó la miniatura, de la que se distinguen dos escuelas: la helenístico-alejandrina (Rollo de Josué, Biblioteca Vaticana) y la siria (Evangeliario de Rábula, Florencia). Del resto de artes aplicadas destacó la eboraria (cátedra de Maximiano, Rávena), el vidrio, el bronce y el tejido, especialmente este último en el arte copto.

#### Arte bizantino

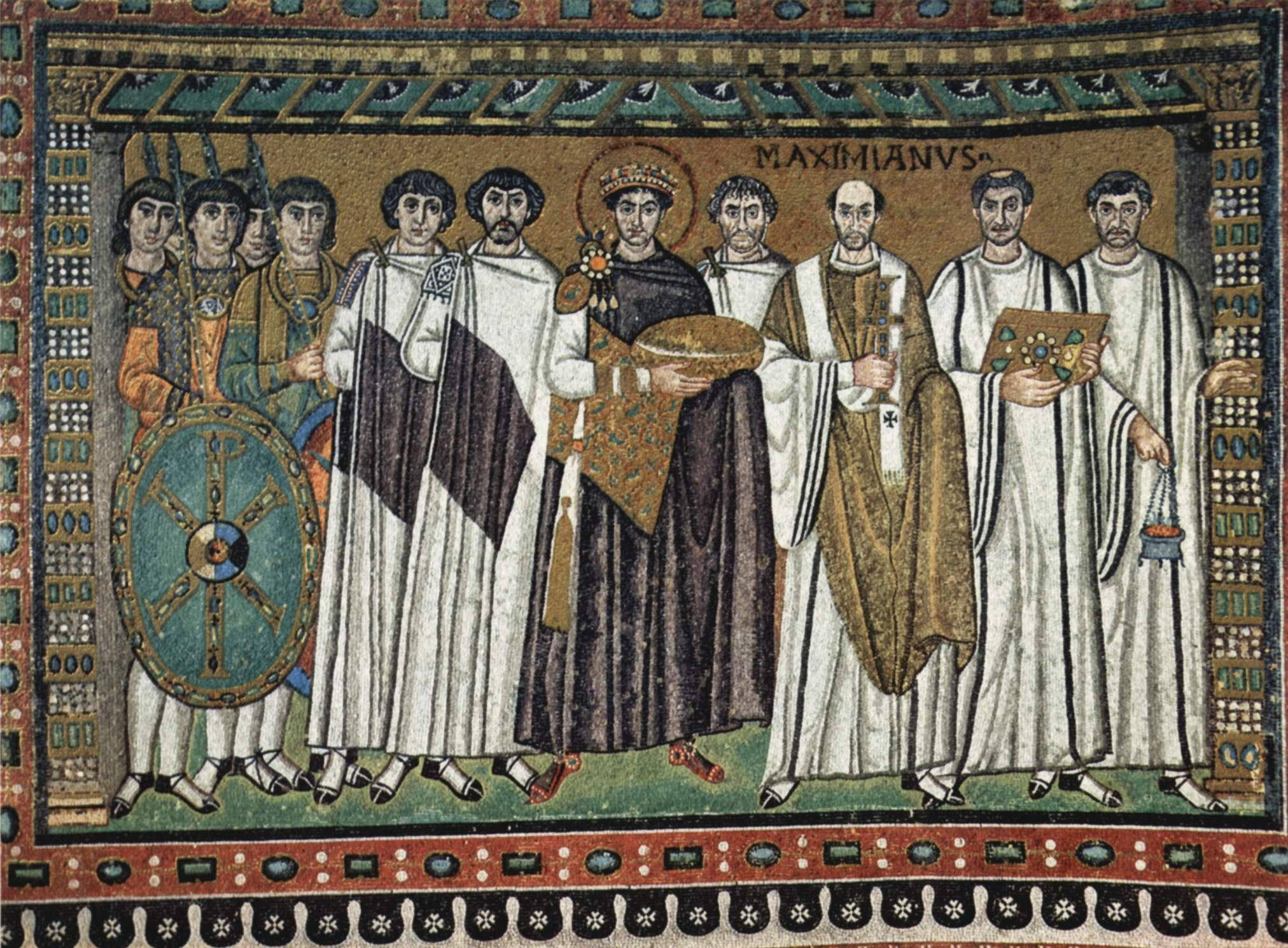
Justiniano y su séquito, mosaico de San Vital de Rávena

Pese a la caída del Imperio romano de Occidente, en Oriente perduró —conocido como Imperio bizantino— hasta la conquista de Constantinopla en 1453 por los turcos otomanos. Heredero del arte helenístico, el arte bizantino recogió las principales tradiciones artísticas orientales, de las que fue puerta de entrada en Europa, donde el arte bizantino influyó en el arte prerrománico y románico.
El arte bizantino heredó del paleocristiano sus dos tradiciones musivarias, la helenística y la siria: destacan los mosaicos de San Demetrio de Salónica, los de Santa Sofía de Constantinopla y los de San Vital de Rávena. Del resto de artes aplicadas sobresalieron las textiles —de inspiración sasánida— y la orfebrería, en la que destaca el empleo del oro en abundancia y del esmalte tabicado o alveolado, con realizaciones como la Pala de oro de San Marcos de Venecia o el tesoro del Monte Athos. El mobiliario era más lujoso que en Occidente, con incrustaciones de oro, plata y nácar, y revestimientos con paños y cojines.

#### Arte germánico

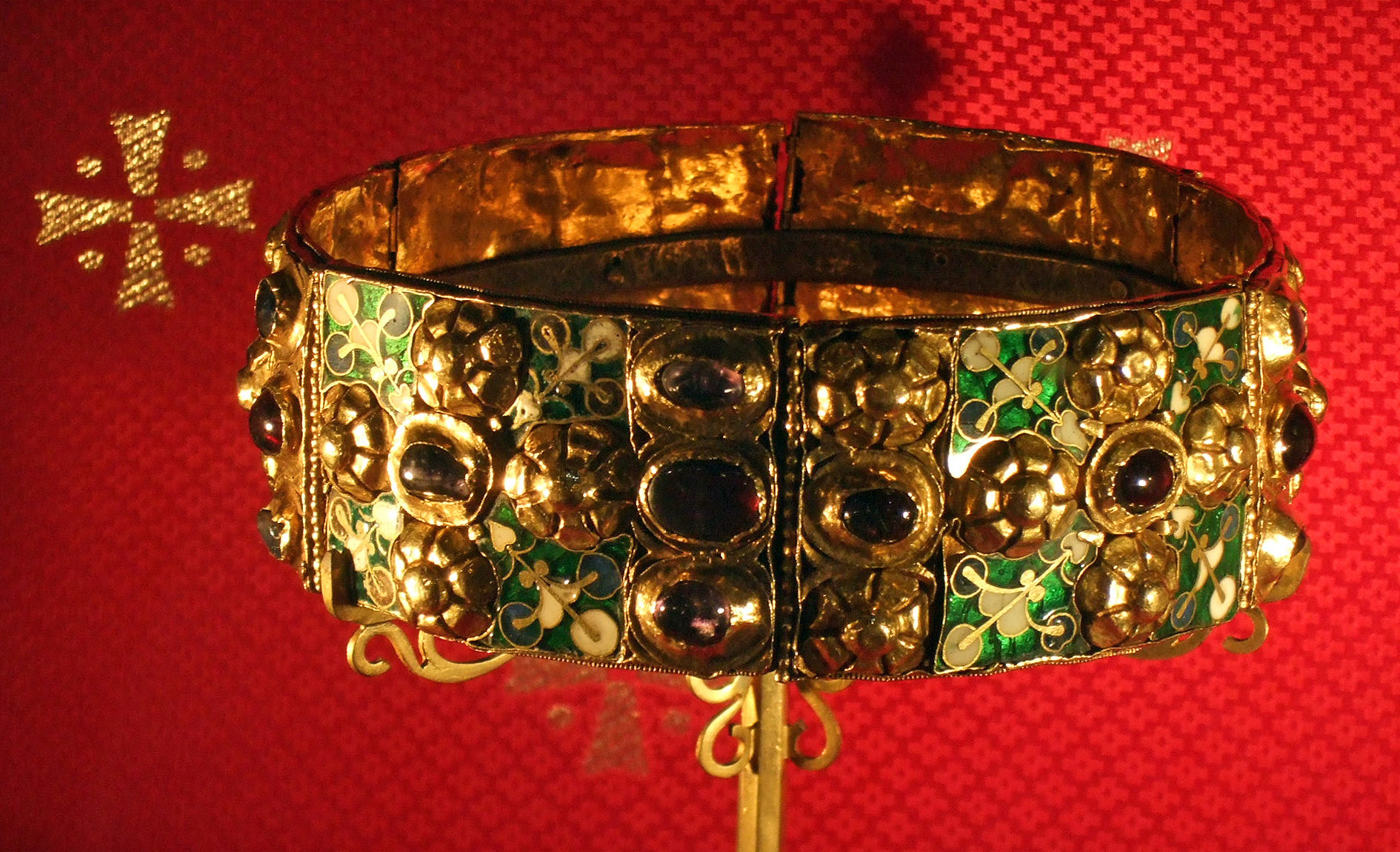
Corona de Hierro de la reina Teodolinda (c. 590-600, catedral de Monza), realizada según la tradición con el hierro de uno de los clavos de la crucifixión de Cristo

Los pueblos germánicos se asentaron en el antiguo Imperio romano de Occidente tras su caída en el año 476, fecha en que se crearon numerosos reinos regidos por diversas tribus, como los ostrogodos en Italia, los visigodos en España o los francos en Francia, cada uno con su propia cultura y diversidad de estilos artísticos. Las principales realizaciones de estos pueblos eran de arte mobiliar, generalmente de carácter suntuoso (fíbulas, armas, espuelas, broches de cinturón) y con motivos ornamentales alejados del naturalismo, por lo general formas geométricas y de entrelazo.
En la península ibérica, el arte visigodo destacó en orfebrería, sobre todo en fíbulas, coronas y cruces, como los hallados en los tesoros de Guarrazar (Museo Arqueológico Nacional) y Torredonjimeno (Museos Arqueológicos de Madrid, Barcelona y Córdoba), de influencia bizantina.

#### Arte prerrománico

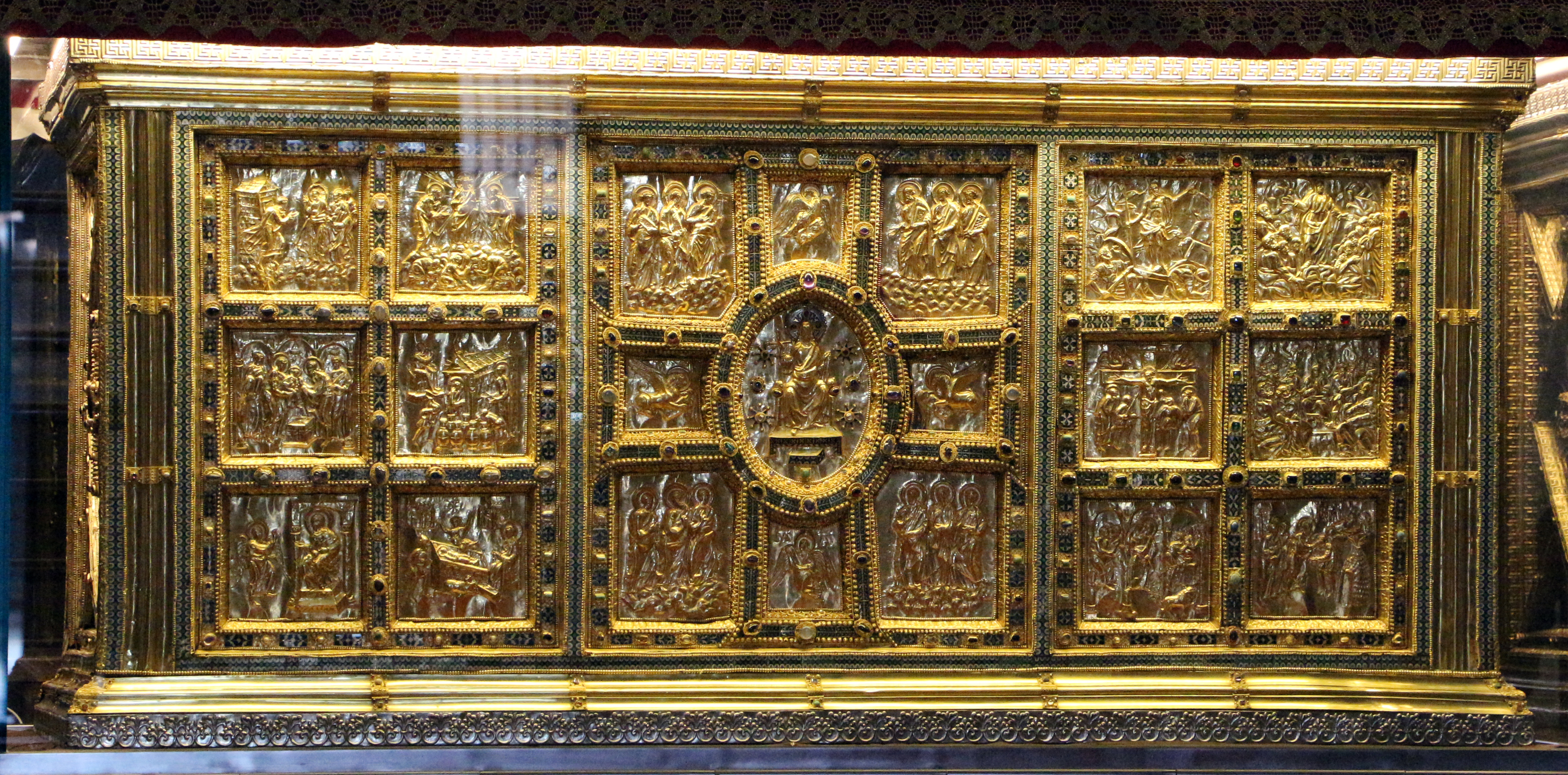
Altar de San Ambrosio de Milán (c. 850), de Vuolvinus

Se denomina así a los múltiples estilos desarrollados en Europa desde la coronación de Carlomagno (año 800) hasta alrededor del año 1000, donde la aparición del románico supondrá la divulgación de un mismo estilo unitario a lo largo de todo el continente europeo. Esta acepción es simplemente una forma de englobar una serie de estilos independientes y con pocos o ningún factor común, con el único aglutinante de ser predecesores de la internacionalización del románico.
- Arte carolingio: es el desarrollado en el Sacro Imperio Romano-Germánico desde la coronación de Carlomagno el año 800. Se desarrolló notablemente la miniatura, en la que se distinguen varias escuelas: la palatina, la de Tours, la de Reims y la de Saint-Denis.[112] También destacó la orfebrería, con cierta influencia bizantina (altar de San Ambrosio de Milán, obra de Vuolvinus).[113]
- Arte otoniano: se denomina así al desarrollado en el Sacro Imperio Romano-Germánico durante el reinado de la dinastía otoniana (siglos x-xi). La miniatura fue heredera de la carolingia, especialmente de la escuela de Reims, de nuevo con influencia bizantina. En orfebrería continuó la tradición del esmalte, con obras como el altar de Basilea (Museo de Cluny), la cruz de la abadesa Matilde (Essen) y la corona de Conrado II (Viena).[114]
- Arte celta: desarrollado en las islas británicas, se desarrolló una escuela de miniatura de influencia carolingia, con un principal centro de producción en Winchester (Pontifical de San Aethelwold, British Museum). En orfebrería merecen destacarse la llamada joya del Rey Alfredo (Ashmolean Museum, Oxford) y el estuche de la campana de san Patricio (Museo de Dublín).[115]
- Arte vikingo: los pueblos de Escandinavia elaboraron principalmente arte mobiliar, por lo general armas, fíbulas y cinturones, de los que destacan las fíbulas con largas agujas y las espadas con botón terminal y anillos en la empuñadura, decorados en damasquinado, tabicado y filigrana.[116]
- Arte asturiano: con la invasión musulmana de la península ibérica (711-726) los cristianos se vieron reducidos a la región de Asturias. El arte asturiano se dio en el siglo IX, en tres etapas: prerramirense, ramirense y posramirense, en función del reinado de Ramiro I (842-850). Sobresale igualmente la orfebrería, donde se denota la influencia carolingia (cruz de los Ángeles, cruz de la Victoria y caja de las Ágatas de la Cámara Santa de la Catedral de San Salvador de Oviedo).[117]
- Arte mozárabe: se denomina mozárabes a los cristianos que vivían bajo la dominación islámica y que, al pasar de nuevo a territorio reconquistado por los cristianos, practicaban un tipo de arte de gran influencia islámica. Se desarrolló sobre todo en el siglo X, principalmente al norte del Duero, en el alto Ebro, sur de Galicia, Cantabria y Pirineos. Cabe destacar en miniatura los beatos, ilustraciones del Comentario al Apocalipsis del Beato de Liébana, así como las obras de orfebrería (cruz de Santiago de Peñalba, Museo Arqueológico de León; campana del abad Sansón, Museo de Córdoba; cáliz de Santo Domingo de Silos).[118]

#### Arte románico

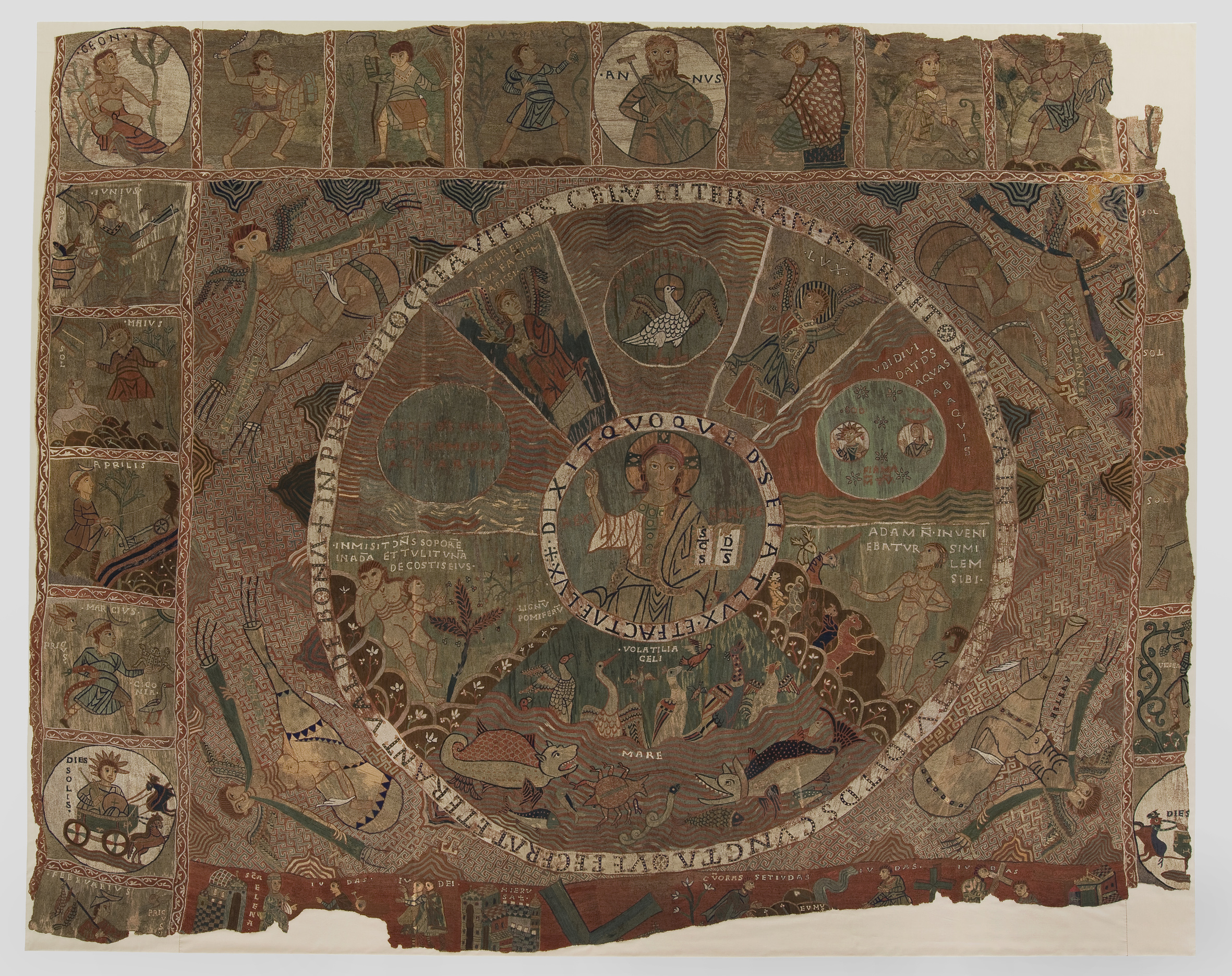
Tapiz de la Creación, Museo Catedralicio de la Catedral de Gerona

El arte románico representa el primer estilo de carácter internacional de la cultura europea occidental, con una identidad plenamente consolidada tras el paso del latín a las lenguas vernáculas. De carácter eminentemente religioso, casi todo el arte románico estaba dirigido a la exaltación y divulgación del cristianismo. Surgido a mediados del siglo XI, se desarrolló fundamentalmente durante el siglo XII, a finales del cual empezó a coexistir con el incipiente gótico.
Dentro del marco arquitectónico tuvo una gran relevancia la escultura ornamental, especialmente la de los tímpanos de fachadas de iglesias y la de los capiteles de columnas. El mosaico continuó utilizándose especialmente en pavimentos, como el de la Ascensión de Alejandro de la catedral de Orvieto (1163-1166) o los signos del zodíaco de la basílica de San Miniato al Monte (Florencia, 1207). En la miniatura predominaron dos escuelas: la italiana, de influencia bizantina; y la inglesa, donde descuella la escuela de Winchester.
En esta época sobresalió la orfebrería, con empleo abundante de oro y piedras preciosas, como en el Relicario de los Tres Reyes Magos (catedral de Colonia), obra de Nicolás de Verdún, y el Cáliz de doña Urraca (San Isidoro de León). También tuvieron relevancia las labores textiles, especialmente los bordados, como el Tapiz de Bayeux (siglo XI) o el Tapiz de la Creación de la catedral de Gerona (siglo XI). La vidriería se desarrolló como cerramiento de vanos entre finales del  e inicios del xii, cuando fue objeto igualmente de soporte para la plasmación de programas iconográficos relacionados con el cristianismo. En metalistería predominó el uso del bronce, como en las puertas de la iglesia de San Miguel de Hildesheim, o de la catedral de Verona. El hierro se dio principalmente en las rejas para coros. En ebanistería predominó la simplicidad y la severidad, como correspondía a la religión preponderante, el cristianismo, que propugnaba la pobreza y la austeridad. Proliferaron los arcones, que servían para guardar ropa y, a la vez, como asiento.

#### Arte gótico

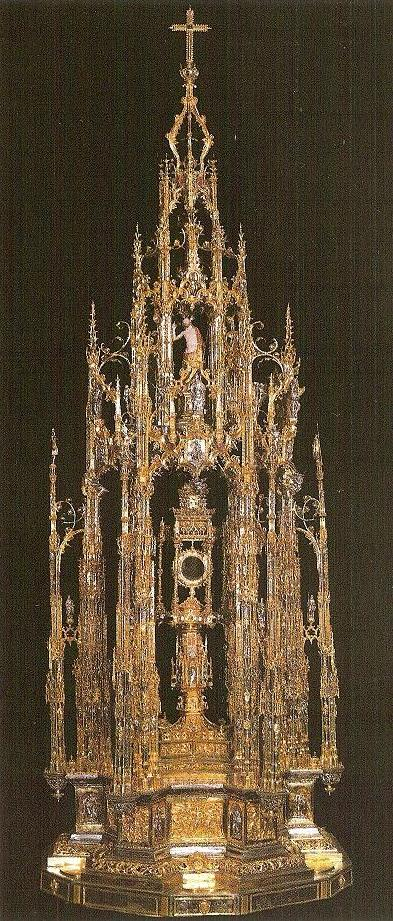
Custodia de la catedral de Toledo (1517-1524), de Enrique de Arfe

El arte gótico se desarrolló entre los siglos xii y xvi, época de gran desarrollo económico y cultural. El fin de la época feudal supuso el afianzamiento de los estados centralizados, con mayor predominio de las ciudades sobre el campo, al tiempo que un sector cada vez mayor de la sociedad tenía acceso a la cultura, que dejó de ser patrimonio exclusivo de la Iglesia. El auge de las universidades comportó un aumento de los estudios científicos, filosóficos y literarios, y sentó las bases de la cultura moderna. Las artes decorativas tuvieron gran relevancia durante el gótico, favorecidas por las nuevas clases urbanas de mercaderes y artesanos.
Una de las principales especialidades del gótico fue la vidriera, que a su función iluminadora unió un aspecto simbólico de trascendencia divina. La evolución de la arquitectura gótica permitió la apertura de amplios ventanales que colmaron de luz el interior, que ganó en transparencia y luminosidad. Algunos exponentes fueron los vitrales de las catedrales de Chartres, Reims, Amiens o la Sainte-Chapelle de París.
La miniatura gótica se desarrolló especialmente en Francia, con miniaturas de rico cromatismo, empleo abundante del oro y orlas de tipo vegetal (Salterio de la reina Blanca de Castilla, Biblioteca del Arsenal, París). En la orfebrería destacaron especialmente las custodias y los relicarios, donde sobresale el nombre de Enrique de Arfe (custodia de la catedral de Córdoba, 1518; custodia procesional de la catedral de Toledo, 1517-1524). La cerámica destacó en Faenza y Manises, y el vidrio en Venecia y Cataluña. En metalistería destacó el taller de Dinant (Bélgica). También cabe citar como obra destacada las puertas de bronce del baptisterio de Florencia, de Andrea Pisano. Se desarrolló notablemente la rejería, sobre todo en España, como en las obras del toledano Juan Francés.
En esta época se desarrolló notablemente el tapiz, con dos principales talleres en París y Arrás. Una de las mejores producciones es el Tapiz del Apocalipsis (castillo de Angers, 1375-1379). Desde finales del siglo XV descollaron los talleres flamencos. En la ebanistería gótica se puso de moda una decoración inspirada en la arquitectura de las catedrales, con ojivas, rosetas y ventanillas polilobuladas. El mueble más usado fue el arcón, que servía tanto de armario como de banco o mesa, confeccionados generalmente en roble y armados con herrajes. De esta época proceden los primeros grabados en Europa, realizados con xilografía: el primero conservado es el San Cristóbal del Museo Germánico de Núremberg, de 1423. En la década de 1430 apareció la calcografía. El grabado contribuyó a la popularización y abaratamiento del arte, y permitió al artista un nuevo medio de expresión.

### Arte de la Edad Moderna

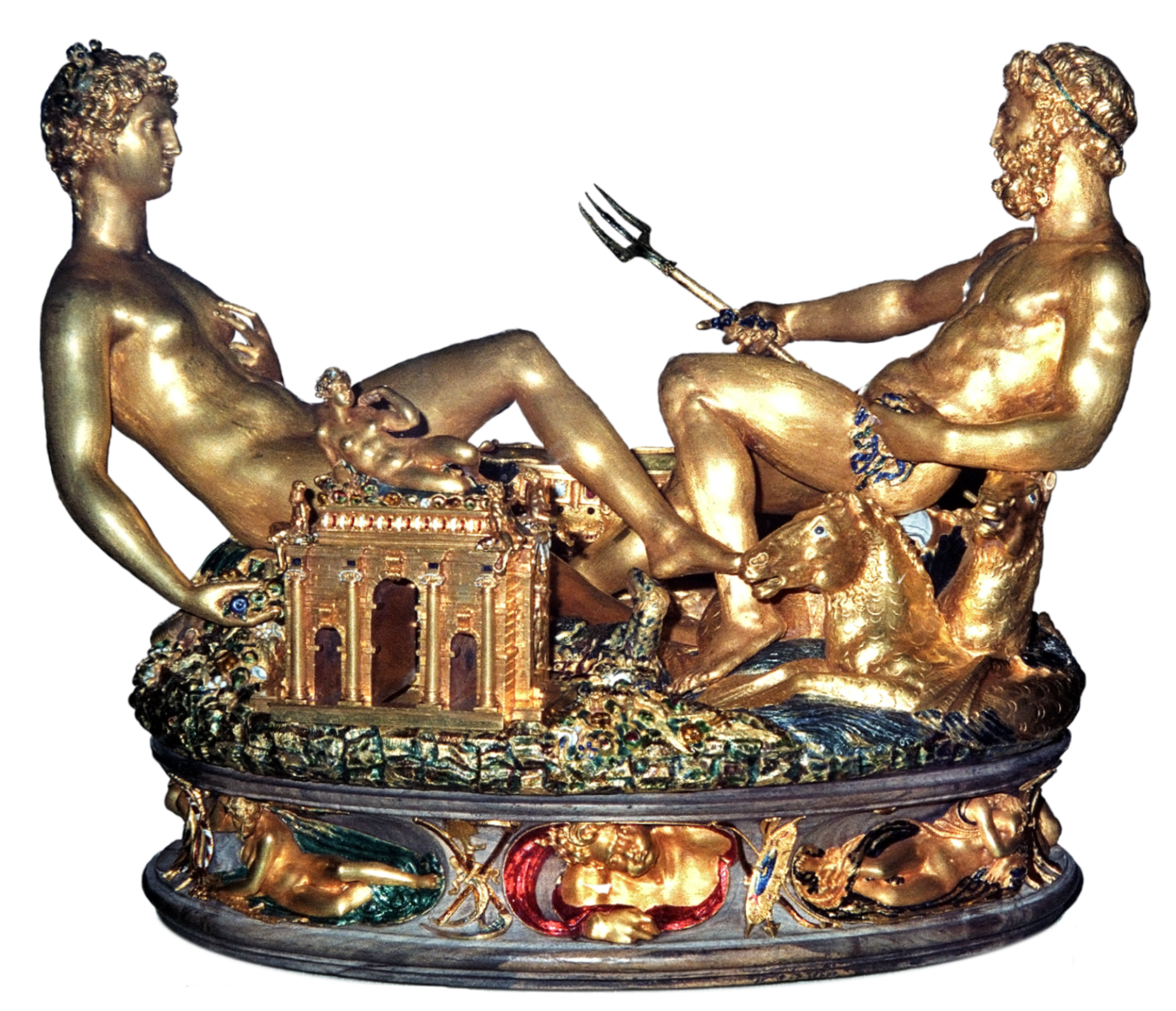
Salero de Francisco I de Francia (1539-1543), de Benvenuto Cellini, Kunsthistorisches Museum, Viena

El arte de la Edad Moderna —no confundir con arte moderno, que se suele emplear como sinónimo de arte contemporáneo— se desarrolló entre los siglos xv y xviii. La Edad Moderna supuso cambios radicales a nivel político, económico, social y cultural: la consolidación de los estados centralizados supuso la instauración del absolutismo; los nuevos descubrimientos geográficos —especialmente el continente americano— abrieron una época de expansión territorial y comercial, y supusieron el inicio del colonialismo; la invención de la imprenta conllevó una mayor difusión de la cultura, que se abrió a todo tipo de público; la religión perdió la preponderancia que tenía en la época medieval, a lo que coadyuvó el surgimiento del protestantismo; a la vez, el humanismo surgió como nueva tendencia cultural, dando paso a una concepción más científica del hombre y del universo.

#### Renacimiento

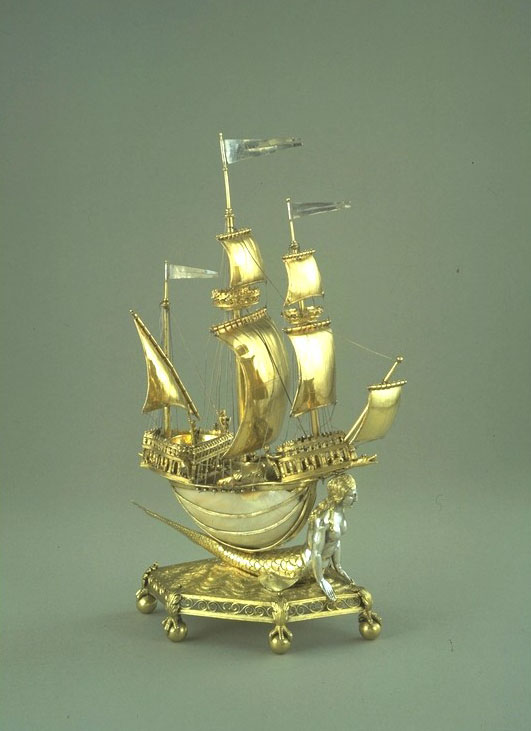
La nef Burghley (1527-1528), de Pierre Le Flamand, nautilus con montura de plata semidorada, Victoria & Albert Museum, Londres

El Renacimiento fue un estilo surgido en Italia en el siglo XV (Quattrocento), que se expandió por el resto de Europa desde finales de ese siglo e inicios del siglo XVI (Cinquecento). Los artistas se inspiraron en el arte clásico grecorromano, por lo que se habló de «renacimiento» artístico tras el oscurantismo medieval. Estilo inspirado en la naturaleza, surgieron nuevos modelos de representación, como el uso de la perspectiva. Sin renunciar a la temática religiosa, cobró mayor relevancia la representación del ser humano y su entorno.
Las artes decorativas tuvieron un gran auge debido al gusto por el lujo de las nuevas clases adineradas. Muchos artífices de «artes mayores» realizaron obras de las consideradas decorativas: diversos pintores hacen dibujos para grabados, como Durero, Tiziano o Gentile Bellini; Benvenuto Cellini o Hans Holbein hacen diseños de orfebrería; Rafael confecciona cartones para tapices. La tapicería destacó en Flandes, con obras basadas en bocetos desarrollados por pintores como Quentin Metsys o Bernard van Orley. El vidrio continuó con cotas de gran calidad en Venecia (Murano). La cerámica destacó en Italia (Gubbio, Faenza, Urbino), Francia (Bernard Palissy) y España (Talavera de la Reina, Manises, Cataluña).
La orfebrería fue cultivada por escultores como Lorenzo Ghiberti, Andrea del Verrocchio o Benvenuto Cellini (salero de Francisco I de Francia). En España, la familia Arfe (Antonio, hijo de Enrique, y su hijo Juan) continuaron la confección de custodias, ahora en estilo plateresco. En metalistería continuó el trabajo en bronce especialmente en puertas decoradas con relieves escultóricos, como las segundas y terceras puertas del baptisterio de Florencia, obra de Lorenzo Ghiberti, o las puertas de los pies de la catedral de Pisa, de Giambologna. La rejería continuó en España con motivos platerescos, como en la obra de fray Francisco de Salamanca y Cristóbal de Andino, o puristas, como la obra de Francisco de Villalpando. La ebanistería incorporó materiales preciosos como el marfil y la madreperla, apliques en hueso, pinturas al temple con motivos heráldicos o alegóricos, o relieves con panes dorados y plateados. En esta época se introdujo el uso de bocetos para el diseño del mueble (Francesco Salviati). En esta época continuaron las mismas tipologías que en el periodo medieval, pero con una decoración de estilo clásico.
En esta época se desarrollaron notablemente las artes gráficas, especialmente gracias a la invención de la imprenta. Aparecieron o se perfeccionaron la mayoría de las técnicas de grabado: calcografía (aguafuerte, aguatinta, grabado al buril, grabado a media tinta o grabado a punta seca), linograbado, xilografía, etc. En Alemania destacó la obra de Durero, especialista en la técnica del buril, aunque también realizó xilografías. En Francia, el grabado fue practicado por la escuela de Fontainebleau. En Flandes surgieron notables grabadores en la ciudad de Amberes, como los hermanos Wierix o Hieronymus Cock.

#### Barroco

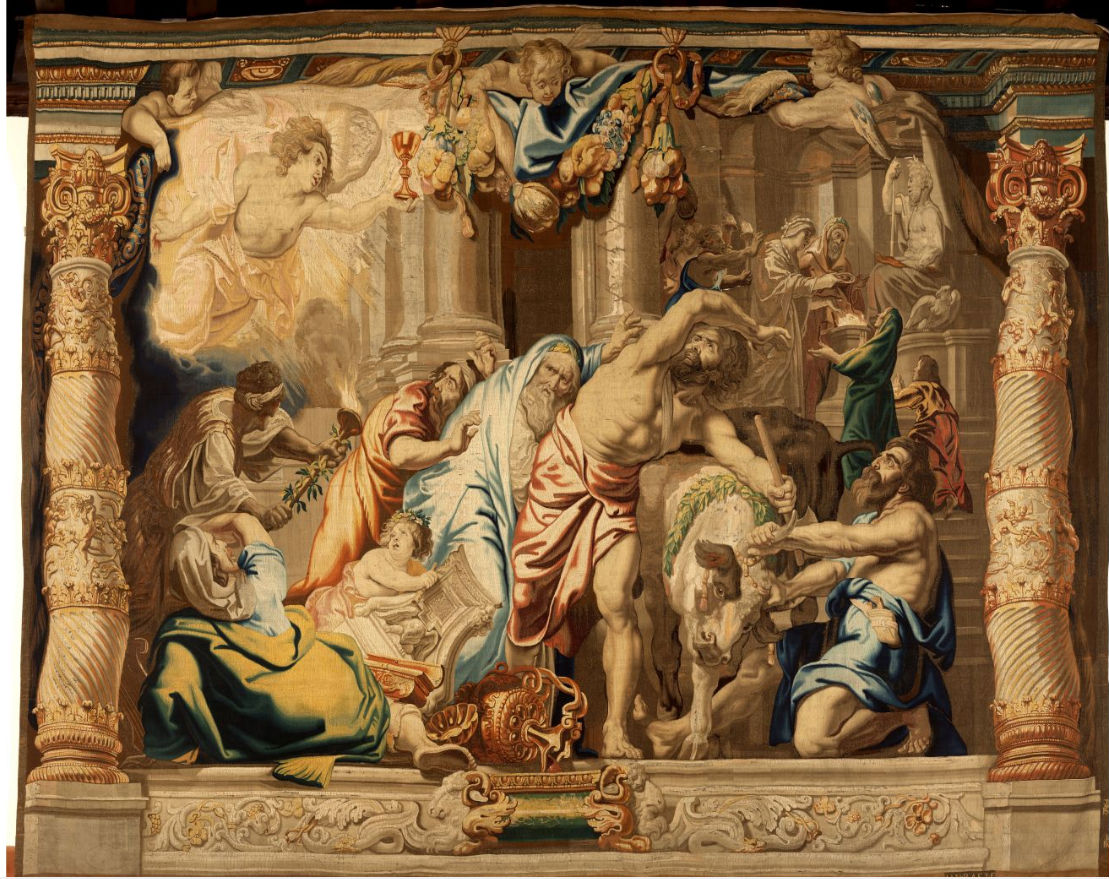
Victoria de la Eucaristía sobre el Paganismo, tapiz sobre un cartón de Peter Paul Rubens, monasterio de las Descalzas Reales (Madrid)

El Barroco se desarrolló entre el siglo XVII y principios del xviii. Fue una época de grandes disputas en el terreno político y religioso, en la que surgió una división entre los países católicos contrarreformistas, donde se afianzó el estado absolutista, y los países protestantes, de signo más parlamentario. El arte se volvió más refinado y ornamentado, con pervivencia de un cierto racionalismo clasicista pero con formas más dinámicas y efectistas, con gusto por lo sorprendente y anecdótico, por las ilusiones ópticas y los golpes de efecto.
En general, las artes decorativas barrocas destacan por su recargamiento, suntuosidad y carácter pomposo, con predominio de la línea curva frente a la recta, gusto por los contrastes lumínicos y los efectos ilusionistas, un cierto carácter escenográfico y de apariencia, minuciosidad del detalle, uso de materiales diversos y mixtificación de técnicas, y un gusto por lo exótico que se pone de manifiesto en la importación de productos del Lejano Oriente y, posteriormente, en su imitación (chinoiseries y japonesairies). En algunos países surgieron variedades estilísticas concretas, como los estilos Luis XIV y Regencia en Francia o los estilos jacobino, Restauración, Guillermo y María y Reina Ana en Inglaterra.

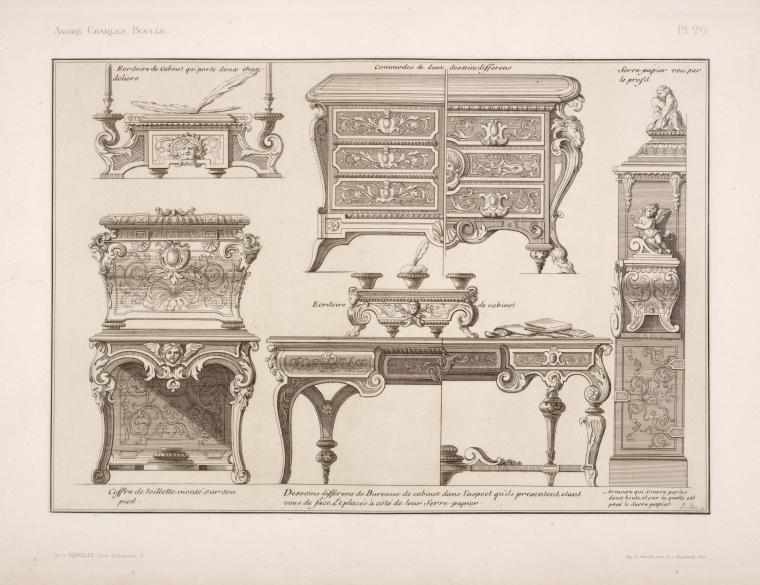
Diseños de mobiliario de André-Charles Boulle

Las artes decorativas tuvieron una gran expansión en el siglo XVII, debido principalmente al carácter decorativo y ornamental del arte barroco. En Francia, el lujoso proyecto del palacio de Versalles conllevó la creación de la Manufacture Royale des Gobelins —dirigida por el pintor del rey, Charles Le Brun—, donde se manufacturaban todo tipo de objetos de decoración, principalmente mobiliario, tapicería y orfebrería. La confección de tapices tuvo un significativo incremento en su producción y se encaminó a la imitación de la pintura, con la colaboración en numerosos casos de pintores de renombre que elaboraban cartones para tapices, como Simon Vouet, el propio Le Brun o Rubens en Flandes. La orfebrería también alcanzó niveles de elevada producción, especialmente en plata y piedras preciosas. La cerámica y el vidrio continuaron generalmente con las mismas técnicas de elaboración que en el período renacentista: destacaron la cerámica blanca y azul de Delft (Holanda) y el vidrio pulido y tallado de Bohemia. En metalistería destacaron los trabajos de forja franceses, especialmente rejas y barandillas, como en los palacios de Versalles, Saint-Cloud y Chantilly. En bronce destacan el baldaquino de San Pedro y la cátedra de San Pedro, ambos de Gian Lorenzo Bernini.
En esta época destacó especialmente la ebanistería, que se caracterizó por las superficies onduladas (cóncavas y convexas), con volutas y diversos motivos como cartelas y conchas. En España surgió el bargueño, cofre rectangular con asas, con numerosos cajones y compartimentos, así como el sillón llamado frailero (o misional en Hispanoamérica). A finales del siglo XVII se desarrolló en los Países Bajos la técnica de la marquetería. La edad de oro de la ebanistería se produjo en la Francia de los Luises, donde se alcanzaron altos niveles de calidad y refinamiento, sobre todo gracias a la obra de André-Charles Boulle. Las artes gráficas tuvieron una gran difusión durante el Barroco, continuando el auge que este sector tuvo durante el Renacimiento. Las técnicas más empleadas fueron el aguafuerte y el grabado a punta seca, En el siglo XVII en las que destacaron Guido Reni, Claude Lorrain, Abraham Bosse, Jacques Bellange, Jacques Callot, Peter Paul Rubens, Lucas Vorsterman I, Anton van Dyck, José de Ribera, Francisco Ribalta, Francisco Herrera el Viejo y, especialmente, Rembrandt.

#### Rococó

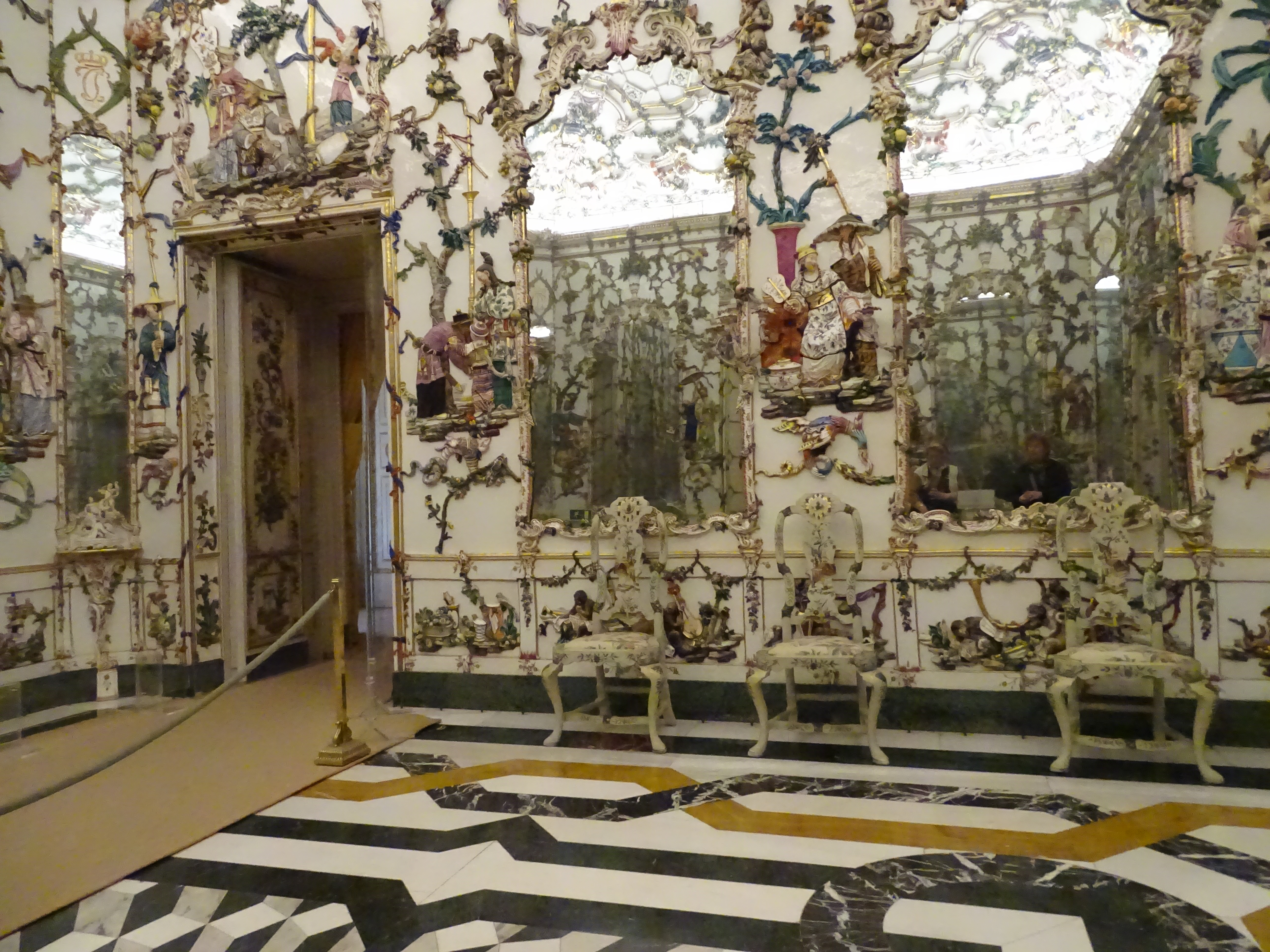
Gabinete de Porcelana del Palacio Real de Aranjuez, de Giuseppe Gricci (1765)

El rococó se desarrolló en el siglo XVIII —en convivencia a principios de siglo con el Barroco y, a finales, con el neoclasicismo—, y supuso la pervivencia de las principales manifestaciones artísticas del Barroco, con un sentido más enfatizado de la decoración y el gusto ornamental, que son llevados a un paroxismo de riqueza, sofisticación y elegancia. Estilísticamente, en Francia se dieron los estilos Luis XV y Luis XVI. En 1766 se fundó en Francia la École Nationale Supérieure des Arts Décoratifs, el primer centro de formación en artes decorativas de renombre.
Las artes decorativas tuvieron especial relevancia, ya que el rococó fue un arte de aire burgués dedicado a la ostentación y el lujo. Se desarrolló notablemente el interiorismo, con especial énfasis en el mobiliario, los espejos, las sedas, los tapices y los objetos de porcelana. Esta última tuvo una gran difusión, sobre todo la de Meissen y la de Sèvres, con delicados motivos ornamentales, preferentemente de estilo oriental. En España continuó la producción de cerámica en Talavera, Alcora y Manises, donde se puso de moda un tipo de zócalo de azulejos con escenas de caza o paisajes.

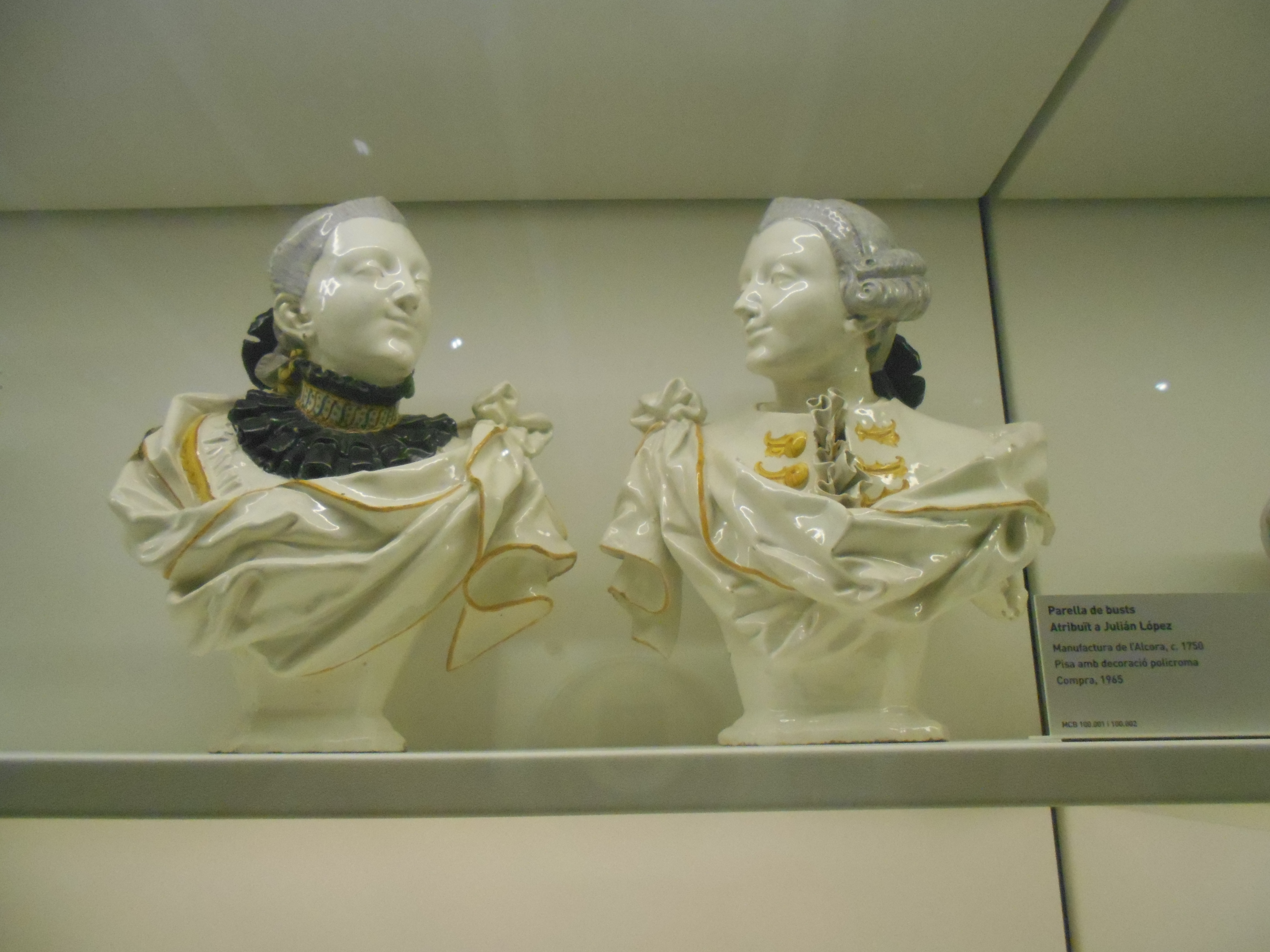
Pareja de bustos de porcelana de Alcora (c. 1750), de Julián López, Museo del Diseño de Barcelona

El vidrio tuvo igualmente un gran auge, con Venecia todavía al frente de la producción, así como Bohemia, donde se consiguió un vidrio transparente e incoloro que sustituyó al cristal de roca usado desde el Renacimiento. El tapiz tuvo un gran centro de producción en Lyon, donde se pusieron de moda los motivos orientales y exóticos (chinescos, indianos, turquescos). En España adquirieron notoriedad los tapices de la Real Fábrica de Tapices de Santa Bárbara (creada en 1720), algunos de ellos diseñados por Goya. La orfebrería tuvo igualmente un centro difusor en Francia, donde destaca la obra de Juste-Aurèle Meissonnier. En metalistería destacan las rejas de hierro para la plaza Stanislas de Nancy, obra de Jean Lamour (1750-1758).
En ebanistería, el estilo Luis XV francés fue una etapa de transición entre Barroco y rococó, de carácter más íntimo y reservado, con proliferación de saloncitos y tocadores con mobiliario de líneas suaves y tamaño más reducido, decorados con bronce y palisandro y marqueterías de formas geométricas de color claro sobre fondo oscuro; uno de sus mejores exponentes fue Jean-Henri Riesener. En el Reino Unido destacó la obra de Thomas Chippendale, quien dio origen al llamado «estilo Chippendale» (segunda mitad del siglo XVIII), caracterizado por el eclecticismo, con mezcla de elementos góticos, rococó, palladianos y chinescos. En esta época apareció la litografía, nueva modalidad de grabado sobre piedra caliza, inventada por Aloys Senefelder en 1796. Fue usada por pintores como Goya, Gainsborough o Géricault.

#### Neoclasicismo

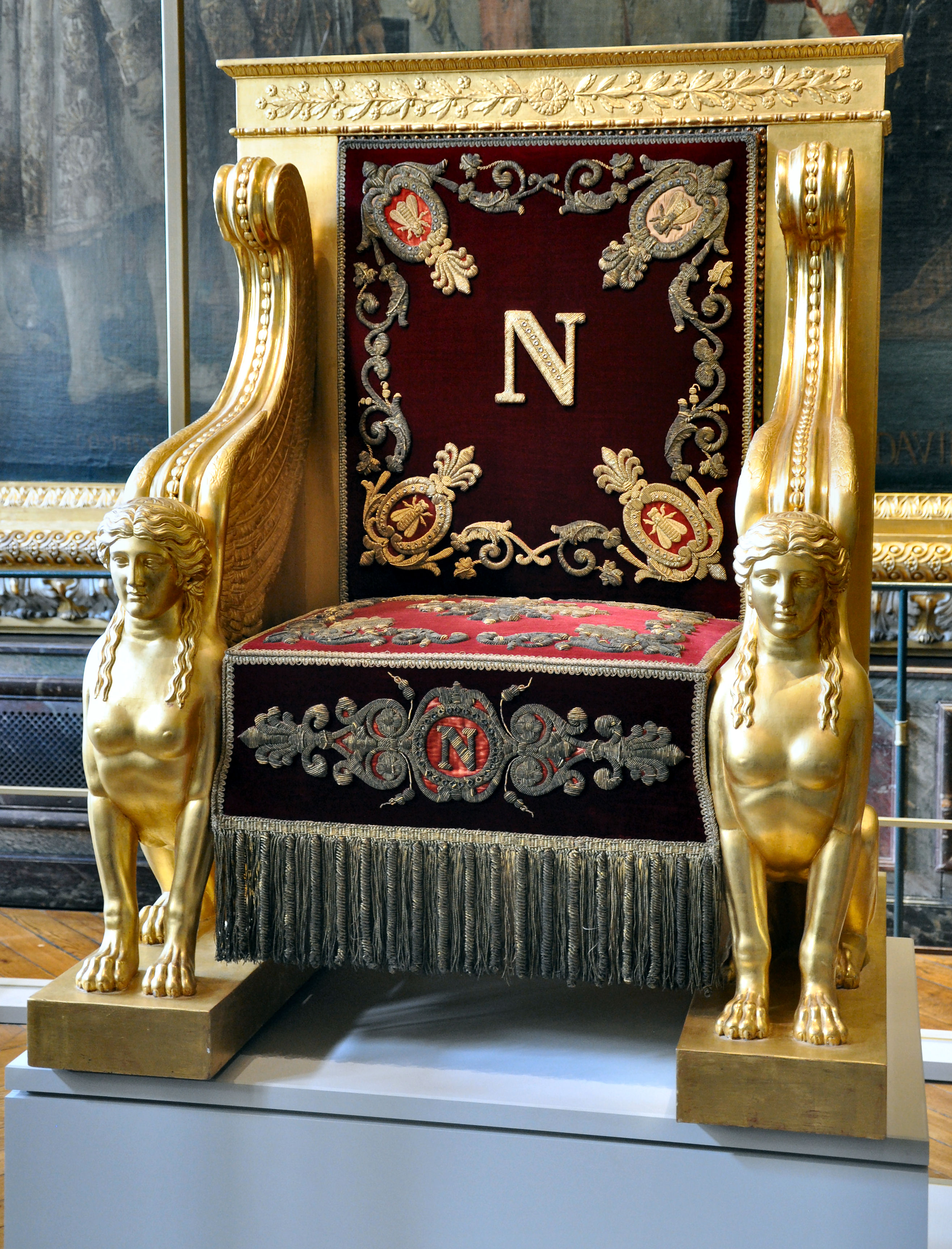
Trono de Napoleón en el Senado francés (1804, François-Honoré-Georges Jacob-Desmalter), exponente del estilo Imperio

El auge de la burguesía tras la Revolución francesa favoreció el resurgimiento de las formas clásicas, más puras y austeras, en contraposición a los excesos ornamentales del Barroco y rococó, identificados con la aristocracia. A este ambiente de valoración del legado clásico grecorromano influyó el hallazgo arqueológico de Pompeya y Herculano, junto a la difusión de un ideario de perfección de las formas clásicas efectuado por Johann Joachim Winckelmann, quien postuló que en la antigua Grecia se dio la belleza perfecta, lo que generó un mito sobre la perfección de la belleza clásica que aún condiciona la percepción del arte hoy día. En Francia se dieron los estilos Directorio e Imperio, mientras que en el Reino Unido se desarrolló el estilo georgiano —llamado así por los reinados de Jorge I, Jorge II y Jorge III—, seguido por el estilo Regencia. Su equivalente en Estados Unidos fue el estilo federal. Las artes decorativas vuelven a los temas clásicos (laurel, guirnaldas, esfinges) y al colorido austero, muchas veces monocromo, con volúmenes compactos y formas sencillas.
En cerámica destaca la obra de Josiah Wedgwood, que creó un tipo de loza de color crema que tuvo gran éxito internacional. Continuó también la porcelana de Sèvres, esta vez imitando temas antiguos. En vidrio, la francesa Vidriería Real de San Luis elaboró piezas de cristal potasa a imitación de la cristalería bohemia (façon de Bohême), mientras que en la propia Bohemia continuó con éxito su producción de cristalería de gran calidad, con un estilo más sobrio que en la época rococó. También prosperó el vidrio veneciano, especialmente con unas opalinas blancas que imitaban la porcelana. La orfebrería evolucionó como el resto de las artes a formas más austeras y temáticas de inspiración clásica. En las artes del metal cabe destacar la reja del Palacio de Justicia de París (1783-1785) y la reja del coro de Notre-Dame de París (1809).
La ebanistería retornó a formas más clásicas, representada principalmente en el Reino Unido por Robert Adam, George Hepplewhite y Thomas Sheraton. En Francia, con el llamado estilo Directorio (1795-1805) se volvió a un tipo de mueble más sobrio, con preponderancia de lo constructivo sobre lo decorativo y el uso de los colores puros de la madera frente a los tonos pastel del rococó. El estilo Imperio se desarrolló en la Francia napoleónica, de donde pasó al resto de Europa, sustituyendo la sobriedad por la ostentación y el lujo, con un estilo suntuoso, con preferencia por temas exóticos y orientales, preferentemente egipcios (égyptiennerie), debido a la campaña napoleónica en Egipto (1798-1801).

### Arte contemporáneo

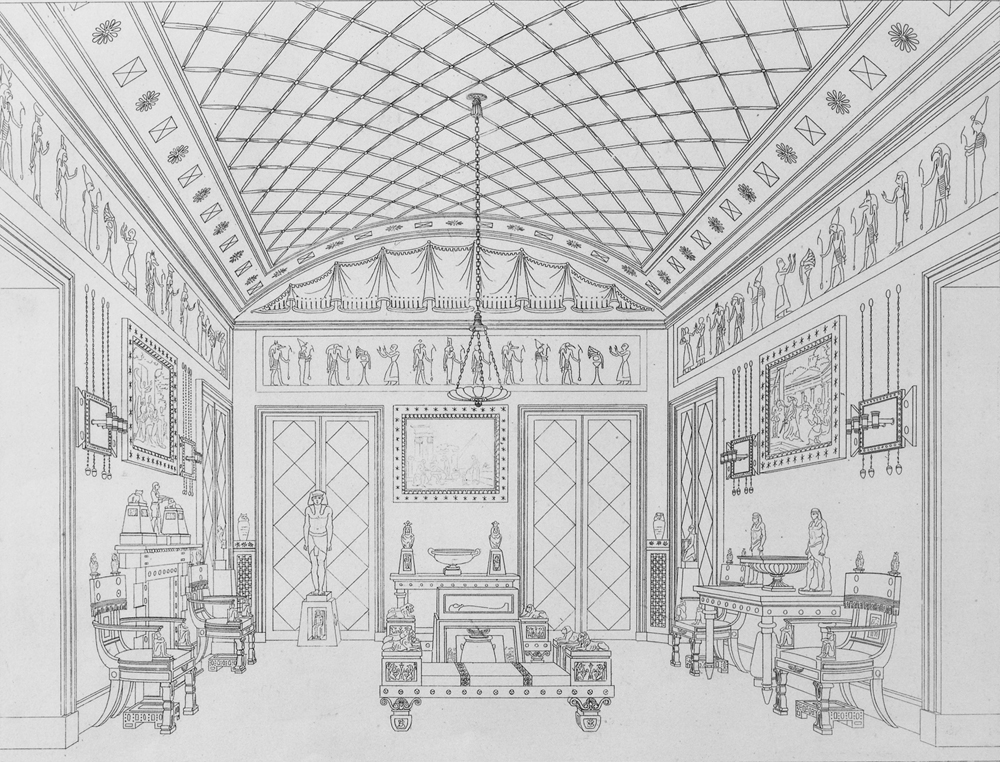
Habitación egipcia, del libro Household Furniture & Interior Decoration, de Thomas Hope, Londres (1807). En esta obra Hope acuñó el término «decoración de interiores», dando inicio al interiorismo

Entre finales del siglo XVIII y principios del xix se sentaron las bases de la sociedad contemporánea, marcada en el terreno político por el fin del absolutismo y la instauración de gobiernos democráticos —impulso iniciado con la Revolución francesa— y, en lo económico, por la Revolución Industrial y el afianzamiento del capitalismo, que tendría respuesta en el marxismo y la lucha de clases. En el terreno del arte, comienza una dinámica evolutiva de estilos que se suceden cronológicamente cada vez con mayor celeridad, que culminará en el siglo XX con una atomización de estilos y corrientes que conviven y se contraponen, se influyen y se enfrentan.
En esta época se inicia en el terreno de las artes decorativas el diseño moderno. La nueva era industrial había puesto al alcance de la población multitud de objetos que antes eran manufacturados, construidos en serie sin un especial interés en su ornamentación. En reacción a ello, movimientos como el Arts & Crafts y el modernismo revalorizaron de nuevo el objeto como obra singular e iniciaron una nueva forma de elaboración de los mismos basada en un diseño previo, lo que les confería, pese a su posterior fabricación industrial en muchos casos, un nuevo valor de origen intelectual. Uno de los factores que propiciaron la rápida difusión del diseño fue el gran aumento de los medios de comunicación de masas, junto a la celebración de eventos especiales como las exposiciones universales. Estos factores, unidos al incremento de un número cada vez mayor de público capaz de adquirir obras de arte y artesanía, propició un ambiente cada vez más dinámico e interrelacionado que comportó un aspecto de popularización del gusto, propiciando las corrientes de moda que tanta importancia tendrían en el siglo XX.

#### SigloXIX

##### Romanticismo

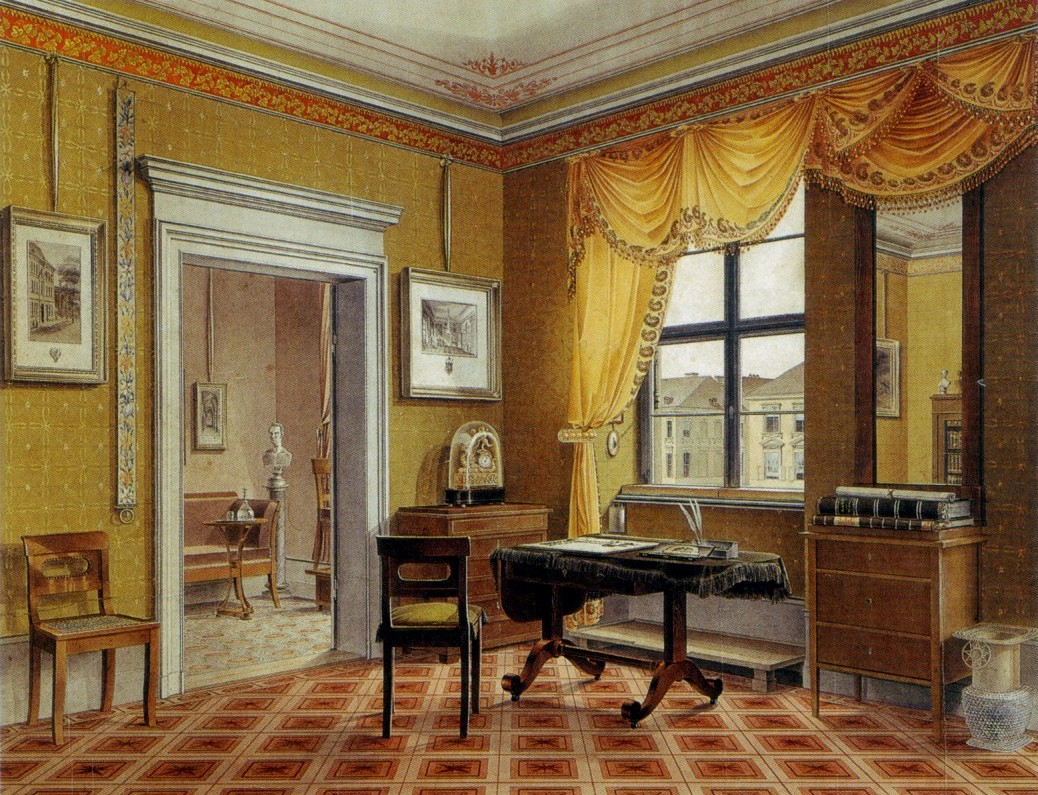
Salón estilo Biedermeier (c. 1825), de Leopold Zielcke, Berlín

El romanticismo fue un movimiento de profunda renovación en todos los campos artísticos, con una especial valoración de la cultura popular, lo exótico y el retorno a formas artísticas menospreciadas del pasado, especialmente las medievales. En Francia coincidió con el estilo Restauración y el Luis Felipe, en el Reino Unido con el primer victoriano, en Alemania el Biedermeier y en España con el fernandino y primer isabelino.
El estilo Restauración (1815-1830) sucedió al estilo Imperio, con el que mantuvo una cierta línea de continuidad. Su principal rasgo estilístico continuó siendo el clasicismo, aunque de líneas más pesadas y toscas. Le sucedió el estilo Luis Felipe (1830-1848), que heredó sus premisas pero con un aire más pesado y ostentoso, más declaradamente burgués, con un mobiliario de inspiración gótica y renacentista. El estilo victoriano evolucionó estilísticamente del romanticismo al neogótico y Arts & Crafts, con tendencia a una ornamentación compleja y recargada y, en mobiliario, predilección por la curva y las superficies mullidas. En Alemania y Austria surgió el estilo Biedermeier (1820-1840), inspirado en estilos anteriores como el gótico, el Renacimiento, el rococó, el pompeyano y el Luis XVI. En España, los estilos fernandino e isabelino se dieron sobre todo en mobiliario: el primero recibió la influencia del Restauración francés y el Regencia inglés, aunque más pesado y con mayor énfasis por la practicidad, y gusto por las formas rectangulares; el segundo se inspiró en el Biedermeier, con gusto por el lujo y la ostentación, aunque sin renunciar al confort y la funcionalidad.

##### Historicismo

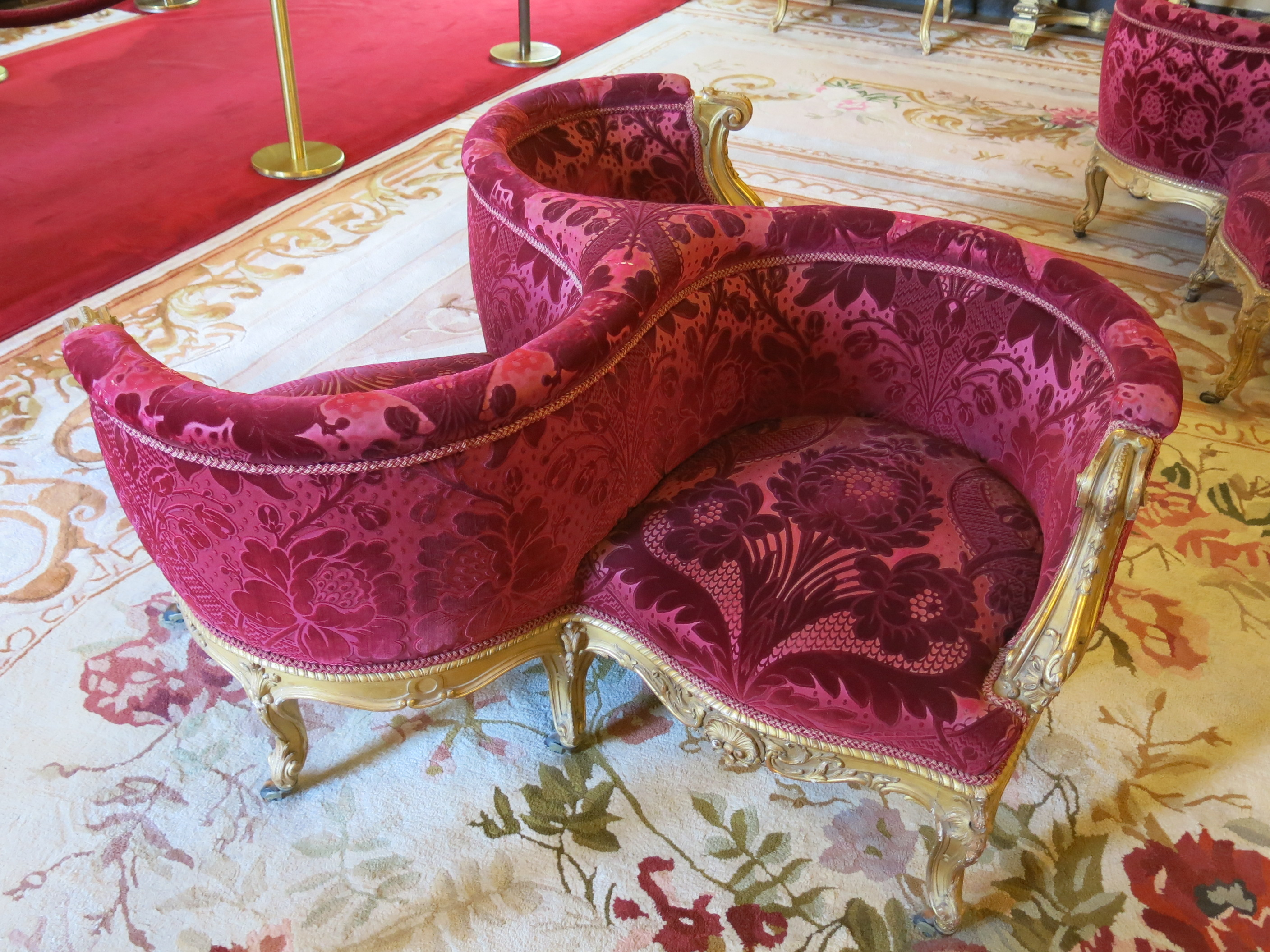
Indiscret estilo Segundo Imperio, Museo del Louvre, París

La arquitectura historicista se basó en el eclecticismo y en el revival de estilos anteriores reinterpretados según conceptos modernos, lo que produjo movimientos como el neorrománico, el neogótico, el neobarroco, etc. La inspiración en estos estilos del pasado llevó a una mayor preocupación por la exactitud histórica, por imitar a la máxima perfección todos los detalles del estilo replicado. Para ello se acudió con asiduidad tanto a referencias bibliográficas como a exponentes museísticos de esos estilos. En 1857 se fundó el Victoria & Albert Museum de Londres con el objetivo de establecer los parámetros fundamentales para definir las premisas fundamentales del diseño contemporáneo.
Una de las mayores fuentes de inspiración fue el pasado medieval, como se denota en la decoración del castillo de Neuschwanstein, promovido por el rey Luis II de Baviera. El neogótico surgió en Reino Unido ya a mediados del siglo XVIII, pero se desarrolló especialmente en el xix, con variedades locales como el estilo Troubadour y Segundo Imperio en Francia y el isabelino en España. Se dio especialmente en el mobiliario, pero también en otros detalles ornamentales aplicados a la arquitectura. El neogótico influyó en el modernismo de finales de siglo, especialmente en Cataluña. Uno de los mayores teóricos de este movimiento fue Eugène Emmanuel Viollet-le-Duc, mientras que como diseñador destacó el arquitecto Augustus Welby Northmore Pugin, quien diseñó muebles, joyas y platería basados estrictamente en precedentes medievales. En Reino Unido hubo a mediados de siglo un revival del estilo Reina Ana, que consistió en la elaboración de reproducciones —especialmente mobiliario y platería— de aquel período, como se denota en las sillas y mesas de patas cabriolé. Uno de sus máximos exponentes fue Edward William Godwin, arquitecto y diseñador vinculado al movimiento esteticista, muy influido por el arte japonés, hasta el punto que diseñó un tipo de mobiliario llamado «anglo-japonés».

##### Arts & Crafts

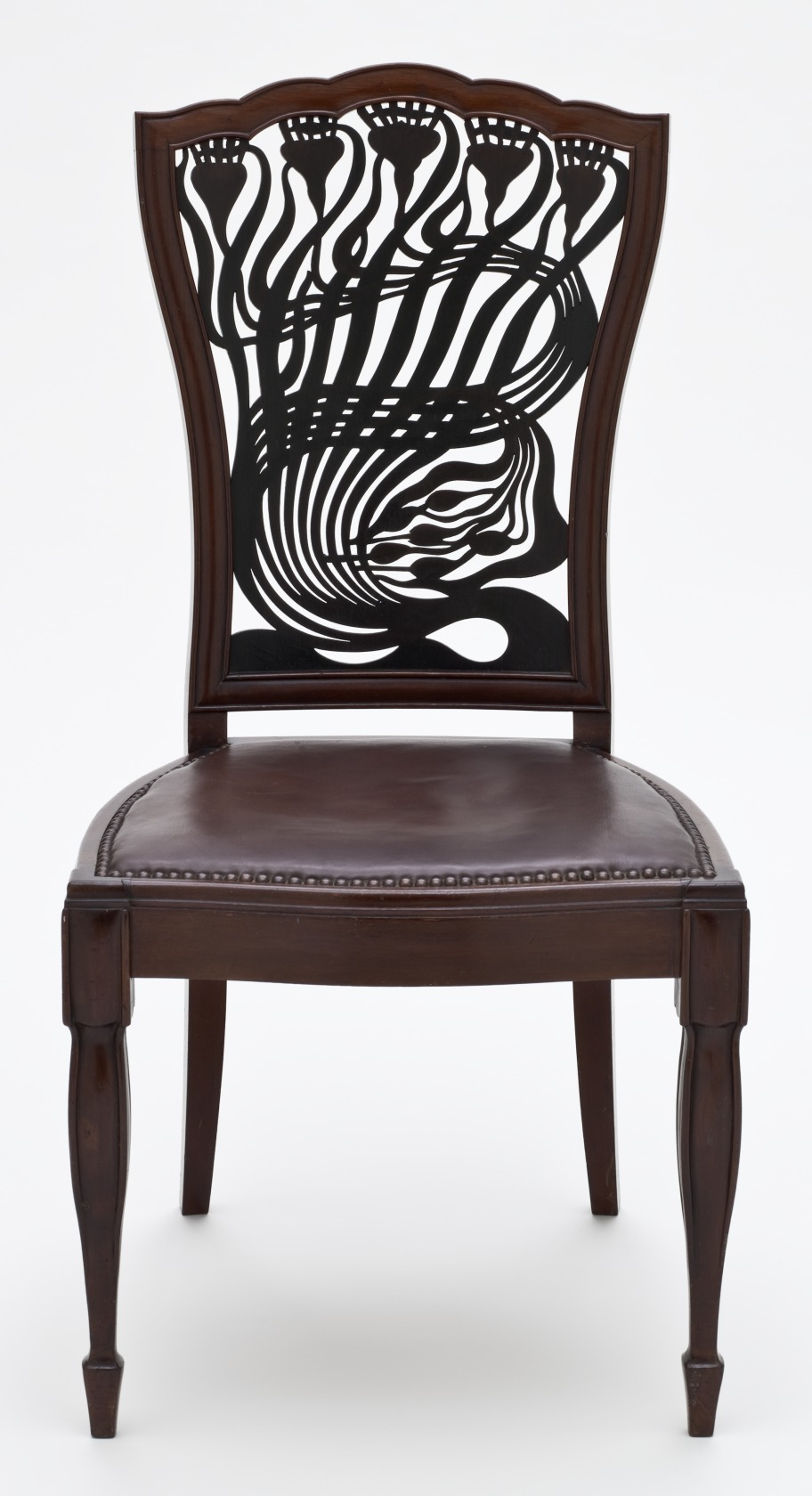
Silla de Arthur Heygate Mackmurdo (1883), Museo de Arte del Condado de Los Ángeles

En el último tercio del siglo XIX tuvo especial relevancia el movimiento británico Arts & Crafts (Artes y Oficios), promovido por John Ruskin y William Morris. Esta corriente defendía una revalorización del trabajo artesanal y propugnaba el retorno a las formas tradicionales de fabricación, estipulando que el arte debe ser tan útil como bello. Tras los planteamientos de Ruskin y Morris, Charles Robert Ashbee fue el principal organizador del movimiento. En 1888 fundó la Guild and School of Handicraft en Toynbee Hall (Londres), donde diseñó mobiliario, platería y metalistería en un estilo cercano al modernismo.
En la órbita de Morris trabajó Arthur Heygate Mackmurdo, fundador del taller Century Guild de decoración de interiores, donde elaboró muebles que destacaron por las líneas y ángulos rectos, como su famosa silla de 1881. En Estados Unidos, este movimiento —llamado allí American Craftsman— estuvo representado por Gustav Stickley, diseñador de un tipo de mobiliario sencillo y funcional, sin adornos, que empezó a construir en serie, con vistas a una mayor comercialización de sus productos. En general, estos artistas abandonaron el neogótico por un estilo más sencillo, ligero y elegante, inspirado en parte en el estilo Reina Ana. En la década de 1890 se recibió la influencia modernista, pero poco después Philip Webb retornó a un estilo más rústico y austero. Hacia 1900 el movimiento se fue diluyendo, principalmente por la contradicción generada por el hecho de que su producción artesanal encarecía el producto y solo podían vender a clientela selecta, lo que chocaba con su ideario cercano al socialismo utópico, mientras que para llegar a las masas habrían tenido que recurrir a la fabricación seriada, lo que contravenía su defensa de la artesanía manual.

##### Modernismo

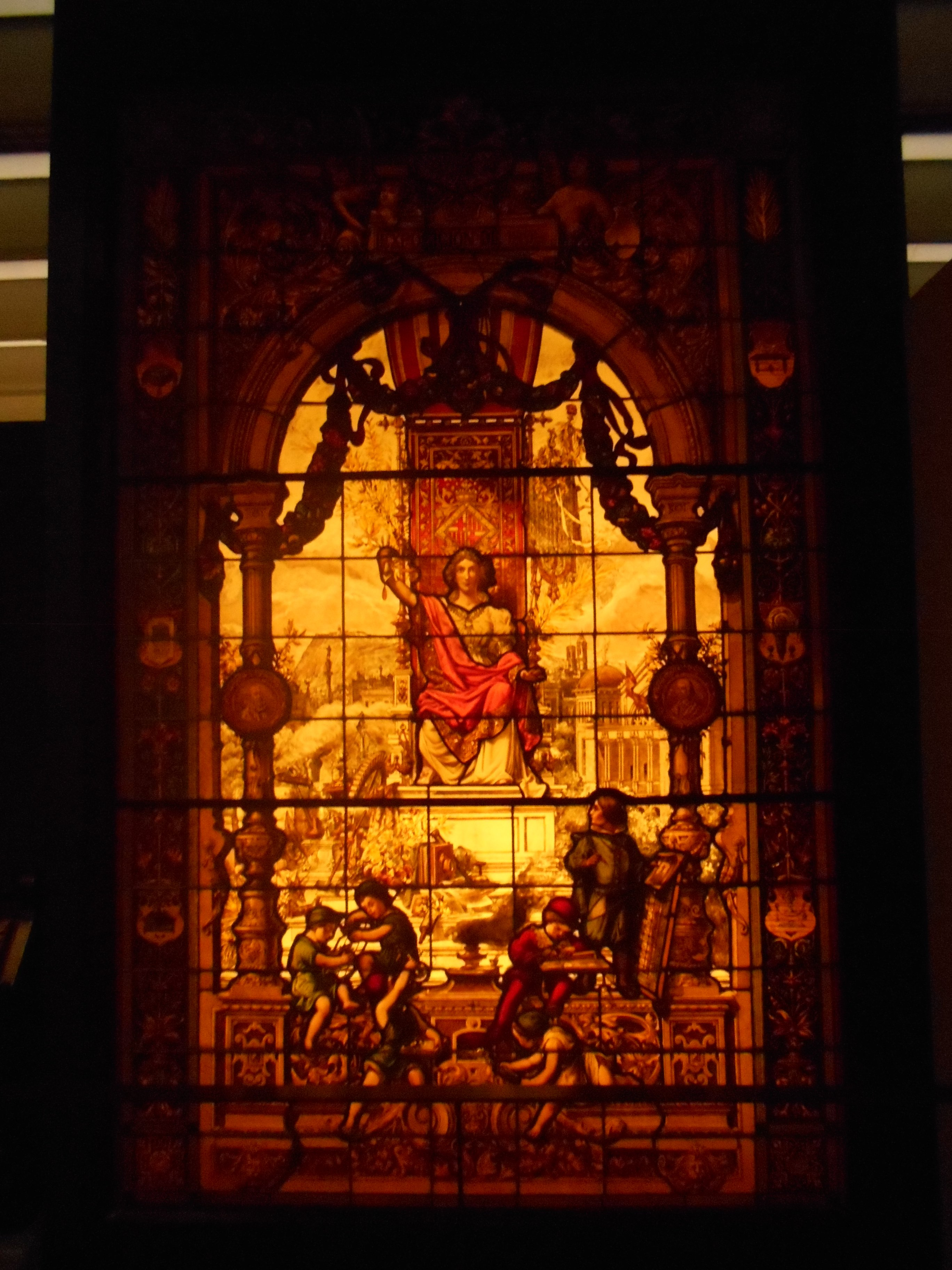
Alegoría de la III Exposición de Bellas Artes e Industrias Artísticas de Barcelona (1890-1903), de Antoni Rigalt, vidrio emplomado con pintura de grisalla y esmalte, Museo del Diseño de Barcelona

El modernismo fue un movimiento arquitectónico que surgió hacia 1880 en varios países, en función del cual recibió distintos nombres: Art Nouveau en Francia, Modern Style en Reino Unido, Jugendstil en Alemania, Sezession en Austria, Liberty en Italia y modernismo en España, país en el que destacó el modernismo catalán. Perduró hasta el inicio de la Primera Guerra Mundial. Este estilo, por su carácter ornamental, supuso una gran revitalización de las artes decorativas, con una nueva concepción más enfocada en el acto creador y en la equiparación con el resto de artes plásticas, hasta el punto de que sus artífices plantearon por primera vez la «unidad de las artes». El diseño modernista planteaba en general la revalorización de las propiedades intrínsecas de cada material, con unas formas de tipo organicista inspiradas en la naturaleza. Aunque teóricamente se oponía al historicismo, se inspiraron en numerosos estilos del pasado, especialmente el arte medieval, el celta, el oriental y el rococó. Por otro lado, algunos diseños de Hector Guimard apuntaban al arte abstracto, mientras que Henry Van de Velde, iniciado en el modernismo, supone la transición entre el modernismo y el diseño industrial.

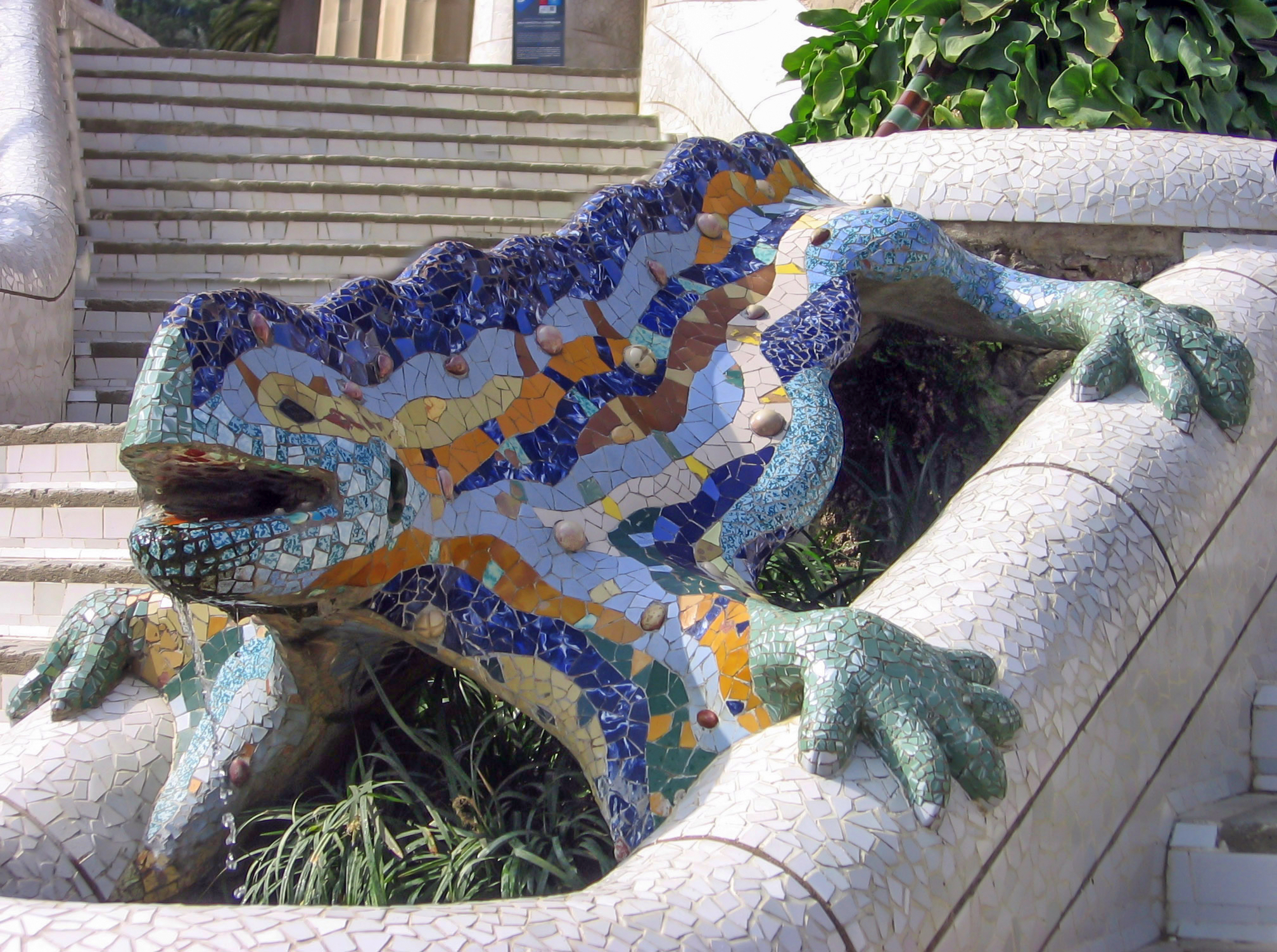
Dragón de trencadís del parque Güell (1900-1903), de Antoni Gaudí

Un claro exponente de arquitecto preocupado por el interiorismo fue Antoni Gaudí, que diseñó muchos de los muebles para sus obras, tanto civiles como religiosas, realizó diseños de forja (como su famoso dragón de los pabellones Güell), e innovó en el terreno del mosaico con su técnica del trencadís, un tipo de aplacados de cerámica hecha con piezas de desecho que disponía en combinaciones originales y fantasiosas, como su banco ondulante del parque Güell. Otros arquitectos que realizaron diseños ornamentales fueron Victor Horta, Hector Guimard (creador de la reja para las estaciones de metro de París, que se convirtió en uno de los iconos visuales del Art Nouveau), Charles Rennie Mackintosh, Josef Hoffmann y Joseph Maria Olbrich. También hubo referentes en la pintura y la ilustración, como Alfons Mucha, Koloman Moser y Émile-Victor Prouvé.
En vidrio, Émile Gallé realizó piezas con incrustaciones de hojas de oro o plata, placas de mica y fibras de asbesto, inspiradas en la naturaleza. Louis Comfort Tiffany recibió la influencia de Gallé, desde la que innovó técnica y estilísticamente, como en su Favrile Glass, una técnica de vidrio soplado y posteriormente irisado por exposición a humos de metal fundido. René Lalique, orfebre y vidriero, elaboró obras más sencillas, lejos de las formas sinuosas de moda hasta entonces, generalmente con una producción seriada. En orfebrería destacó también Peter Carl Fabergé, creador de piezas de gran fantasía entre las cuales destacan sus «huevos de Pascua», que confeccionaba para la familia real rusa. El mobiliario destacó por su diseño armonioso y proporcionado, con predominio de las formas ondulantes. Algunos de sus mejores exponentes fueron: Arthur Liberty, Henry Van de Velde, Émile Gallé, Louis Majorelle, Carlo Bugatti y Gaspar Homar. En cerámica destacó Auguste Delaherche, autor de porcelana y jarrones de gres decorados con barnices. En tapicería, Hermann Obrist diseñó bordados de formas vegetales que tuvieron gran éxito, especialmente el conocido como El látigo.

#### SigloXX

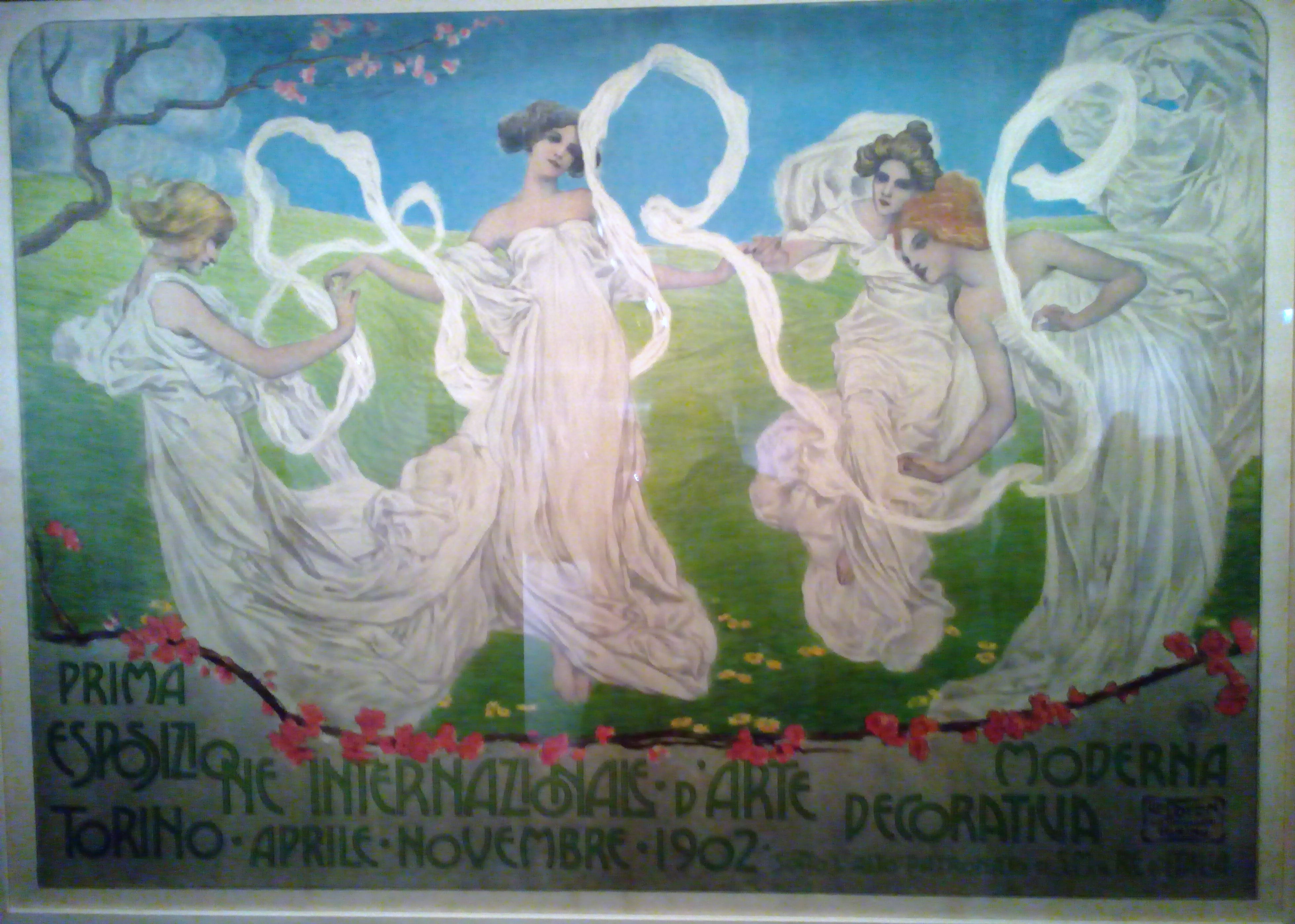
Póster de la Prima Esposizione Internazionale d'Arte Decorativa Moderna (Turín, 1902)

En el siglo XX las artes decorativas tuvieron una rápida evolución, marcada por el uso de nuevos materiales y tecnologías más avanzadas. Con una clara apuesta por el diseño como base creadora, en esta centuria se remarcó el aspecto intelectual de estas creaciones frente a la mera realización material otorgada tradicionalmente a la artesanía. Sin embargo, la producción en serie de los objetos ornamentales llevó a afirmar a expertos como Gérald Gassiot-Talabot que «las artes decorativas han muerto», circunstancia que sitúa en los años 1930, con movimientos como la Bauhaus y los primeros diseños industriales. Un elemento coadyuvante sería el factor moda resultante del consumismo como motor de cambio y evolución del nuevo diseño industrial, que resultaría en el nuevo concepto del styling —representado fundamentalmente por Raymond Loewy—, que incide en el aspecto comercial del producto.

##### Técnicas tradicionales

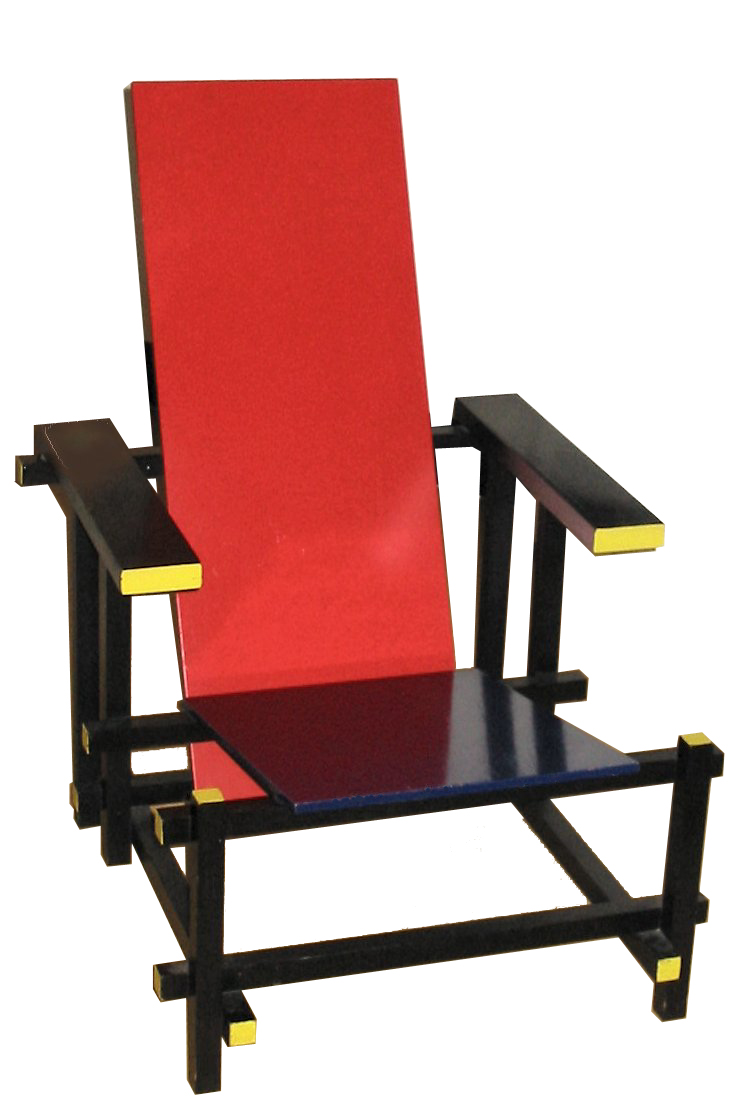
Silla roja y azul, de Gerrit Thomas Rietveld (1923)

Las artes decorativas tradicionales continuaron en más o menos medida, aunque a menudo relegadas al concepto de artesanía frente al nuevo diseño industrial. El mosaico tuvo un nuevo renacer en Italia gracias a la obra del escultor Gino Severini, quien fundó un taller en París en 1951 que posteriormente se convertiría en la Escuela de Bellas Artes Gino Severini. En cerámica también se exploraron nuevas técnicas y materiales. Como en otros campos, se vinculó con artistas de reconocido prestigio, como Georges Rouault, Raoul Dufy, Pablo Picasso y Joan Miró. Este último, en colaboración con el ceramista Josep Llorens i Artigas, realizó grandes murales cerámicos como los de la sede de la Unesco en París, la Universidad de Harvard, la Fundación Maeght y el aeropuerto de Barcelona.
La vidriera siguió dos vías: la tradicional y la que utiliza nuevas técnicas y materiales, como el cemento armado en vez del emplomado y el plástico o el poliéster en vez del vidrio. En cuanto a cristalería, perduró el vidrio de Murano (Venecia), así como el de Bohemia, que hizo un esfuerzo de renovación a través del vidrio tallado. En Finlandia, Tapio Wirkkala fabricó vidrios con burbujas y, en Suecia, se elaboró vidrio con decoración grabada figurativa o abstracta. En la orfebrería el material más utilizado fue el diamante, así como las piedras preciosas.
El mobiliario siguió un diseño más funcional, con utilización de nuevos materiales como el acero, el aluminio y el plástico. Algunos exponentes, como la silla cantilever de Mart Stam, el sillón de acero tubular de Marcel Breuer o la silla-corola de plástico diseñada por Eero Saarinen, iniciaron el diseño industrial en mobiliario. Un claro exponente del nuevo mobiliario de diseño innovador fue la famosa silla roja y azul de Gerrit Thomas Rietveld (1923), de formas geométricas y colores primarios. La madera fue nuevamente revalorizada en los países nórdicos, con artífices como Alvar Aalto, Kaare Klint y Børge Mogensen, así como en Estados Unidos con Charles Eames. La tapicería se acercó notablemente a la pintura, ya que muchas obras de pintores como Georges Rouault, Pablo Picasso, Georges Braque, Raoul Dufy, Henri Matisse, Fernand Léger o Joan Miró fueron llevadas al telar. En cambio, Jean Lurçat renovó el tapiz y lo devolvió a su concepto inicial, ligado a la arquitectura —que es su marco original— y alejado de la pintura.
El grabado fue practicado por numerosos pintores, como Pierre Bonnard, Maurice Denis, André Derain, Max Slevogt, Henri Matisse, Marc Chagall, Vasili Kandinski, Paul Klee, Pablo Picasso, Joan Miró, Salvador Dalí, Willem de Kooning, Jackson Pollock, Andy Warhol, Roy Lichtenstein, Eduardo Chillida y Antoni Tàpies. Los métodos más empleados fueron la xilografía, la litografía y el aguafuerte, y se desarrollaron nuevas técnicas como el aguatinta al color y la serigrafía, así como la impresión offset.

##### Art déco

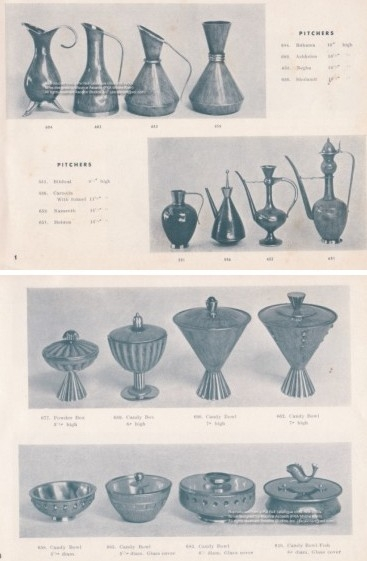
Diseño de objetos de uso art déco Pal-Bell, de Maurice Ascalon

En 1925 se celebró en París la Exposition Internationale des Arts Décoratifs et Industriels Modernes, que supuso el punto de arranque del art déco. En realidad, la exposición de 1925 fue la oficialización de un movimiento que se llevaba gestando hacía unos años —desde el fin de la Primera Guerra Mundial— como estilo sucesor del modernismo: en 1919 Louis Süe y André Mare crearon la Compagnie des Arts Français, caracterizada por un mobiliario de inspiración tradicional pero exuberante decoración. Este estilo, que perduró hasta el inicio de la Segunda Guerra Mundial, supuso una revolución para el interiorismo y las artes gráficas e industriales. Se caracterizó por la predilección por la línea curva y el floreado simétrico en artes gráficas, y las formas cuadradas y geométricas en mobiliario y decoración interior. Dirigido principalmente a un público burgués, destacó por la ostentación y el lujo, y se desarrolló notablemente en ilustración publicitaria (Erté) y cartelismo (Cassandre). Sin embargo, el aspecto kitsch de muchas de sus producciones provocó que fuese denostado por las corrientes de vanguardia y no fue hasta los años 1960 cuando fue revalorizado por movimientos como el pop art, que buscó inspiración en algunas de sus obras.
Uno de los terrenos donde más floreció este estilo fue el mobiliario, donde destacó Jacques Émile Ruhlmann, decorador y diseñador de muebles de gran sentido comercial, siempre atento en captar lo último en tendencias de moda. En orfebrería destacan algunas producciones del modernista René Lalique realizadas en esta época, mientras que otro nombre destacable fue Jean Puiforcat, que realizó piezas de platería de gran calidad, de aspecto austero pero lujoso. En metalistería cabe citar a Jean Dunand, autor de piezas de metal y laca, con un diseño geométrico, generalmente jarrones incrustados de oro, plata, esmalte u otros materiales. En vidrio, Maurice Marinot realizó preferentemente cuencos y frascos de concepción más ornamental que práctica, con formas escultóricas de aspecto macizo, con o sin color, a veces esmaltados y, en ocasiones, con dibujos realizados al aguafuerte.

##### Bauhaus

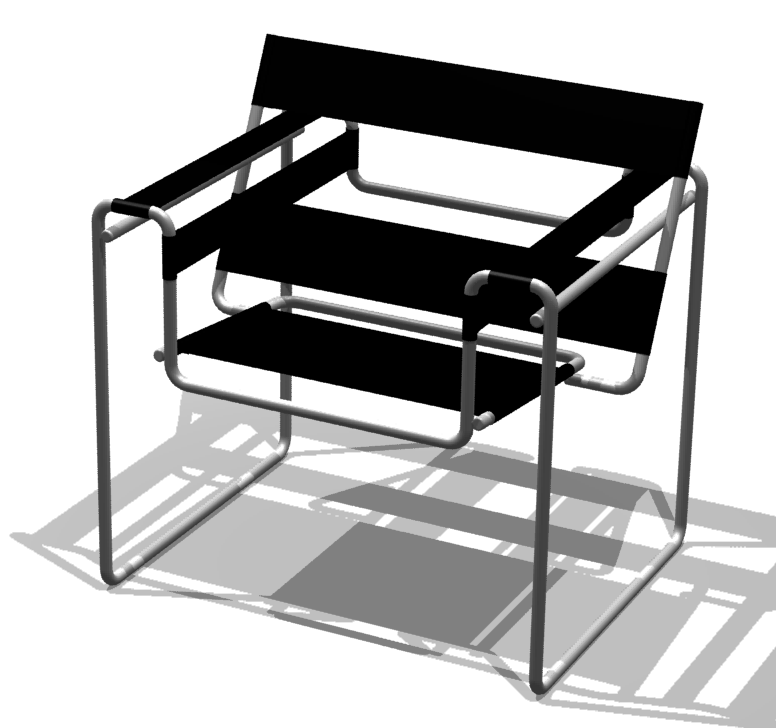
La silla Wassily, de acero cromado, diseñada por Marcel Breuer en 1925

Uno de los movimientos más innovadores en el terreno del diseño fue la Escuela de la Bauhaus que, frente a la excesiva ornamentación del art déco, introdujo un concepto de diseño más racional y funcional, más adaptado a las necesidades reales de la gente. Esta escuela pretendía romper las barreras entre arte y artesanía, con una clara apuesta por la producción industrial. Nació en 1919, cuando el arquitecto Walter Gropius asumió la dirección de la Escuela de Artes y Oficios de Weimar, que rebautizó como Das Staatliche Bauhaus Weimar. Su objetivo era «la obra de arte colectiva, el Edificio, dentro de la cual no haya barreras que separen las artes estructurales de las artes decorativas». Los estudiantes de la escuela aprendían teorías de la forma y del diseño, así como talleres de piedra, madera, metal, barro, vidrio, tejido y pintura. Gropius rechazaba la producción industrial, con una postura cercana al movimiento Arts & Crafts, y defendía el trabajo cooperativo, así como la responsabilidad social del diseñador. La Bauhaus se trasladó a Dessau en 1925 y a Berlín en 1932. A Gropius sucedió en la dirección Hannes Meyer en 1928 y, a este, Ludwig Mies van der Rohe en 1930. La escuela fue cerrada por los nazis en 1933.
Su diseño se basaba en la simplicidad, la abstracción geométrica y el uso de colores primarios y de nuevas tecnologías, como se hizo patente en el mobiliario de acero tubular creado por Marcel Breuer, la silla Barcelona de Ludwig Mies van der Rohe, los muebles de conglomerado de Alvar Aalto, o las lámparas diseñadas por Marianne Brandt. En esta escuela destacaron creadores como László Moholy-Nagy, Oskar Schlemmer, Johannes Itten, Paul Klee, Josef Albers, Vasili Kandinski, Lilly Reich, Gerhard Marcks o Wilhelm Wagenfeld.

##### Diseño industrial

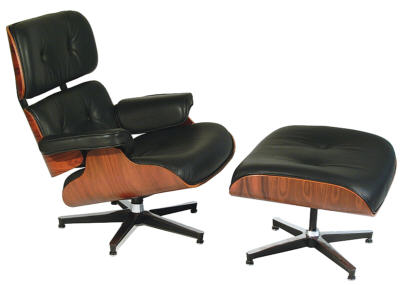
Sillón Eames Lounge, de Charles y Ray Eames (1955)

En el siglo XX el diseño industrial llevó al interiorismo a la vía de la creación intelectual y el diseño funcional, con un progresivo aumento de la experimentación con nuevos materiales (plástico, fibra de vidrio) y una mayor atención a las necesidades de mercado. Aunque no hay una definición unánimemente aceptada, por lo general se considera el diseño industrial como el diseño de productos concebidos para ser fabricados en serie mediante procesos mecánicos (cadenas de montaje). De forma intrínseca, un diseño industrial debe ser planificado en su totalidad antes de entrar en el proceso de fabricación, sin posteriores manipulaciones.
En Alemania, arquitectos y diseñadores como Peter Behrens, Richard Riemerschmid y Bruno Paul, y talleres y asociaciones como Deutsche Werkstätten y Deutsche Werkbund, sentaron las bases del diseño industrial en una primera fase. Tomó el relevo la Bauhaus, donde el diseño industrial pasó al ámbito académico, y sus postulados fueron igualmente adoptados por la arquitectura racionalista (o Estilo Internacional). Tras la clausura de la Bauhaus por los nazis en 1933 la mayoría de sus componentes se trasladó a Reino Unido o Estados Unidos, países que recogieron el testigo del diseño industrial. Tras la Segunda Guerra Mundial, los ideales de la Bauhaus fueron retomados en Alemania por Max Bill, fundador de la Hochschule für Gestaltung en Ulm (1951). En Francia el pionero fue el arquitecto Le Corbusier, quien proclamó la «absoluta autonomía expresiva de los objetos producidos industrialmente» y señaló como aspectos básicos del nuevo diseño la pureza de líneas, la funcionalidad de los materiales y la luminosidad de las superficies. En Estados Unidos fue pionero Frank Lloyd Wright, hasta la eclosión del diseño en los años 1930 con figuras como Henry Dreyfuss, Raymond Loewy y Walter Dorwin Teague. En esa década se establecieron también algunos maestros de la Bauhaus como Ludwig Mies van der Rohe, Walter Gropius y László Moholy-Nagy, quienes enseñaron a una nueva generación de diseñadores. Posteriormente destacaron Charles Eames, George Nelson y Harry Bertoia.
Posteriormente, en Europa el diseño industrial tuvo dos corrientes principales: la escandinava y la italiana. La primera, representada por Arne Jacobsen, Alvar Aalto, Eero Saarinen y Poul Kjærholm, tenía sus raíces en el arte popular y se basaba en la naturalidad y sencillez de las formas como premisa fundamental del diseño. Por su parte, el diseño italiano era más audaz y extravagante, con predilección por el colorido vivo, uso de materiales artificiales como la resina, el plástico y el conglomerado, así como el acero y materiales más «nobles» como el mármol. Fue representado principalmente por Ettore Sottsass, Joe Colombo y Gae Aulenti.

##### Nuevas tendencias

Silla diseñada por Verner Panton (1960)

Desde la Segunda Guerra Mundial las artes decorativas tradicionales y el diseño industrial han convivido con nuevas corrientes de la vanguardia artística que, ocasionalmente, han hecho incursiones en el campo del diseño. Uno de los estilos artísticos que se internaron en este terreno fue el pop art, surgido en Reino Unido y Estados Unidos en torno a 1955 como movimiento de rechazo al expresionismo abstracto, con un marcado componente de inspiración popular. Destaca el mobiliario diseñado por Verner Panton o el del equipo italiano formado por Jonathan de Pas, Donato d'Urbino y Paolo Lomazzi, creadores de la silla inflable Blow (1967) y el Sofá de Joe (1971). Otro movimiento interesado por el diseño fue el arte abstracto orgánico, que se caracteriza por la utilización de formas redondeadas inspiradas en la naturaleza. Uno de sus principales representantes fue Isamu Noguchi, autor de muebles, lámparas y otros objetos elaborados con una concepción escultórica, como su famosa mesa de café con base madera y tablero de cristal (1947).
Entre las décadas de 1950 y 1960 se dio el Italia el estilo llamado Neoliberty, con predominio de las líneas curvas, representado por Gae Aulenti, Franco Albini, Vittorio Gregotti y Carlo Mollino. También en esas fechas se dio en Italia el llamado techno-chic, un estilo lujoso y brillante aplicado sobre todo al mobiliario y la iluminación, con empleo de materiales como el cuero, el cromo y el plástico. Entre los años 1960 y 1970 hubo una tendencia en la arquitectura y el diseño conocida como «antidiseño» (también «contradiseño» o «diseño radical»), representada por el estudio británico Archigram y los italianos Archizoom y Superstudio. Una de sus mejores realizaciones fue la silla Mies de Archizoom (1969).
Desde 1975 predominó el arte posmoderno, llamado así por oposición al arte moderno, ya que se asume el fracaso de los movimientos de vanguardia como el fracaso del proyecto moderno. Este movimiento supone el retorno a las formas y estilos tradicionales del arte que, sin embargo, son reinterpretados y mezclados de forma libre y arbitraria. Destacaron diseñadores como Ettore Sottsass, Alessandro Mendini, Michele de Lucchi y Philippe Starck, así como en las artes gráficas Wolfgang Weingart, Neville Brody y Javier Mariscal.

#### SigloXXI

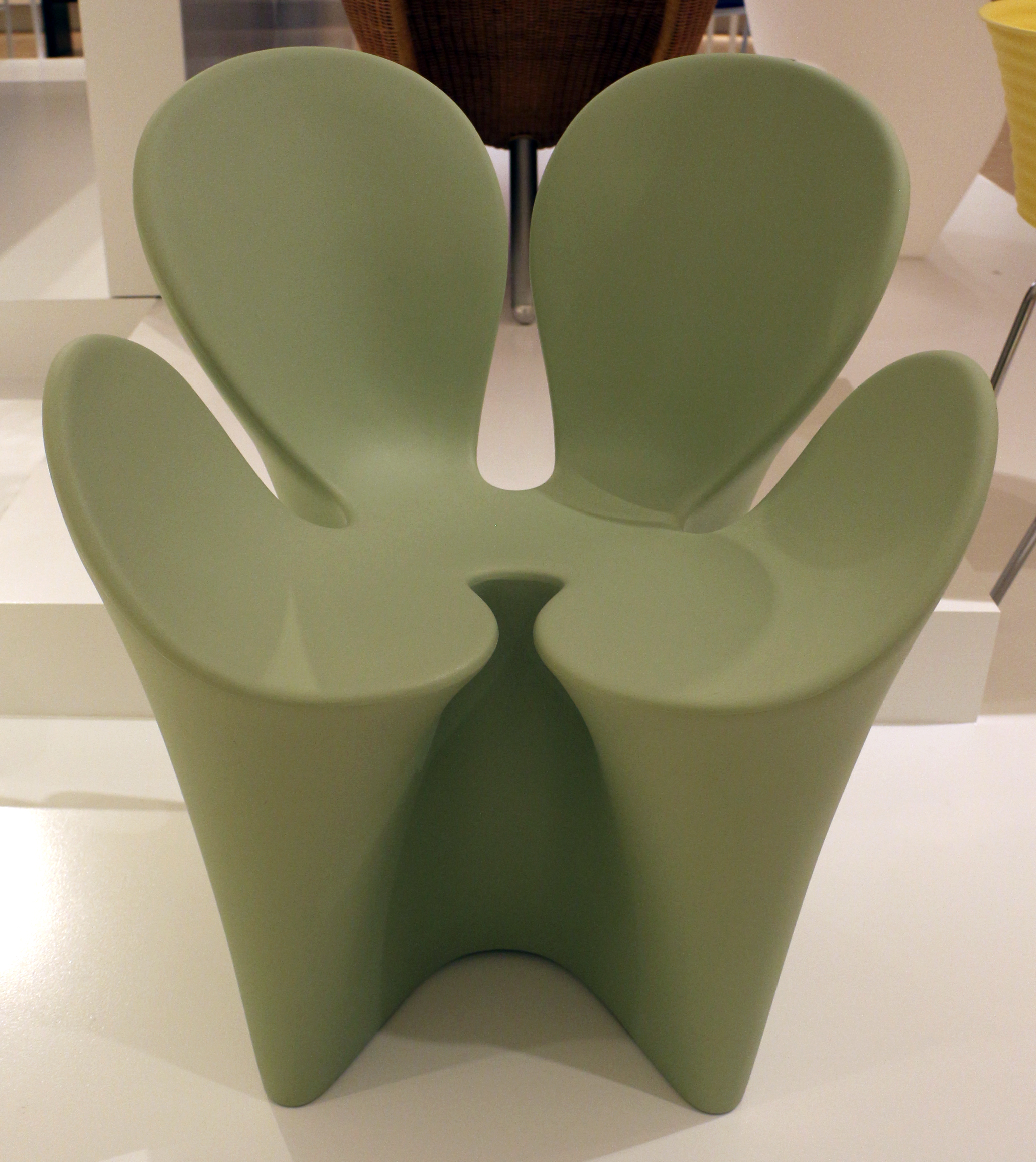
Silla Clover (2006), de Ron Arad, Indianapolis Museum of Art

El nuevo milenio se inició con un hilo de continuidad con la centuria anterior, tanto en la pervivencia de las técnicas tradicionales, cada vez más relegadas a la consideración de artesanía, como en la evolución del diseño industrial. Estilísticamente, al inicio del siglo continuó predominando el arte posmoderno, aunque también se notó la influencia de movimientos arquitectónicos como el high-tech y el deconstructivismo. Un fenómeno social de la transición de siglo fue el nuevo concepto de mobiliario automontable y venta de productos de diseño por catálogo o en grandes almacenes, que tuvo su paradigma en la empresa sueca Ikea, fundada en 1943 por Ingvar Kamprad. En general, la tendencia del nuevo milenio ha sido la del eclecticismo, la mezcla de estilos, así como la búsqueda de la sencillez y el confort. En el interiorismo se denotó asimismo una mayor preocupación por la sostenibilidad medioambiental y un gran auge del uso de nuevas tecnologías. Entre los diseñadores más destacados de la transición de siglo cabe citar a Ron Arad, cercano al deconstructivismo, quien elabora obras de materiales reciclados con una apariencia escultórica; y Andrée Putman, diseñadora de estilo ecléctico que mezcla elementos rococó, high-tech y posmodernos.

### Arte no occidental

#### África

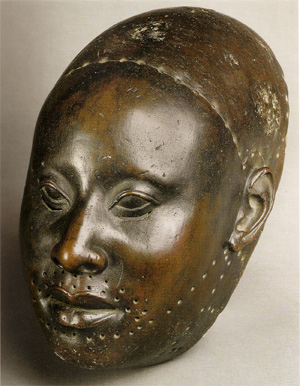
Cabeza moldeada en bronce, obra del pueblo yoruba, Ife, Nigeria

El arte africano ha tenido siempre un marcado carácter mágico-religioso, destinado más a ritos y ceremonias de las diversas creencias animistas y politeístas africanas que no a fines estéticos, aunque también hay producciones de signo ornamental. La mayoría de producciones en el terreno de las artes decorativas se han dado en cerámica, joyería y tejidos, así como objetos de metalurgia.
En la región sudanesa (desde la sabana de la costa hasta el Chad) destacan las urnas funerarias, vasos de terracota y joyas de bronce (pendientes, pectorales, brazaletes y anillos). El arte de la madera fue practicado por los dogon de Malí, los bobo de Burkina Faso y los senufo, especialmente unos taburetes con patas con forma de figuras humanas. En la región guineana (Costa de Marfil, Ghana, Benín, Nigeria y Camerún) se han producido interesantes obras de cerámica, especialmente en Benín, con vasijas modeladas a mano y cocidas de forma precaria, de color rojo o blanqueadas con cal y decoración lineal. También destaca en esta región la orfebrería, especialmente en las tribus ashanti. También elaboraban objetos de hierro, cobre, bronce y latón. En cuanto a la madera, fue practicada en todo tipo de objetos y mobiliario, especialmente los tronos y asientos rituales de Camerún y Benín. Otros artes practicados en la región fueron la eboraria, el tejido y la cestería. En el área congoleña (República Centroafricana, Congo, República Democrática del Congo y Angola) se practicó la metalistería, en la que destacan los jarros mangbetu (Congo central) de forma globular y cuello en forma de cabeza humana femenina. Destacó también el trabajo de la madera, presente en máscaras, tambores, cabeceras, asientos, copas, peines, cofres, cubiletes y otros objetos. En el tejido Kuba destaca el llamado «terciopelo de Kasai» practicado por los bakuba, elaborado con palma y decorado con cuadrados, rombos y triángulos. En cestería son remarcables las canastillas para plátanos de los bakwele del Congo.

#### Oceanía

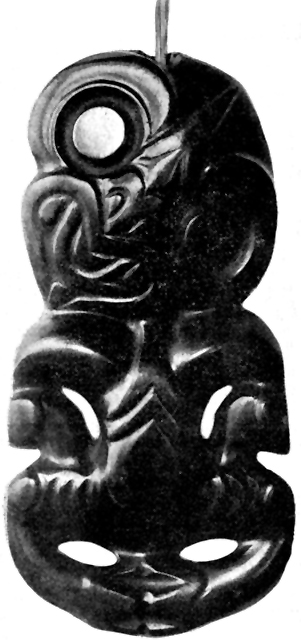
Hei tiki de Nueva Zelanda

El arte oceánico está marcado por la multiplicidad de territorios insulares que jalonan el océano Pacífico, donde destacan las islas de Australia y Nueva Zelanda, así como tres principales áreas de islas y archipiélagos: Polinesia, Melanesia y Micronesia. La primera cultura desarrollada en la zona fue la lapita (1500-500 a. C.), originada en Nueva Caledonia y extendida por Nueva Guinea y Polinesia occidental (islas Salomón, Vanuatu, Fiyi, Tonga y Samoa, principalmente). Se caracteriza por su cerámica decorada con motivos dentados hechos con peines o púas, así como objetos de obsidiana y conchas. Entre el 500 a. C. y el 500 d. C. continuó la colonización hacia Micronesia, Melanesia y Polinesia oriental (islas Sociedad, Marquesas, isla de Pascua, Hawái), aunque en estas primeras fases no se han hallado numerosos vestigios, excepto algunos utensilios y abalorios, principalmente de conchas.
Con posterioridad, cada área regional desarrolló distintas formas de arte: en Nueva Guinea se producía un tipo de cerámica decorada con espirales incisas, así como muebles de madera, mosaicos de plumas de ave, cajas de bambú y calabazas pirograbadas; en las islas Salomón se han encontrado pendientes de concha con incrustaciones de nácar, maderas talladas usadas como adorno en piraguas y vasos de madera con dibujos grabados; en Nueva Zelanda era característico en los objetos ornamentales el uso de espirales y el horror vacui, encontrados en maderas talladas usadas en piraguas, cajas y bajorrelieves de las casas, así como los pendientes de jade llamados hei tiki; en las islas Samoa destaca la producción de tejidos de corteza vegetal (tapa) decorados con dibujos, generalmente losanges o ajedrezados; en las islas Hawái se confeccionaban cuencos y platos de madera sostenidos por cariátides, así como vestidos y cascos adornados con plumas, como el manto del rey Kamehameha, de 3,50 m de largo por 2,50 m de ancho.

#### Arte precolombino

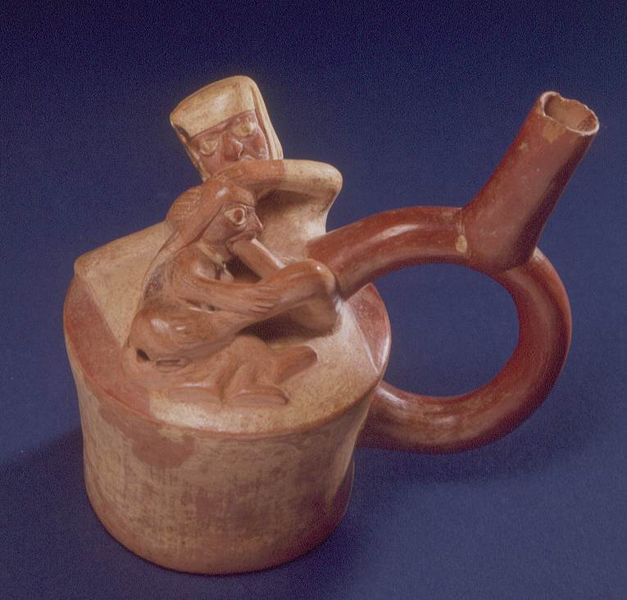
Cerámica escultórica con motivos eróticos de la cultura moche, Museo Larco Herrera, Lima, Perú

Se denomina arte precolombino al producido en el continente americano antes del descubrimiento de América por Cristóbal Colón en 1492. Aquí florecieron a lo largo del tiempo diversas culturas, entre las que destacan los mayas y aztecas en México y los incas en Perú.

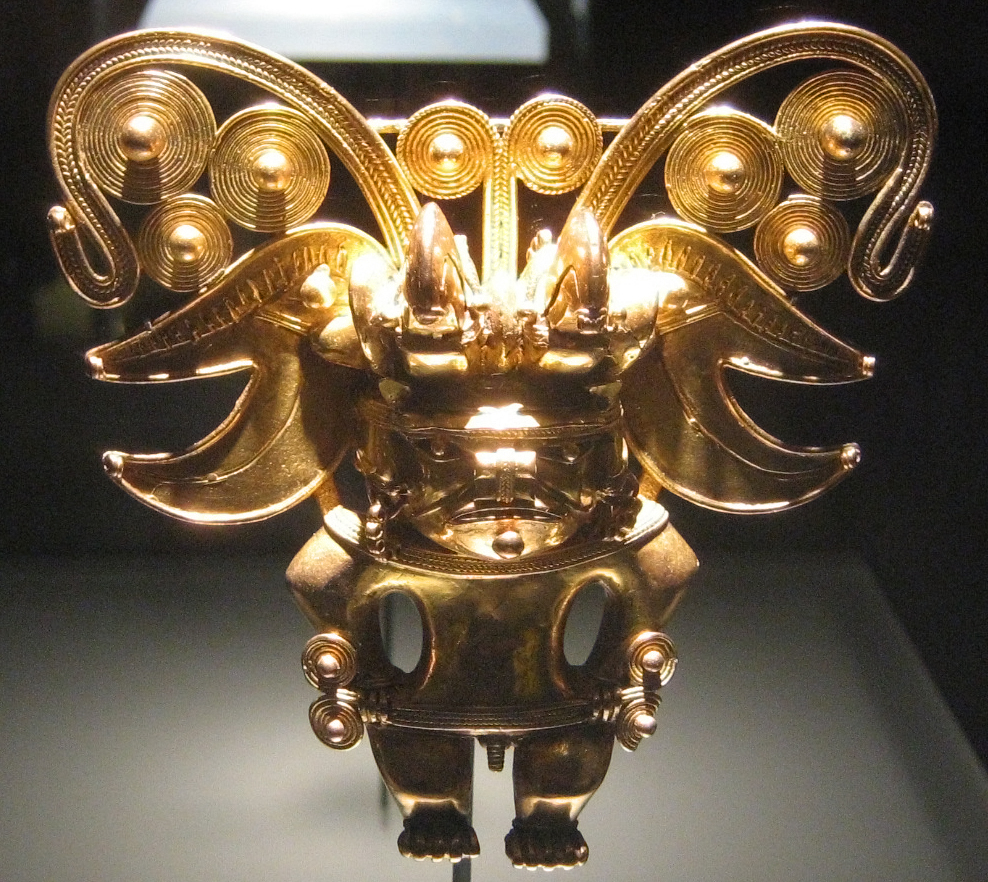
Colgante tairona de tumbaga (aleación de oro y cobre), Museo del Oro, Bogotá

Una de sus principales manifestaciones fue la cerámica, realizada sin torno, en modelado o vaciado. En México se han hallado urnas funerarias y vasos con cabeza de forma caricaturizada entre los toltecas, vasos mixtecas, vasos y trípodes mayas o las máscaras de terracota totonacas. Pero las mejores realizaciones son del Perú, con unos primeros exponentes en la cultura de Chavín, en la de los mochicas, los chimús y en Nazca, hasta desembocar en los mayas, entre los que destacan las ánforas puntiagudas con dos asas, con decoración pintada de tipo geométrico. La orfebrería tuvo gran relevancia en las culturas precolombinas, especialmente en Perú, donde está constatado el trabajo del oro desde el siglo IX a. C. y la plata desde el siglo V a. C. En México destaca el tesoro hallado en la tumba 7 de Monte Albán, donde se halló un pectoral de oro que representa al dios de los muertos Mictlantecuhtli. En Colombia, donde se halla una buena muestra en el Museo del Oro de Bogotá, destacan los pectorales antropomorfos de la cultura quimbaya, así como las piezas de tumbaga, una aleación de oro y cobre. En Ecuador se trabajó por primera vez el platino. En Perú surgió una notable industria textil, quizá la primera del mundo —hay vestigios del siglo VII a. C.—, hilada con telar con hilos de casi doscientos colores distintos. Se elaboraban tapices, gasas y brocados, con motivos ornamentales tanto figurativos como abstractos y geométricos.
En América del Norte vivieron diversas tribus adaptadas a los múltiples hábitats de este continente, tales como regiones árticas, selvas, desiertos, bosques y praderas. Aunque cada una de ellas tenía su propia idiosincrasia artística, en general practicaban un arte mobiliar confeccionado con materiales como pieles, fibras vegetales, plumas, piedra, madera, cobre, mica, conchas, púas de puerco espín, etc. Las principales técnicas practicadas eran la cerámica, el textil y la cestería. Uno de los elementos típicos de las tribus nómadas eran los tipis, unas tiendas realizadas generalmente de piel de búfalo y dibujadas con emblemas tribales y familiares. La cerámica se desarrolló especialmente en el suroeste americano, con piezas notables entre la tribu de los mimbres, autores de unos cuencos decorados con pinturas de pájaros, animales y seres humanos.

#### Asia

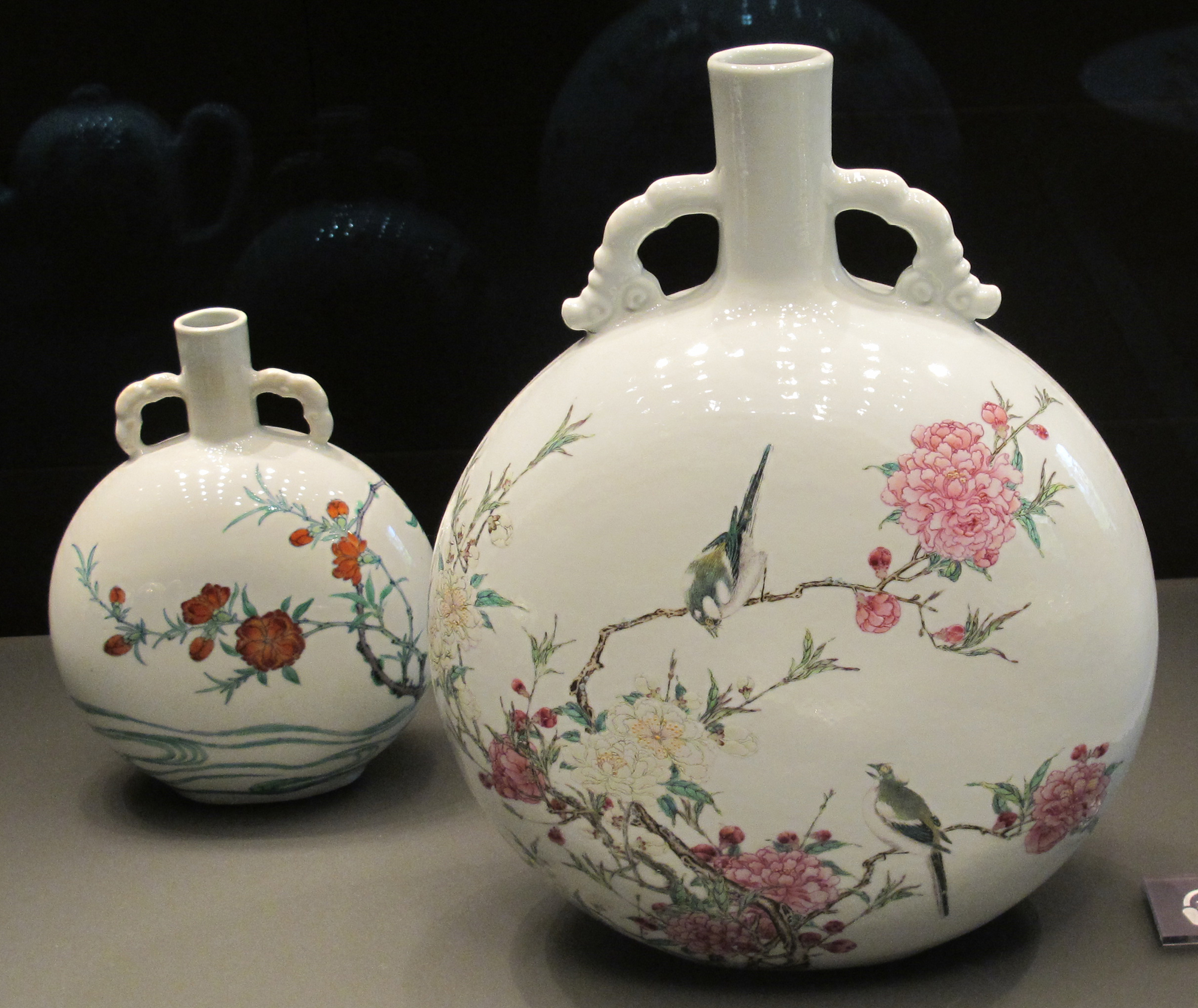
Vasija china de porcelana de la dinastía Qing (1723-1735), British Museum, Londres

##### China
El arte chino ha tenido una evolución más uniforme que el occidental, con un trasfondo cultural y estético común a las sucesivas etapas artísticas, marcadas por sus dinastías reinantes. Como la mayoría del arte oriental tiene una importante carga religiosa (principalmente taoísmo, confucianismo y budismo) y de comunión con la naturaleza. Al contrario que en Occidente, los chinos valoraban por igual la caligrafía, la cerámica, la seda o la porcelana, que la arquitectura, la pintura o la escultura, a la vez que el arte está plenamente integrado en su filosofía y cultura. El arte en China se suele periodificar según sus dinastías gobernantes: Shang (1600-1046 a. C.), Zhou (1045-256 a. C.), Qin (221-206 a. C.), Han (206 a. C.-220 d. C.), período de las Seis dinastías (220-618), Tang (618-907), Song (960-1279), Yuan (1280-1368), Ming (1368-1644) y Qing (1644-1911).

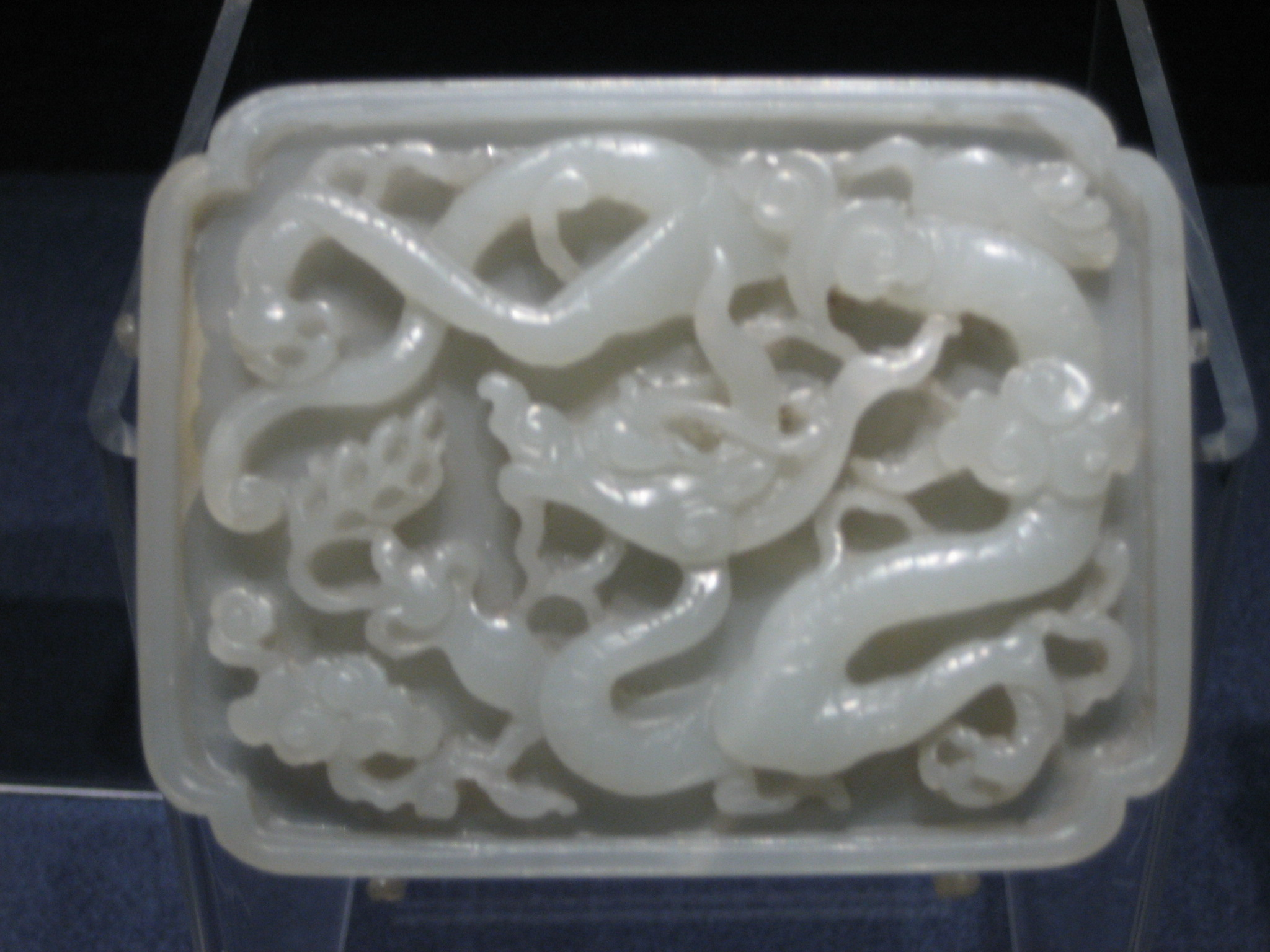
Placa de cinturón de jade con dragón, dinastía Yuan

Una de las principales expresiones de las artes decortivas chinas es la cerámica: los primeros vestigios son de época neolítica, alrededor del 2500 a. C. En época Shang se hacían vasijas de arcilla fina decorada por incisión, y durante la dinastía Zhou apareció una protoporcelana de gres vidriado con feldespato y un caolín impuro. En época Han se dio un tipo de cerámica esmaltada con un barniz plomífero. Durante la dinastía Ming se dio un tipo de porcelana blanca translúcida de gran perfeccionamiento técnico. Por último, en época Qing se elaboraron piezas tanto monocromas como policromas, con una predilección temática por las escenas pintorescas. También destacó el jade, que se trabaja en China desde el milenio III a. C., usado como objeto ritual, ornamento, joya, amuleto, adorno de espadas o hebilla de cinturones.

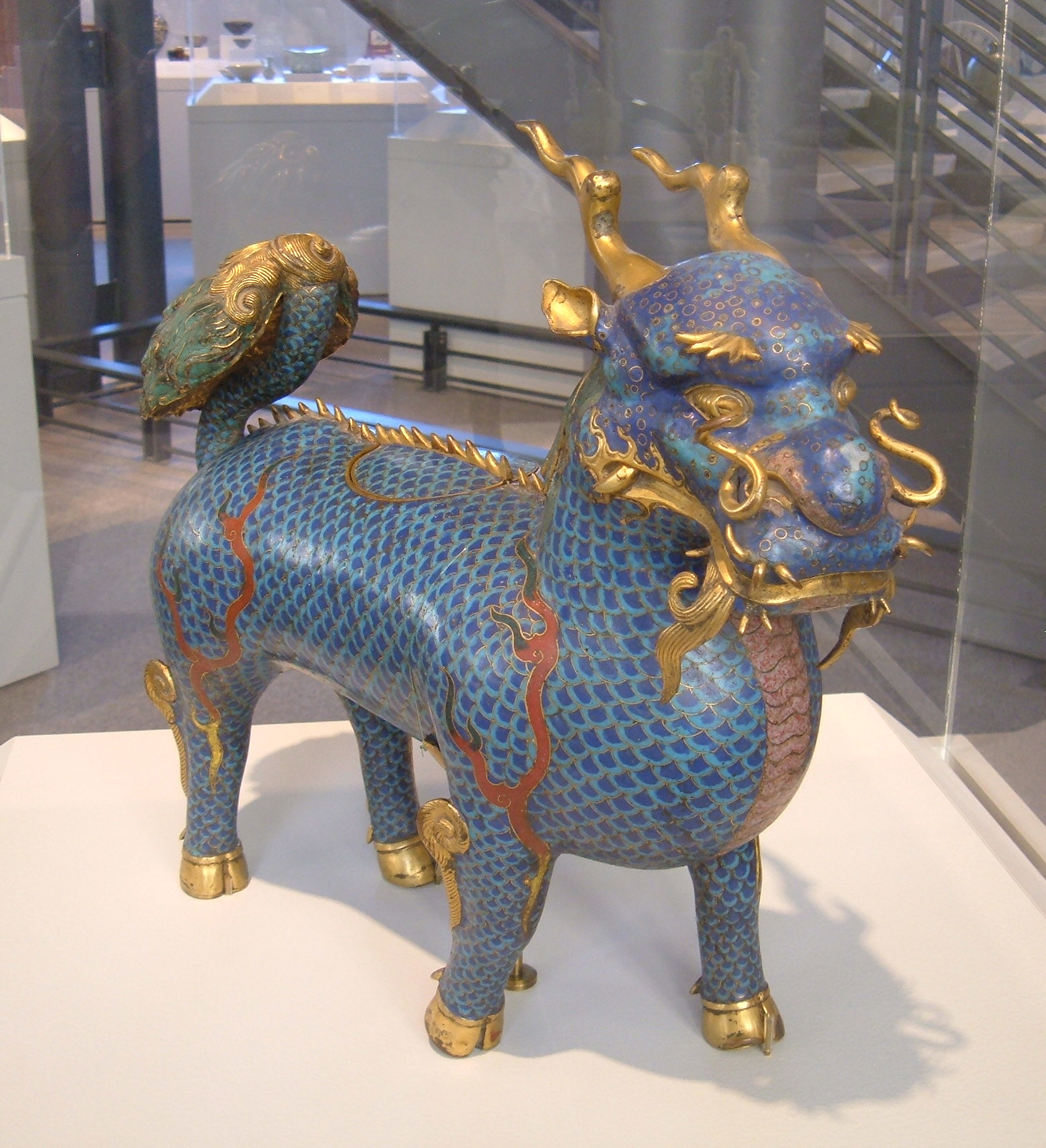
Incensario de cloisonné con forma de qilin, dinastía Qing

La orfebrería es escasa, debido a la pobreza del territorio chino en oro y plata. La mayor producción fue durante la dinastía Tang, sobre todo collares, pendientes y brazaletes con abundancia de perlas. De época Song destacó el uso de la filigrana, y los Yuan destacaron en platería. La dinastía Qing mantuvo los estilos anteriores, en piezas de gran suntuosidad con abundancia de perlas, jade, coral y otros materiales preciosos. En el trabajo del metal sobresalen las obras en bronce, del que se crearon notables realizaciones ya desde el 1700 a. C. Además de vasos, se elaboraban cascos y armas, campanas, calderos-trípode (jue), espejos, cuchillos y cubiertos. En época Zhou proliferó el vaso hu, de grandes dimensiones. En época Han el bronce se volvió más suntuoso, con incrustaciones de materiales preciosos. Durante la dinastía Ming comenzó la decoración de vasijas de bronce en esmalte cloisonné.
El mobiliario presenta dos tipologías principales: el cofre o caja y el bastidor, generalmente con un diseño de corte arquitectónico y estructura rectangular, de formas simples y austeras. Los Tang tenían un mobiliario más lujoso, con incrustaciones de oro, plata, nácar o marfil, en ocasiones lacados. Otro gran exponente de las artes decorativas chinas es la laca, que se elabora desde el siglo XXIX a. C. El apogeo de la laca fue durante la dinastía Han, período en el que se perfeccionó la técnica, a veces con oro, plata o incrustaciones de nácar. En cuanto al arte textil destaca la seda, descubierta en China en el milenio III a. C. Floreció especialmente desde la dinastía Han, período en el que comenzó a exportarse a través de la ruta de la seda.

##### Japón

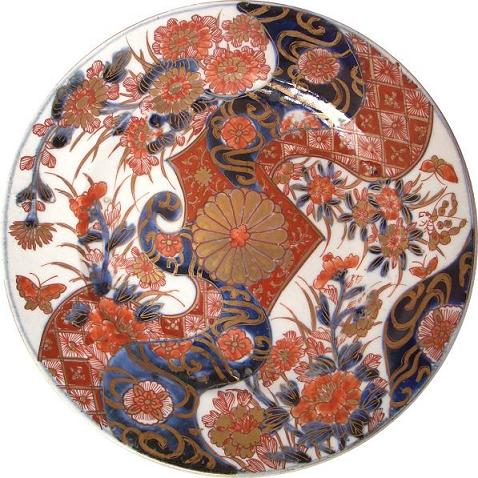
Porcelana de Imari

El arte japonés ha estado marcado por su insularidad, aunque a intervalos ha ido recibiendo la influencia de las civilizaciones continentales, sobre todo de China y Corea. Gran parte del arte producido en Japón ha sido de tipo religioso: a la religión sintoísta, la más típicamente japonesa, formada alrededor del siglo I, se añadió el budismo en torno al siglo V, forjando un sincretismo religioso que aún hoy perdura. Como el arte chino, el japonés está imbuido de un profundo amor a la naturaleza, lo que se ha traducido en ocasiones en algunos objetos artísticos en una austeridad decorativa motivada por su imitación de los objetos naturales. El arte japonés se divide en períodos históricos: Jōmon (5000-200 a. C.), Yayoi (200 a. C.-200 d. C.), Kofun (200-600), Asuka (552-646), Nara (646-794), Heian (794-1185), Kamakura (1185-1392), Muromachi (1333-1573), Momoyama (1573-1615), Edo (1615-1868) y Meiji (1865-1911).

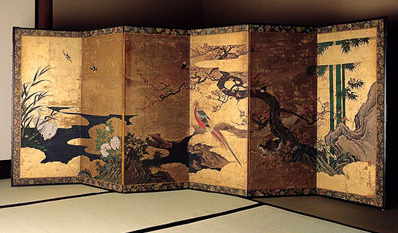
Biombo de seis paneles del

En Japón, durante el período Jōmon, se produjo la cerámica más antigua producida por el ser humano (7000 a. C.), hecha a mano y decorada con incisiones o impresiones de cuerda. En época Kofun (hacia el siglo V) aparece el trabajo en torno, probablemente por influencia coreana. Durante el período Kamakura se inició la producción de la que sería la cerámica más típicamente japonesa, con un centro productor de gran relevancia, el taller Seto en Owari. En época Muromachi la influencia del budismo zen comportó la creación de la ceremonia del té, que motivó un gran auge de la cerámica. En el período Momoyama la cerámica alcanzó un momento de gran apogeo, con Seto como uno de los primeros centros de producción. En el período Edo la cerámica tuvo uno de sus mayores centros de producción en Kioto, con influencia del arte chino y coreano, y se produjeron las primeras porcelanas, con un primer centro productor en Arita.
En metalistería destacaron notablemente en el trabajo del bronce, empleado desde la época Yayoi en la elaboración de campanas, armas, espejos y otros objetos litúrgicos y utilitarios, mientras que el hierro se dio principalmente en armaduras y espadas (katana). La madera se usó escasamente para muebles, ya que la tradición japonesa es sentarse o estirarse en esteras de paja de arroz, aunque se dan mesas de escasa altura, cofres, estanterías, escritorios y otras modalidades menores. Un elemento relevante es el biombo, una mampara movible de armazón de madera y paneles de tapicería, papel, cuero, laca u otros materiales. Como en China, el arte japonés destacó en la laca, en la que se solían elaborar armarios, relicarios, biombos, cajas y cofres, máscaras, instrumentos musicales, etc. Como autores, en época Momoyama destaca el nombre de Honami Kōetsu y, en el período Edo, Ōgata Kōrin. En arte textil destaca el trabajo de la seda, cuya principal tipología es el kimono.

##### India

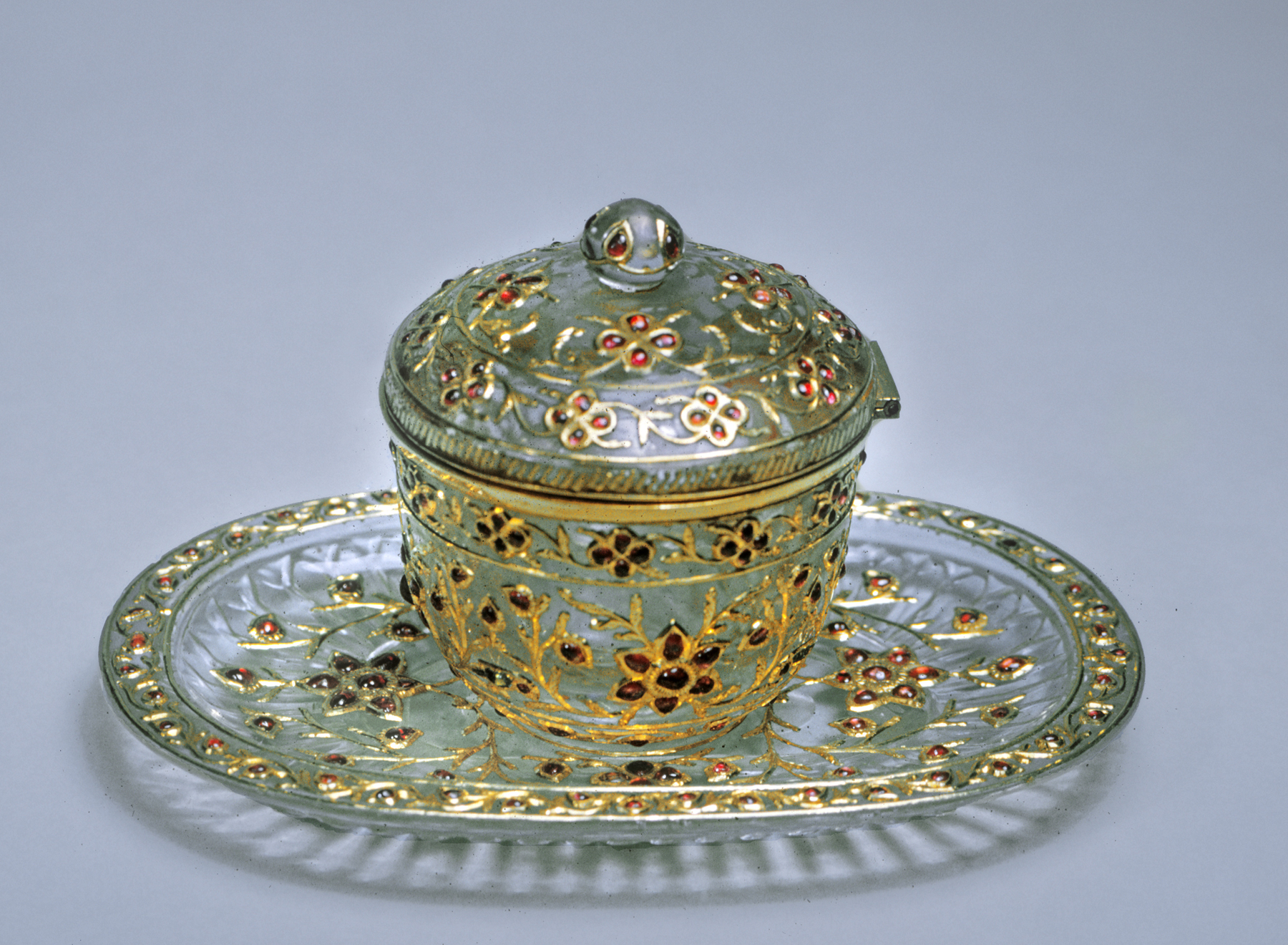
Olla y bandeja con estampado de flores, cristal de roca, oro y gemas (c. 1800), Museo Walters, Baltimore

El arte indio tiene un carácter principalmente religioso, que sirve como vehículo de transmisión de las distintas religiones que han jalonado la India: hinduismo, budismo, islamismo y cristianismo, principalmente. El subcontinente indio no ha dado una producción tan copiosa en artes decorativas como las vecinas China o Japón, por un lado por su historia de división en pequeños reinos, a menudo con ocupaciones extranjeras, así como el hecho de que la mayoría de la población no podía permitirse la posesión de productos suntuosos, reservados a una élite aristocrática; y, por otro lado, por el carácter perecedero de muchas de sus producciones, especialmente madera y tejido, en unas condiciones climatológicas no muy favorables, debido a los monzones.
La cerámica es de escasa relevancia, principalmente utensilios de barro de carácter utilitario. Lo más renombrable son los vasos pintados de la cultura del Indo (Harappa, Mohenjo-Daro). En época Gupta se dieron relieves y baldosas de terracota para decorar templos. Ya en época mogol se introdujo la porcelana de tipo islámico. Destacó más la orfebrería: en la cultura del Indo se hallan collares y brazaletes de oro y perlas. En Gandhāra se han encontrado joyas de influencia helenística, realizadas por incisión, repujado, alveolado, incrustación o filigrana. En la India también hubo una gran producción de jade que, a diferencia del chino, suele llevar incrustaciones de esmalte o piedras preciosas con una montura de oro. El bronce fue trabajado desde la época de la cultura del Indo: en Mohenjo-Daro se halló una estatuilla de bailarina de bronce vestida de joyas. Desde el siglo II a. C. se trabajó también el acero, principalmente en armas, a veces damasquinadas de oro y plata.
La madera se empleó poco en mobiliario, ya que eran más habituales las esteras o los asientos de caña o bambú. La presencia del mueble se dio más en el ámbito religioso, especialmente mesas y cofres, donde se denota una cierta influencia del Oriente Próximo. En época colonial se dio un tipo de mobiliario de estilo indoportugués, caracterizado por el empleo de maderas oscuras con incrustaciones de oro o marfil, así como el indoholandés, de ébano y maderas claras lacadas. En cuanto al tejido, se trabajó la lana y el algodón para vestidos y tapices, mientras que la seda se importaba de China. Cabe destacar también de época mogol la miniatura, que se desarrolló en libros lujosamente decorados, que eran considerados objetos de gran valor. Uno de los mejores miniaturistas fue Basawan, creador del estilo clásico de la miniatura mogol, de corte narrativo.

#### Arte islámico

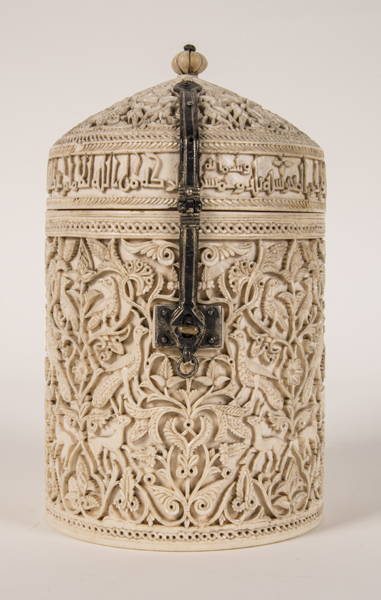
Bote de Zamora (964), píxide de marfil omeya, Museo Arqueológico Nacional, Madrid

Con la Hégira de Mahoma en el año 622 surgió una nueva religión, el islamismo, que tuvo una rápida difusión desde el Próximo Oriente por el norte de África hasta la península ibérica, así como por la zona de los Balcanes tras la caída del Imperio bizantino en 1453. Con el tiempo, la nueva religión aglutinó a una gran diversidad de pueblos y culturas, por lo que su arte fue el reflejo de esta disparidad, lo que produjo numerosas manifestaciones y variantes estilísticas según la región donde se produjese. En el arte islámico tuvieron un gran desarrollo las artes decorativas, debido principalmente a la prohibición de la representación de seres vivos, que restó uno de los motivos principales de la pintura y la escultura. A ello se añade la consideración de la arquitectura como un mero oficio, no como un arte, por lo que las artes decorativas se convirtieron en la principal manifestación artística islámica. Los principales períodos históricos y artísticos dentro del Islam fueron el omeya, abásida, selyúcida, timúrida, safávida y otomano en Próximo Oriente; tuluní, fatimí, ayubí y mameluco en Egipto; y omeya, almorávide, almohade y nazarí en al-Ándalus.

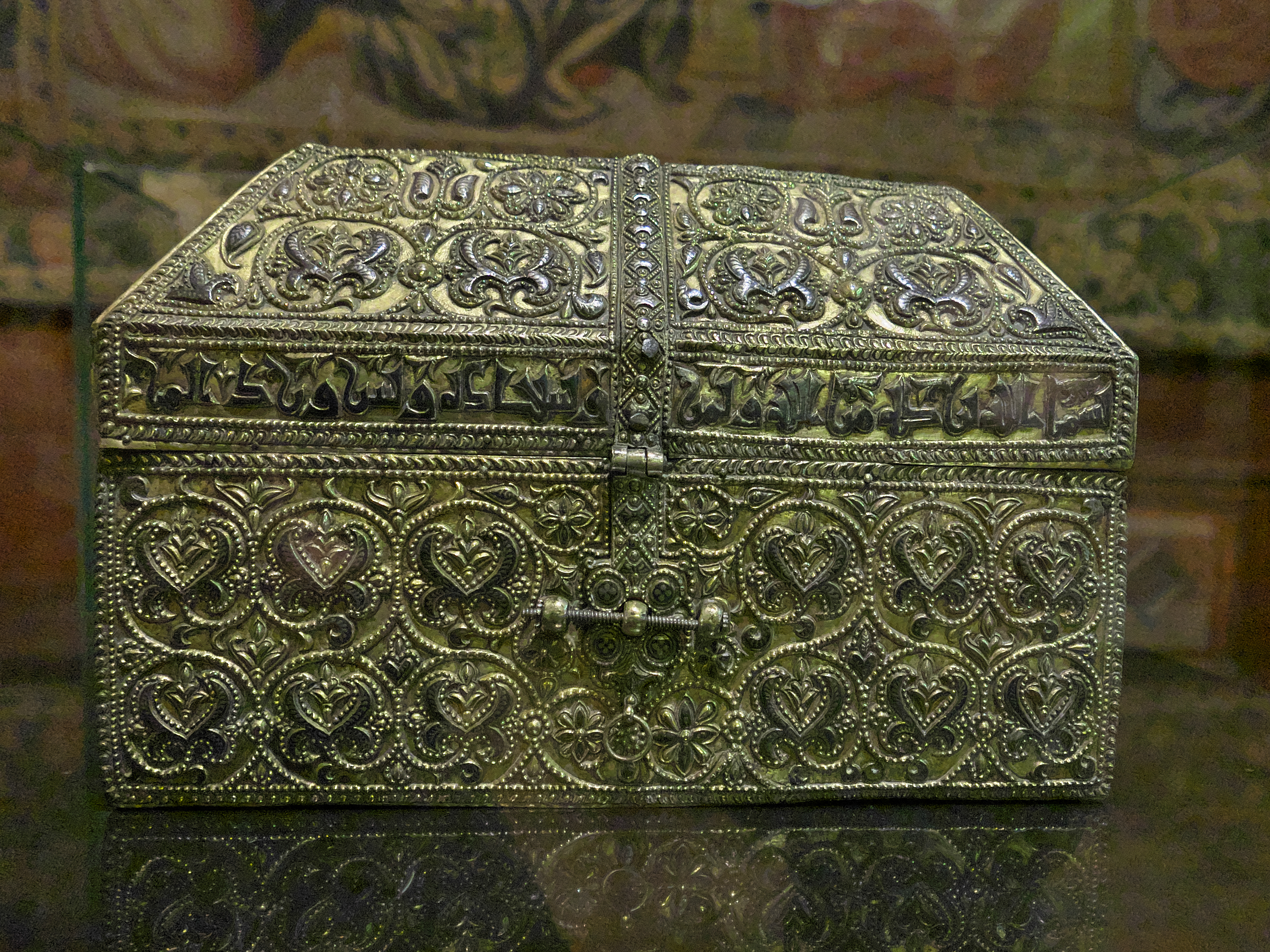
Arqueta de Hišām II (976), de madera recubierta de plata repujada, nielada y dorada, catedral de Gerona

En arquitectura se empleó mucho el estuco, que llegó a cotas de gran perfección técnica, especialmente en la época abásida y en el norte de África, así como en la España musulmana, donde se encuentra en la Aljafería de Zaragoza y en la Alhambra de Granada, y donde influyó en el arte mudéjar. La cerámica fue heredera del ladrillo esmaltado del Próximo Oriente, al tiempo que también denota la influencia china. Destaca también la azulejería, empleada profusamente en las mezquitas de Estambul. En al-Ándalus se dio una cerámica de reflejo metálico, con una especial calidad en los talleres de Málaga, Paterna y Manises.
El vidrio islámico fue de mucha mayor calidad que el elaborado coetáneamente en la Europa medieval, al ser heredero de los talleres de soplado de Egipto y Siria, de tradición helenística. La orfebrería fue escasa, principalmente sortijas y pendientes, de influencia irania. La metalistería se dio principalmente en cobre y bronce, en menor medida en hierro. El mobiliario ha sido escaso en el ámbito musulmán, debido a su predilección por la alfombra. La mayoría de muebles eran para el ámbito religioso, como mesas, pupitres para la lectura del Corán y púlpitos (almimbares). También se practicó la eboraria, especialmente en cofres y urnas, como el llamado bote de Zamora (964, Museo Arqueológico Nacional, Madrid).
Otra de las artes de relevancia en el mundo islámico fue la textil, heredera del arte bizantino y sasánida. Desarrollaron y perfeccionaron numerosas técnicas, como el damasco, el tiraz, el terciopelo y la muselina, en vestidos, alfombras, tapices, telas estampadas y otros tejidos. Otro terreno de relevancia fue la corioplastia, especialmente en Córdoba, donde se creó la técnica del cordobán, que junto al guadamecí fueron las principales modalidades producidas en la España musulmana y exportadas a toda Europa.